# Juan el Apóstol
Juan el Apóstol o san Juan, también llamado san Juan Evangelista (griego: Ἰωάννης Iōannes, latín: Ioannes), fue, según diversos textos neotestamentarios (Evangelios sinópticos, Hechos de los Apóstoles, Epístola a los Gálatas), uno de los discípulos más destacados de Jesús de Nazaret. Nativo de Galilea, era hermano de Santiago el Mayor e hijo de Zebedeo. Su madre podría ser Salomé. Fue pescador de oficio en el mar de Galilea, como otros apóstoles. La mayoría de los autores lo considera el más joven del grupo de «los Doce». Probablemente vivía en Cafarnaún, compañero de Pedro. Junto a su hermano Santiago, Jesús los llamó בני רעם Bnéy-ré'em (arameo), Bnéy Rá'am (hebreo), que ha pasado por el griego al español como «Boanerges», y que significa «hijos del trueno», por su gran ímpetu. Juan pertenecía al llamado «círculo de dilectos» de Jesús que estuvo con él en ocasiones especiales: en la resurrección de la hija de Jairo, en la transfiguración de Jesús, y en el huerto de Getsemaní, donde Jesús se retiró a orar en agonía ante la perspectiva de su pasión y muerte. También fue testigo privilegiado de las apariciones de Jesús resucitado y de la pesca milagrosa en el Mar de Tiberíades.
Según el libro de los Hechos de los Apóstoles, Pentecostés encontró a Juan el Apóstol en espera orante, ya como uno de los máximos referentes junto a Pedro de la primera comunidad. Juan acompañó a Pedro, tanto en la predicación inicial en el Templo de Jerusalén (donde, apresados, llegaron a comparecer ante el Gran Sanedrín por causa de Jesús), como en su viaje de predicación a Samaria.
La mención del nombre «Juan», antecedido por el de «Santiago» y el de «Cefas» (Simón Pedro), como uno de los «pilares» de la Iglesia primitiva por parte de Pablo de Tarso en su epístola a los Gálatas es interpretada por la mayoría de los estudiosos como referencia de la presencia de Juan el Apóstol en el Concilio de Jerusalén.
Las polémicas que sobre él se abatieron y aún se abaten —en particular, si Juan el Apóstol y Juan el Evangelista fueron o no la misma persona, y si Juan el Apóstol fue autor o inspirador de otros libros del Nuevo Testamento, como el Apocalipsis y las Epístolas joánicas: Primera, Segunda y Tercera— no impiden ver la tremenda personalidad y la altura espiritual que a Juan se adjudica, no solo en el cristianismo, sino en la cultura universal. Muchos autores lo han identificado con el discípulo a quien Jesús amaba, que cuidó de María, madre de Jesús, a pedido del propio crucificado (Stabat Mater). Diversos textos patrísticos le adjudican su destierro en Patmos durante el gobierno de Domiciano, y una prolongada estancia en Éfeso, constituido en fundamento de la vigorosa «comunidad joánica», en cuyo marco habría muerto a edad avanzada. A través de la historia, su figura ha sido asociada con la cumbre de la mística experimental cristiana. Su presencia en artes tan diversas como la arquitectura, la escultura, la pintura, la música, la literatura, y la cinematografía es notable. La Iglesia católica, la ortodoxa, y la anglicana entre otras, lo celebran en distintas festividades (ver ficha).
El águila es el atributo más conocido de Juan, símbolo de la «devoradora pasión del espíritu» que caracterizó a ese hombre.

## Precisiones sobre fuentes y alcances
Juan el Apóstol, al igual que la mayoría de las personalidades de la primera comunidad cristiana, no se verifica en fuentes del siglo I que no sean los escritos neotestamentarios. La mayor parte de la información con que se cuenta en nuestros días sobre Juan el Apóstol surge de la aplicación del método histórico-crítico (es decir, el proceso científico de investigar la transmisión, desarrollo y origen de un texto) a fuentes primarias, que consisten en diferentes pasajes del Nuevo Testamento y en otros materiales considerados apócrifos por las distintas confesiones cristianas. A esto se suma el análisis de documentos de la época patrística, que incluyen tradiciones tanto escritas como orales provenientes de las diversas comunidades y escritores cristianos, tradiciones que a veces difieren entre sí.

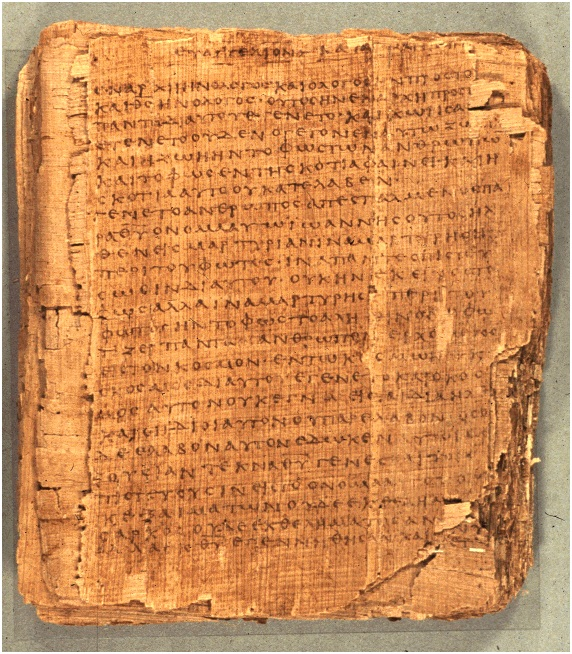
El ^{66} (papiro Bodmer 66), hallado en Egipto, presentó un fenómeno nuevo, considerado inalcanzable antes de su descubrimiento. Catalogado como papiro de Categoría I según la clasificación de Aland y Aland,, se trata de un Evangelio de Juan conservado en forma de códice (libro) casi completo, datado de 200 d.C. aproximadamente, y con un primer folio (que se observa en la imagen) en el que consta la sobreinscripción del nombre del Evangelio. Se lo atesora en la Biblioteca de Cologny, en Ginebra, Suiza. Los alcances precisos de la autoría del Evangelio de Juan forman parte de un conjunto de problemas identificados bajo el nombre de «cuestión joánica», objeto de debate por parte de los especialistas.

La complejidad de una síntesis sobre Juan el Apóstol viene dada por la cantidad de antecedentes especulativos existentes sobre su figura para lograr una amalgama de todo lo valioso que contienen las diferentes aportaciones. De hecho, solo se puede obtener una apreciación correcta de los problemas planteados respecto de Juan y de sus posibles soluciones si se considera la diversidad de enfoques. Ya Adolf von Harnack (1851-1930), teólogo luterano alemán que contribuyó a la llamada «búsqueda del Jesús histórico», puntualizó que el Evangelio que lleva el nombre de Juan es uno de los mayores enigmas del cristianismo primitivo.p. 11
 Años después, el teólogo y catedrático protestante Charles Harold Dodd (1884-1973) refrendó el comentario anterior diciendo que, si comprendemos a Juan, habremos comprendido qué era realmente el cristianismo primitivo.p. 11
 Por su parte, el exégeta y catedrático católico Raymond Edward Brown (1928-1998) destacó que la brillante originalidad de los muchos y excelentes comentarios en inglés y alemán referidos a Juan, sumada a la abundante bibliografía periódica sobre el Evangelio de Juan, han hecho que los estudios joánicos adquieran una embarazosa frondosidad. Más aún, Brown señaló en 1966 que, en el apogeo de la crítica liberal de finales del siglo XIX y comienzos del siglo XX, pocos críticos aceptaban siquiera una ligera conexión entre el Evangelio de Juan y Juan hijo de Zebedeo. En cambio –prosiguió Brown–, después de la Segunda Guerra Mundial se plasmó lo que se denominó «nueva visión» de los escritos joánicos, que presenta muchos puntos de contacto con la visión tradicional del cristianismo. Así, el Evangelio de Juan se rehabilitó de la crítica que lo consideraba gnóstico, y algunos críticos volvieron a sugerir que «en todo ello tiene algo que ver Juan, hijo de Zebedeo».p. 24

Por lo tanto, este artículo incluye en su desarrollo diferentes fuentes primarias fácilmente identificables: pasajes del Nuevo Testamento, apócrifos neotestamentarios y, para algunos puntos, escritos patrísticos que puedan brindar información adicional proveniente de algunos Santos Padres (Ireneo de Lyon, Papías de Hierápolis, Justino Mártir, Melitón de Sardes, Clemente de Alejandría, Jerónimo de Estridón, etc.) o de escritores eclesiásticos (Orígenes, Tertuliano, Eusebio de Cesarea, etc.) de los primeros siglos del cristianismo. En simultaneidad con las fuentes primarias y, en mayor grado, al tratar puntos controvertidos, se introducen múltiples y variadas fuentes secundarias de análisis e interpretación, incluyendo las opiniones de autores de diferentes confesiones cristianas (católicos, protestantes, ortodoxos, anglicanos, etc.) como así también algunas opiniones agnósticas. Las mayores aportaciones vienen dadas por las escuelas inglesa/norteamericana y alemana, aunque no se circunscriben a ellas, siendo por ejemplo destacables para algunos temas los aportes de escritores vinculados a las iglesias de Oriente o a la escuela francesa. La participación de autores de religiones no cristianas en el análisis de Juan el hijo de Zebedeo es exigua en comparación con los anteriores.
A diferencia del análisis de la persona de Juan el Apóstol en sí, su impacto en la cultura es fácilmente verificable, particularmente en fuentes generales de la historia del arte.

## Juan en sus inicios: la vocación de los hijos de Zebedeo
Juan, quien luego sería apóstol de Jesús de Nazaret, es presentado en las Sagradas Escrituras como uno de los dos hijos de Zebedeo, hermano de Santiago y compañero de Simón Pedro (Lucas 5:10). Los tres Evangelios sinópticos lo sitúan inicialmente como pescador de Galilea, cuya vocación por el seguimiento de Jesús irrumpe a orillas del lago de Genesaret, situándose Juan entre sus primeros cuatro discípulos.

Bordeando el mar de Galilea, (Jesús) vio a Simón y Andrés, el hermano de Simón, largando las redes en el mar, pues eran pescadores. Jesús les dijo: «Venid conmigo, y os haré llegar a ser pescadores de hombres.» Al instante, dejando las redes, le siguieron. Caminando un poco más adelante, vio a Santiago, el de Zebedeo, y a su hermano Juan: estaban también en la barca arreglando las redes; y al instante los llamó. Y ellos, dejando a su padre Zebedeo en la barca con los jornaleros, se fueron tras él.
Marcos 1:16-20

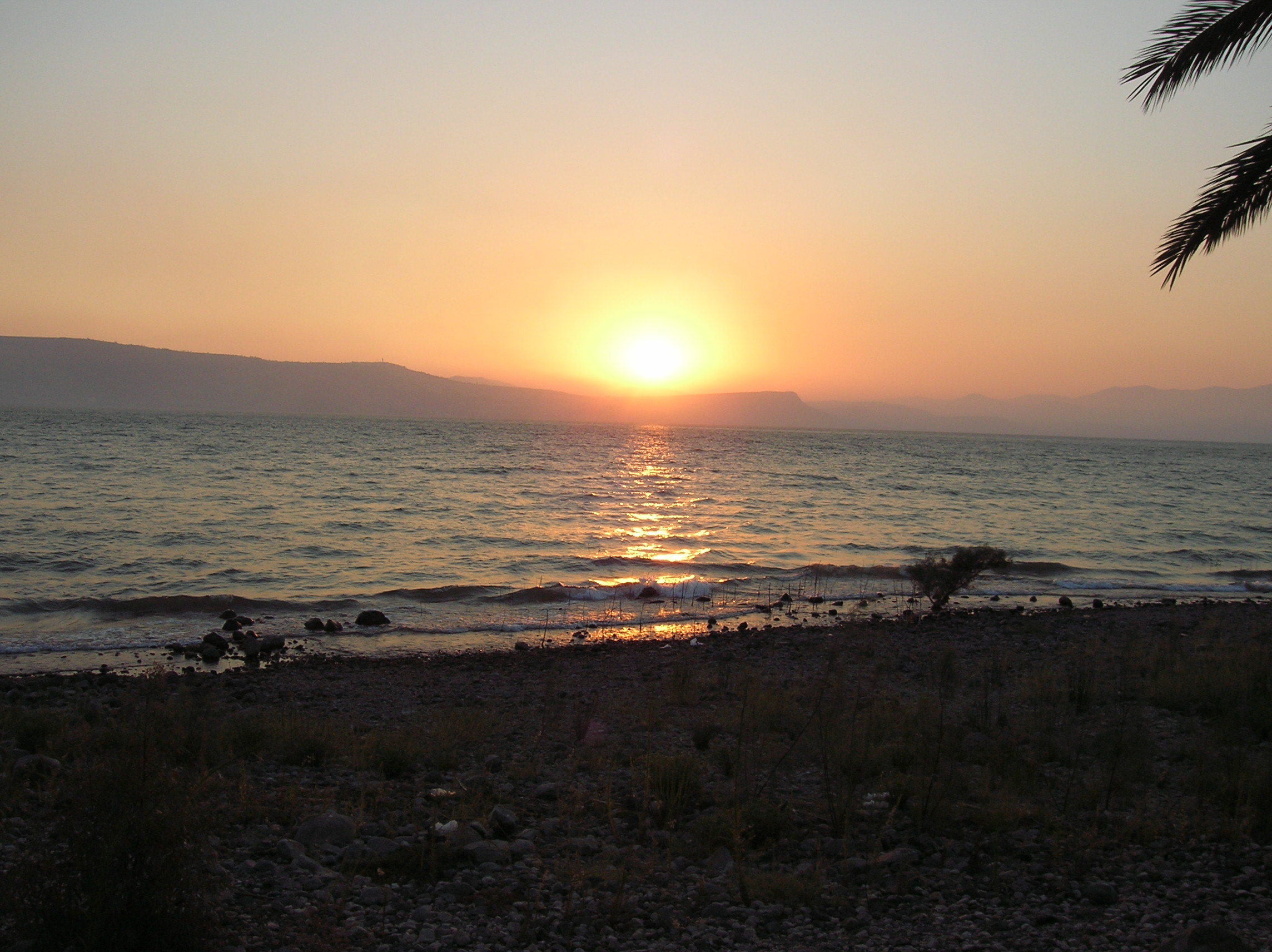
Vista de Kinnereth, nombre hebreo del Mar de Galilea. Se trataría del paisaje en cuyo marco creció Juan el Apóstol.

La palabra «jornaleros» indica una retribución a sueldo por un trabajo. Esto permite inferir que Zebedeo, padre de Juan y Santiago, dentro de la modestia de un pescador de Galilea, tenía un cierto desahogo económico: era propietario de «redes» (Mateo 4:21), sin duda, de algunas barcas, y tenía «jornaleros» para sus faenas.
El análisis comparado de textos de los Evangelios sinópticos parece indicar que la madre de Juan fue Salomé, una de las mujeres que siguieron a Jesús durante su vida pública (cf. Marcos 10:37) hasta su muerte. Si se cotejan los pasajes referidos a la muerte de Jesús, en Mateo 27:56 («Entre ellas estaban María Magdalena, María la madre de Santiago y de José, y la madre de los hijos de Zebedeo») y en Marcos 15:40 («Había también unas mujeres mirando desde lejos, entre ellas, María Magdalena, María la madre de Santiago el menor y de Joset, y Salomé, que le seguían y le servían cuando estaba en Galilea[...]») se puede inferir que Salomé sería la esposa de Zebedeo y madre de Santiago el Mayor y de Juan.
Por el Evangelio de Lucas se sabe que entre Pedro, Juan y Santiago, tenían al menos establecida un cierta «sociedad» de pesca pues, como se detalla más adelante, eran «compañeros»:

Cuando (Jesús) acabó de hablar dijo a Simón: «Boga mar adentro y echad vuestras redes para pescar.» [...] Y, haciéndolo así, pescaron gran cantidad de peces de modo que las redes amenazaban romperse. Hicieron señas a los socios de la otra barca para que vinieran en su ayuda.[...]Al verlo Simón Pedro, cayó a las rodillas de Jesús, diciendo: «Aléjate de mí, Señor, que soy un hombre pecador». Pues el asombro se había apoderado de él y de cuantos con él estaban, a causa de los peces que habían pescado. Y lo mismo de Santiago y Juan, hijos de Zebedeo, que eran compañeros de Simón.
Lucas 5:4.6-10

Por la forma de ejercicio del sacerdocio en esa época, no se descarta que Zebedeo pudiera ser levita, con una casa de paso en el barrio de Jerusalén habitado por esenios o en sus cercanías, y quizá con otra propiedad en Galilea, mientras la pesca en el lago podría ayudarle al sostenimiento familiar. Se ha considerado que una empresa de pesca de mediana envergadura podría ser proveedora de pescado al propio Templo de Jerusalén. En efecto, el mar de Galilea, que aun no siendo de grandes dimensiones es el principal reservorio de agua dulce de la región, se convirtió en un centro de pesca de gran importancia para el mundo judío. Es razonable que los judíos dieran preferencia al pescado capturado por pescadores judíos frente al pescado suministrado por los gentiles, ya que el primero garantizaba el cumplimiento de los preceptos rabínicos de «pureza» alimentaria, evitando tratamientos que pudiesen tornar el alimento en impuro.
De hecho, el mar de Galilea se caracterizó por albergar diversos «emprendimientos» pesqueros, que involucraban no solo a las familias de los pescadores sino también a los trabajadores contratados, a los proveedores de materias primas y de otros productos, a los «procesadores» de pescado, a los «empacadores» y a los transportistas.
Resultan de particular interés los términos utilizados por el Evangelio de Lucas: «[...] hicieron señas a sus socios (metachoi) del otro barco [...]»; «[...] Santiago y Juan, hijos de Zebedeo, eran compañeros (koinônoi) con Simón», es decir, había un sentido de comunión previo a la existencia del grupo de «los Doce», una especie de relación cooperativa establecida entre la familia de Jonás (padre de Simón Pedro), y la de Zebedeo (padre de Santiago y Juan), que podían permitirse tener asalariados en su nónima.
En resumen, se desprende que Zebedeo no era un simple pescador, sino que poseía barcas, redes y daba trabajo a diversos jornaleros, lo que hacía posible que sus hijos pudieran dejarlo para seguir más estrechamente a Jesús.
La vocación de Simón Pedro y Andrés, Santiago y Juan presenta una forma semejante en los tres Evangelios sinópticos. Se omite probablemente la comunicación previa entre Jesús y quienes serían los primeros discípulos, como también el proceso psicológico resultante de ese trato. Según el Evangelio de Juan, el primer contacto habría tenido lugar en el Jordán (Juan 1:35-42). Andrés y otro discípulo cuyo nombre no se menciona, hasta ese momento discípulos de Juan el Bautista, mantienen una primera conversación con Jesús. Algunos estudiosos como Alfred Wikenhauser (1883-1960) y Raymond E. Brown (1928-1998) sostienen que ese discípulo cuyo nombre no aparece era el propio Juan.pp. 105-106;
pp. 286-287

Jesús se volvió, y al ver que le seguían les dice: «¿Qué buscáis?» Ellos le respondieron: «Rabbí –que quiere decir, 'Maestro'– ¿dónde vives?» Les respondió: «Venid y lo veréis.» Fueron, pues, vieron dónde vivía y se quedaron con él aquel día. Era más o menos la hora décima. Andrés, el hermano de Simón Pedro, era uno de los dos [...] que habían seguido a Jesús.
Juan 1:35-40

De ser precisa la interpretación de Wikenhauser y de Brown, Juan el Apóstol habría sido discípulo de Juan el Bautista antes de seguir a Jesús de Nazaret.
Ya desde el comienzo del ministerio público de Jesús, Juan, hijo de Zebedeo, forma parte de un grupo selecto. Por ejemplo, a la salida de la sinagoga, Juan y Santiago, se dirigen a la casa de Pedro y Andrés, donde presencian cómo Jesús cura a la suegra de Pedro que padece fiebre (Marcos 1:29-31).

## Uno de «los Doce»

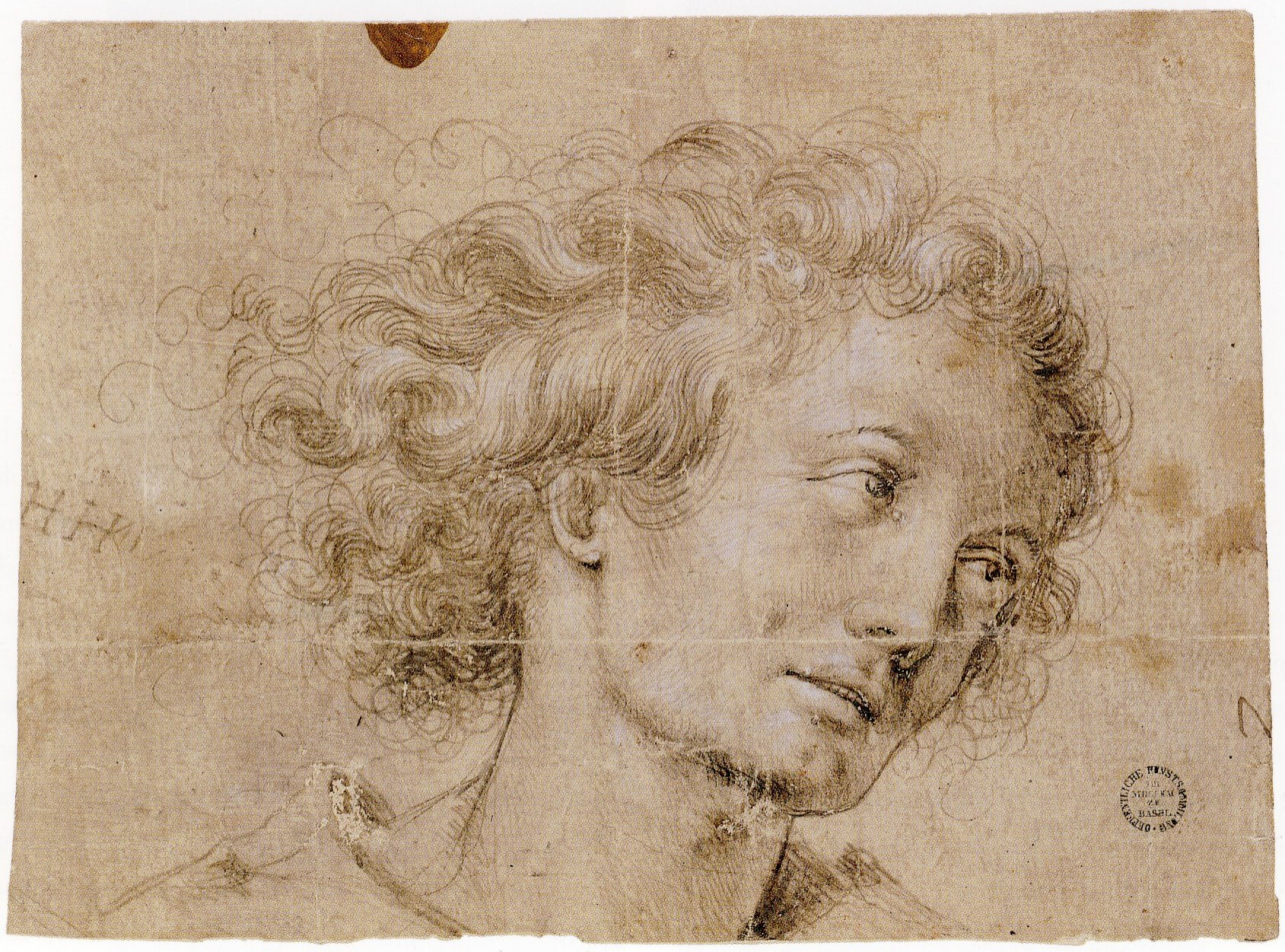
«San Juan el Apóstol» (c. 1517), por Hans Holbein el Joven (1498–1543), maestro renacentista del retrato. La obra se encuentra en el Museo de Arte de Basilea, Suiza.

Los tres pasajes evangélicos que hacen alusión a la institución de «los Doce» Apóstoles mencionan a Juan (Marcos 3:17; Mateo 10:2; Lucas 6:14). Pero el evangelista Marcos hace una referencia particular, quizá debida al ímpetu de los hijos de Zebedeo:

[...]Santiago y su hermano Juan, hijos de Zebedeo, a quienes puso el sobrenombre de Boanerges, es decir, hijos del trueno[...].
Marcos 3:17

A diferencia de Simón, hijo de Jonás, a quien Jesús le modifica su nombre por el de Pedro en señal de dominio, no hay modificación del nombre de los hermanos Zebedeo, pero sí una calificación que algunos autores argumentan posteriormente con el pasaje único de Lucas, en el que se hace referencia a una mala acogida en un pueblo samaritano. La hostilidad de los samaritanos contra judíos y galileos era proverbial. Los samaritanos eran considerados cismáticos. Jesús se dirige a Jerusalén por el camino más directo, por Samaría, en lugar de ir por los caminos más frecuentados: por la costa occidental o por el Jordán abajo. Sin embargo, al buscar hospedaje, no es recibido.

[...](Jesús) se afirmó en su voluntad de ir a Jerusalén, y envió mensajeros delante de sí, que fueron y entraron en un pueblo de samaritanos para prepararle posada; pero no le recibieron porque tenía intención de ir a Jerusalén. Al verlo, sus discípulos Santiago y Juan, dijeron: «Señor, ¿quieres que digamos que baje fuego del cielo y los consuma?» Pero volviéndose, (Jesús) los reprendió y se fueron a otro pueblo.
Lucas 9:52-56

Según Leal, los dos hermanos Santiago y Juan justificarían así el apelativo de «hijos del trueno» que le diera Jesús. Él no aprueba ese celo demasiado humano, pero ese ímpetu bien canalizado podría ser un medio eficaz para la obra pretendida por Jesús.
El académico estadounidense Alan Culpepper destaca el significado dado por el teólogo alemán Otto Wilhelm Betz (1917-2005) a las expresiones «Boanerges» e «hijos del trueno». El término «Boanerges» pertenece a una tradición temprana, que provendría incluso del mismo Jesús, puesto que la comunidad cristiana primitiva no tendría ningún interés en dar a sus pilares ese tipo de nombres. Así también, Jesús habría llamado a los dos hermanos «hijos del trueno», no como un apodo despectivo, sino como una promesa de lo que llegarían a ser.p. 40
 La sugerencia –dice Culpepper– de que el nombre, como en el caso de Pedro, sea una promesa o una previsión de la grandeza que alcanzarían los hijos de Zebedeo es muy meritoria. Dándoles el nombre de «Boanerges», Jesús habría anunciado que Santiago el Mayor y Juan se convertirían en «hijos del trueno», testigos valientes como «voces del cielo».p. 40

## Uno del «círculo de dilectos»
Contrariamente a las costumbres de la época, según las cuales los discípulos elegían a los maestros que los guiarían, el Evangelio señala que es Jesús quien elige a sus discípulos: «No me habéis elegido vosotros a mí, sino que yo os he elegido a vosotros» (Juan 15:16). Y Jesús elige a su vez, dentro del grupo de los doce Apóstoles, a un círculo más restringido de solo tres (a veces cuatro), quienes lo acompañan en situaciones especiales. Ellos son Pedro, Santiago y Juan, a quienes en alguna ocasión se suma Andrés.

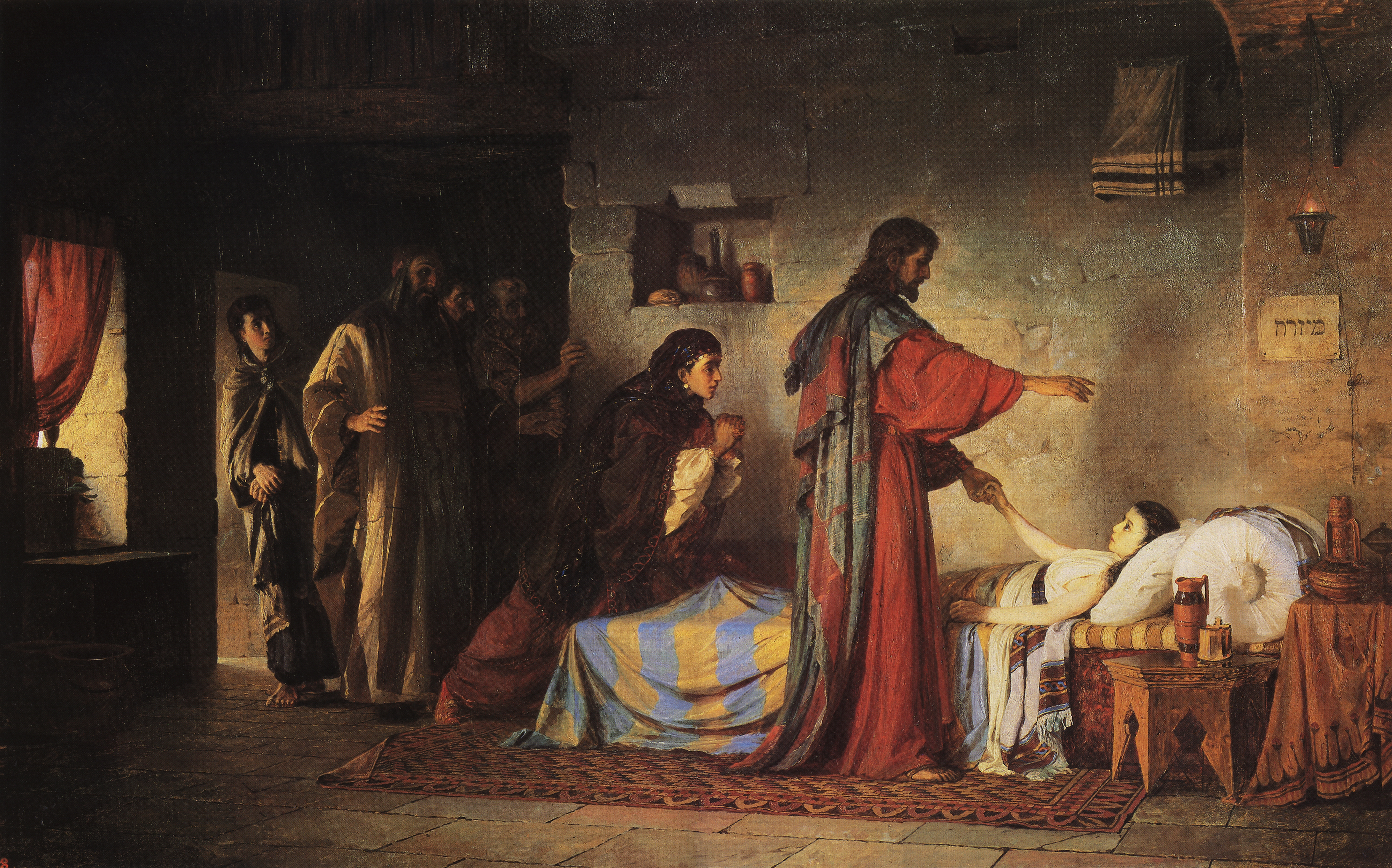
«La resurrección de la hija de Jairo» (1871), por Vasili Polenov. Juan el Apóstol es representado como un joven, en claroscuro, a la izquierda del cuadro.

Siempre según los Evangelios, Juan, junto con Pedro y Santiago, acompaña a Jesús:
- a la casa del jefe de una sinagoga, Jairo, a cuya hija resucita: «Al llegar a la casa, no permitió entrar con él más que a Pedro, Juan y Santiago, al padre y a la madre de la niña» (Lucas 8:51; también en Marcos 5:37);
- cuando sube a la montaña para transfigurarse: «Jesús tomó consigo a Pedro, Santiago y Juan y los llevó a ellos solos a un monte alto» (Marcos 9:2; también en Lucas 9:28);
- al monte de los Olivos, donde frente al imponente templo de Jerusalén pronuncia su discurso sobre el fin de la ciudad y del mundo (Marcos 13:3), ocasión en que se suma Andrés.

Esta situación de relieve hace comprensible que Juan tome la iniciativa para mantener posiciones de privilegio:

En ese momento, Juan tomó la palabra y dijo: «Maestro, hemos visto a uno que hacía uso de tu nombre para echar fuera demonios, y le dijimos que no lo hiciera, pues no te sigue junto a nosotros.»
Lucas 9:49 (también en Marcos 9:38)

Así mismo, resulta entendible que Juan y Santiago (Marcos 10:35-41), en conjunto con su madre, quieran asegurarse una colocación distinguida:

Entonces se le acercó la madre de los hijos de Zebedeo con sus hijos, y se postró como para pedirle algo. Él le dijo: «¿Qué quieres?» Ella le dijo: «Manda que estos dos hijos míos se sienten, uno a tu derecha y otro a tu izquierda, en tu Reino.» Replicó Jesús: «No sabéis lo que pedís. ¿Podéis beber la copa que yo voy a beber?» Ellos le dijeron: «Sí, podemos.» Él les dijo: «Mi copa, sí la beberéis, pero sentarse a mi derecha o a mi izquierda no es cosa mía el concederlo, sino que es para quienes está preparado por mi Padre.» Al oír esto, los otros diez se indignaron contra los dos hermanos.
Mateo 20:20-24

Jesús aprovecha la ocasión para enseñar que, entre sus seguidores, ninguno debe hacer sentir su dignidad, sino que debe obrar como el servidor de los demás, de la misma forma que él vino a servir y no a ser servido.
Inmediatamente antes de la Pasión, se encuentra nuevamente a Juan el Apóstol formando parte del «círculo de dilectos» de Jesús en dos oportunidades especiales:
- Cuando Jesús lo escoge a él y a Pedro para realizar los preparativos para la última Cena pascual:

Llegó el día de los Ázimos, en el que se había de sacrificar el cordero de la Pascua; y (Jesús) envió a Pedro y a Juan diciendo: «Id y preparadnos la Pascua para que la comamos.»
Lucas 22:7-8

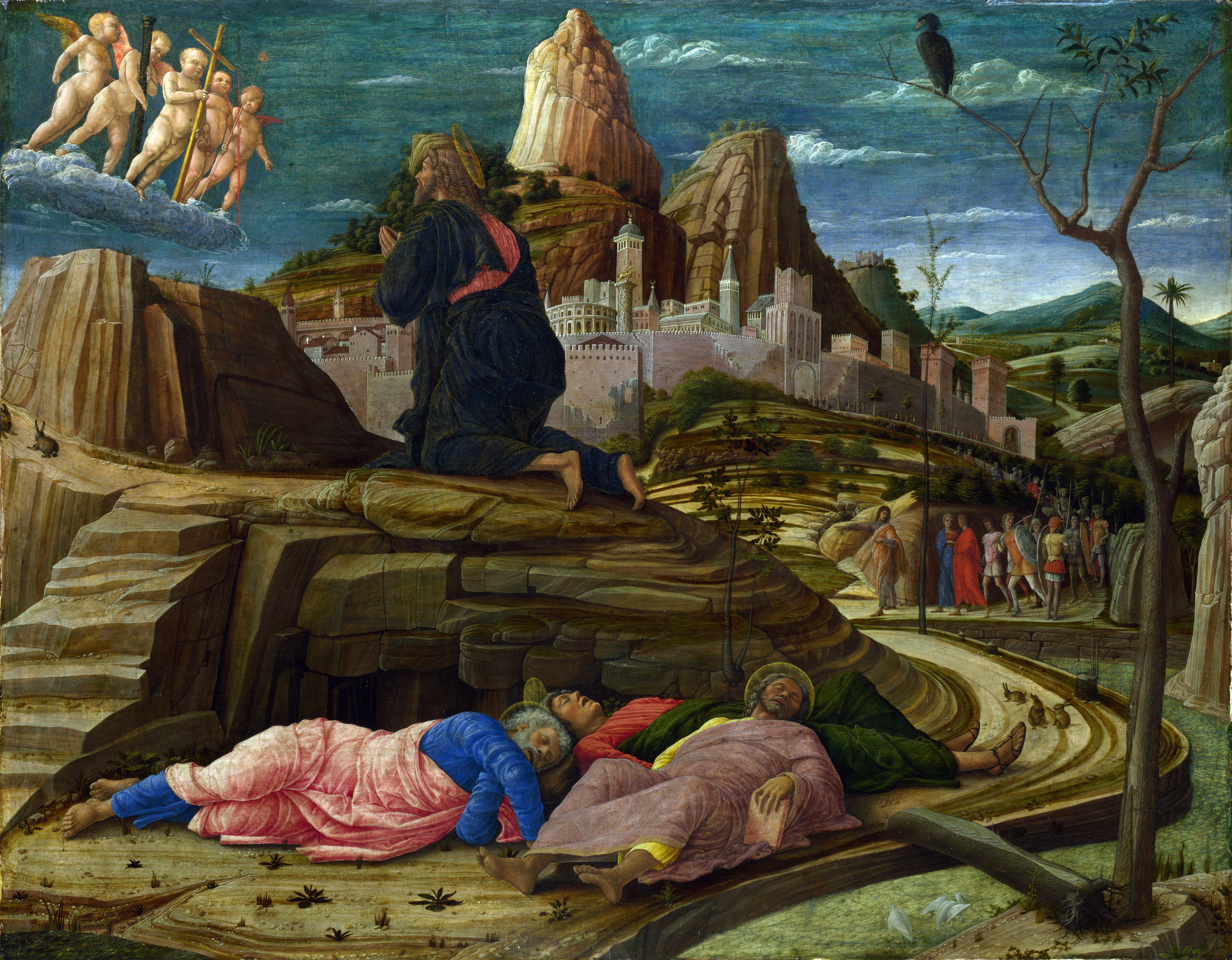
«Agonía en el Jardín» (1460), de Andrea Mantegna. National Gallery, Londres. En la pintura, Jesús ora en agonía en el huerto de Getsemaní al inicio de su Pasión, mientras Pedro, Santiago y Juan son vencidos por el sueño.

- Cuando, en el monte de los Olivos, Jesús se retira a orar en agonía por los padecimientos y muerte que se avecinan:

Fueron a la propiedad, cuyo nombre es Getsemaní, y les dijo a sus discípulos: «Sentaos aquí mientras yo hago oración.» Tomó consigo a Pedro, a Santiago y a Juan, y comenzó a sentir pavor y angustia. Y les dijo: «Mi alma está triste hasta el punto de morir; quedaos aquí y velad.»
Marcos 14:32-34

Finalmente, encontramos a Juan y Santiago el Mayor, mencionados indirectamente como «hijos de Zebedeo», formando parte del grupo restringido de discípulos testigos del último signo realizado por Jesús ya resucitado: su aparición a orillas del lago de Tiberíades y la pesca milagrosa. Se trata de la única referencia en el Evangelio de Juan a los dos «hijos de Zebedeo», ubicada en el epílogo del evangelio.

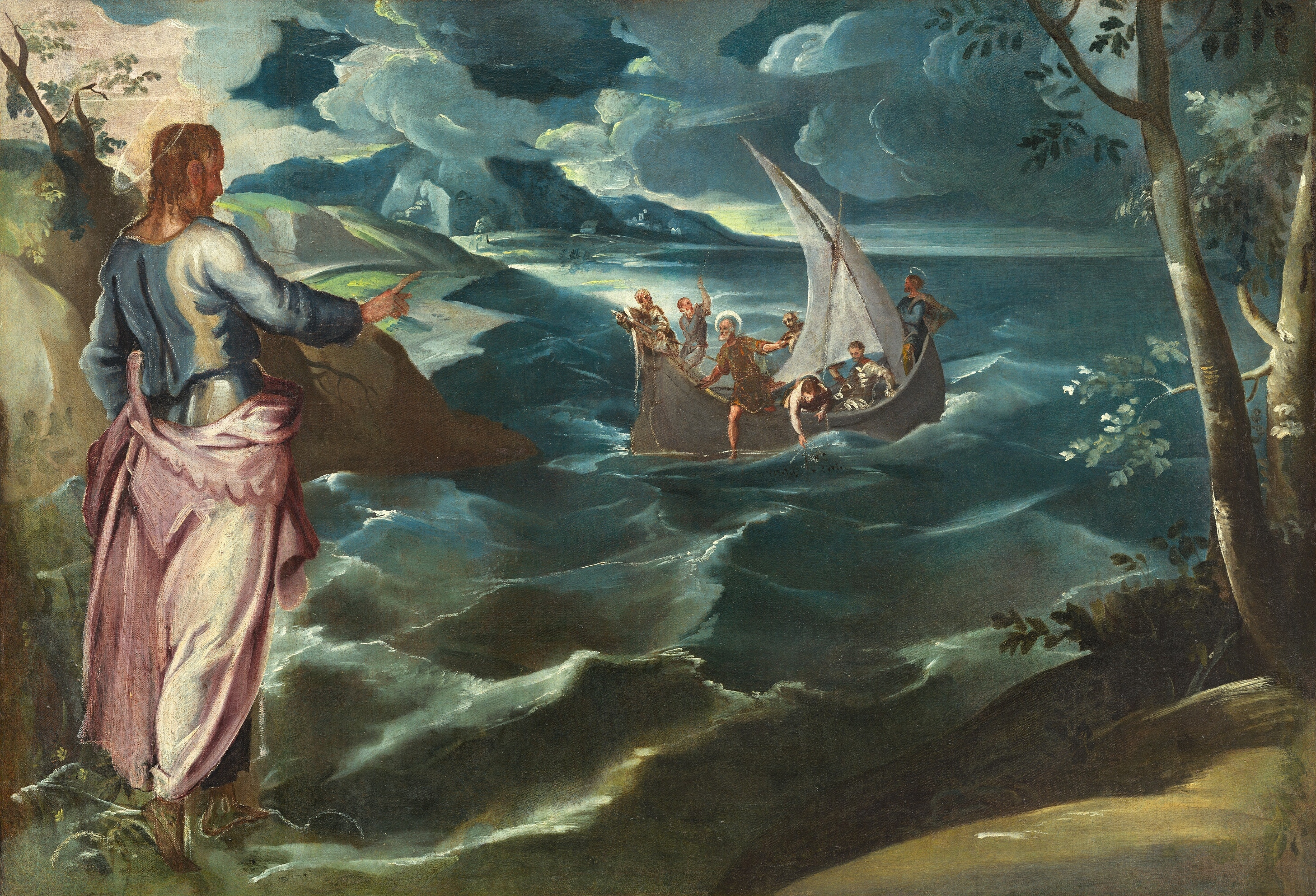
«Cristo en el lago de Tiberíades» (hacia 1575-1580), del Tintoretto. Galería Nacional de Arte, Washington D. C.

Después de esto, se manifestó Jesús otra vez a los discípulos a orillas del mar de Tiberíades. Se manifestó de esta manera. Estaban juntos Simón Pedro, Tomás llamado el Mellizo, Natanael, el de Caná de Galilea, los de Zebedeo y otros dos de sus discípulos. Simón Pedro les dice: «Voy a pescar.» Le contestaron ellos: «También nosotros vamos contigo.» Fueron y subieron a la barca pero aquella noche no pescaron nada. Cuando ya amaneció estaba Jesús en la orilla; pero los discípulos no sabían que era Jesús. Díjoles Jesús: «Muchachos, ¿no tenéis pescado?» Le contestaron: «No.» Él les dijo: «Echad la red a la derecha de la barca y encontraréis.» La echaron, pues, y ya no podían arrastrarla por la abundancia de peces.
Juan 21:1-7

## En la primera comunidad cristiana

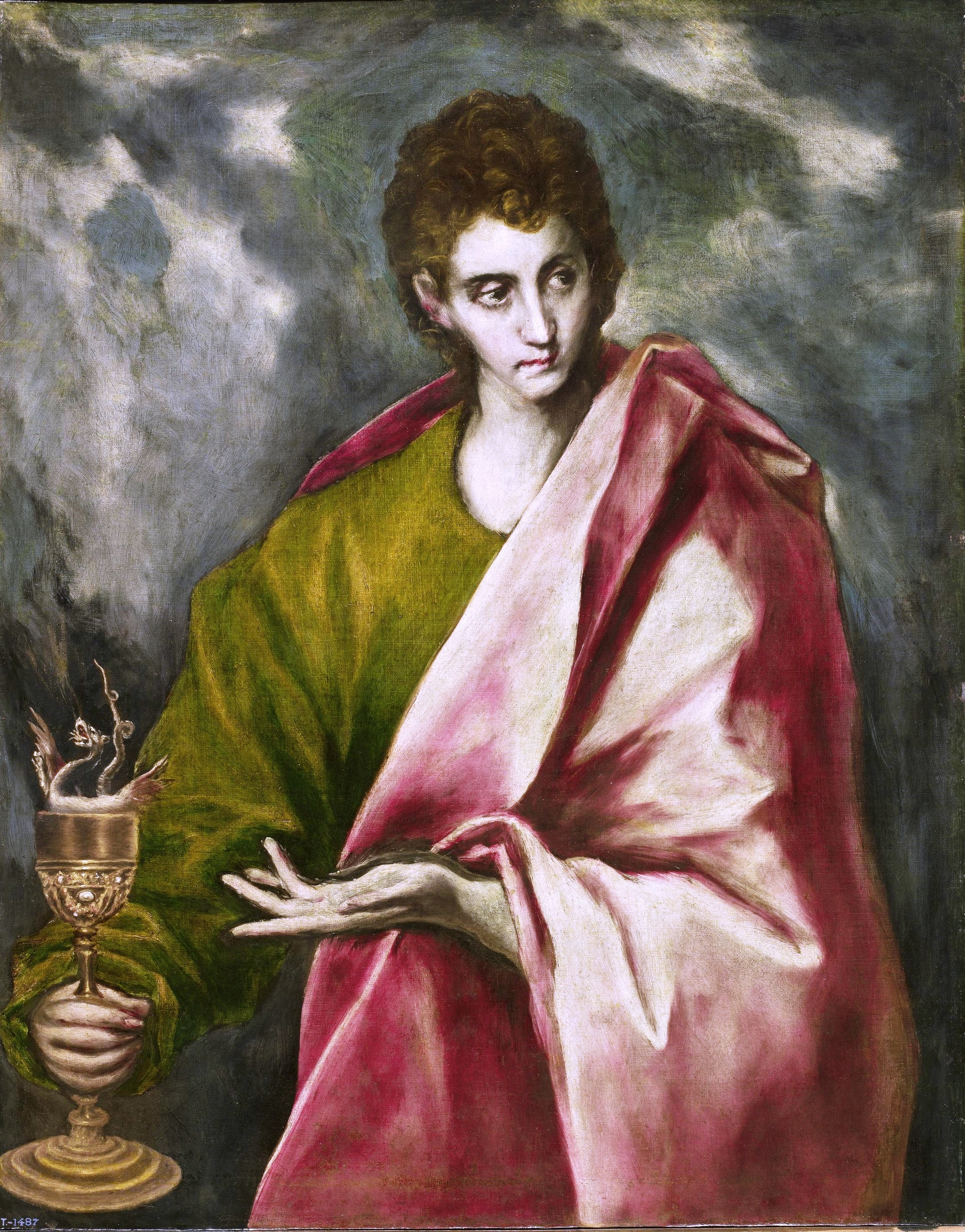
La obra representa a San Juan Evangelista.

Luego de la Pascua de resurrección y de la Ascensión de Jesucristo, el Libro de los Hechos de los Apóstoles registra a Juan, como el segundo apóstol después de Pedro, en espera de Pentecostés junto con otros.

Entonces se volvieron a Jerusalén desde el monte llamado de los Olivos, que dista poco de Jerusalén, el espacio de un camino sabático. Y cuando llegaron, subieron a la estancia superior, donde vivían. Pedro, Juan, Santiago y Andrés; Felipe y Tomás; Bartolomé y Mateo; Santiago de Alfeo, Simón el Zelotes y Judas de Santiago. Todos ellos perseveraban en la oración, con un mismo espíritu en compañía de algunas mujeres, de María, la madre de Jesús, y de sus hermanos.
Hechos 1:12-14

Mientras que, al momento de la elección de «los Doce», los Evangelios de Mateo y de Lucas citan a Juan el Apóstol en cuarto lugar (Mateo 10:2; Lucas 6:14), y el Evangelio de Marcos lo refiere en tercer lugar (Marcos 3:16-17), posteriormente Lucas lo llega a colocar en su Evangelio en segundo lugar (Lucas 8:5; Lucas 9:28), desplazando en el orden incluso a su hermano mayor, Santiago. Más aún, inmediatamente antes de Pentecostés los Hechos de los Apóstoles lo sitúan también en el segundo lugar después de Pedro (Hechos 1:13). Esto parece poner de manifiesto el reconocimiento que Juan el Apóstol ya había ganado para entonces dentro de la primera comunidad cristiana.pp. 28-29 y 48

El trabajo apostólico junto a Simón Pedro parece intensificarse desde entonces, pues Juan aparece acompañándolo en varios pasajes de los Hechos de los Apóstoles. El pasaje que narra la curación del tullido de nacimiento, el discurso de Pedro al pueblo, la comparencia de Pedro y Juan ante el Gran Sanedrín y el asombro del tribunal supremo de Israel ante estos dos Apóstoles constituye uno de los pasajes más emblemáticos del Libro de los Hechos de los Apóstoles (ver: Hechos 3:1-4:22):

Pedro y Juan subían al Templo para la oración de la hora nona. Había un hombre, tullido desde su nacimiento, al que llevaban y ponían todos los días junto a la puerta del Templo llamada Hermosa para que pidiera limosna a los que entraban en el Templo. Este, al ver a Pedro y a Juan que iban a entrar en el Templo, les pidió una limosna. Pedro fijó en él la mirada juntamente con Juan, y le dijo: «Míranos.» Él les miraba con fijeza esperando recibir algo de ellos. Pedro le dijo: «No tengo plata ni oro, pero lo que tengo te lo doy: en nombre de Jesucristo de Nazaret, levántate y anda.» Y tomándole de la mano derecha lo levantó. Al instante cobraron fuerza sus pies y tobillos y de un salto se puso de pie y andaba [...] Todo el pueblo le vio como andaba y alababa a Dios [...]; le reconocían , pues él era el que pedía limosna sentado junto a la puerta Hermosa del Templo, y se quedaron llenos de estupor y asombro por lo que había sucedido. Como él no soltaba a Pedro y a Juan, todo el pueblo, presa de estupor, corrió donde ellos al pórtico de Salomón.
Hechos 3:1-11

Al comparecer al día siguiente, Pedro y Juan muestran tal valentía al declarar ante los jefes, ancianos y escribas, Anás, Caifás y Jonatán, Alejandro y cuantos pertenecen a la estirpe de los sumos sacerdotes, que estos quedan maravillados, sabiendo que se trata de hombres sin instrucción ni cultura.

Entonces se dijeron: «A fin de que esto no se divulgue más entre el pueblo, amenacémosles para que no hablen ya más a nadie en este nombre.» Les llamaron y les mandaron que de ninguna manera hablasen o enseñasen en el nombre de Jesús. Mas Pedro y Juan les contestaron: «Juzgad si es justo delante de Dios obedeceros a vosotros más que a Dios. No podemos nosotros dejar de hablar de los que hemos visto y oído.»
Hechos 4:17-20

Algunos autores han analizado la falta de cultura señalada en el pasaje de los Hechos de los Apóstoles como argumento en contra de la presunta autoría del Evangelio de Juan por parte del Apóstol.p. 37
 Sin embargo, esa condición de su juventud no pareció ser óbice para una excelente capacidad de comunicación frente al pueblo y al Gran Sanedrín, cuyos miembros quedaron «maravillados». Por otra parte, el Evangelio fue escrito no menos de medio siglo después, ya que no se puede pensar en una composición anterior a los últimos años del siglo I.p. 42;

La oración final del pasaje de los Hechos de los Apóstoles, puesta en labios de Pedro y de Juan conjuntamente, contiene una forma de expresión que se reiteraría en los escritos joánicos. Si se compara la frase manifestada por Pedro y Juan con el pasaje de la I Epístola de Juan, puede verse su similitud:

«No podemos nosotros dejar de hablar de lo que hemos visto y oído.» (Hechos 4:20)
«(...) lo que hemos oído, lo que hemos visto con nuestros ojos, lo que contemplamos y tocaron nuestras manos acerca de la Palabra de vida (...), lo que hemos visto y oído, os lo anunciamos...» (I Juan 1:1-3a)

Otra aparición explícita de Juan tiene lugar acompañando a Pedro en el evangelización en Samaría, fechada por la Escuela bíblica y arqueológica francesa de Jerusalén (École Biblique et Archéologique Française de Jérusalem) entre 34 y 45.

Al enterarse los Apóstoles que estaban en Jerusalén de que Samaría había aceptado la Palabra de Dios, les enviaron a Pedro y a Juan. Estos bajaron y oraron con ellos para que recibieran el Espíritu Santo.[...] Ellos, después de haber dado testimonio y haber predicado la Palabra del Señor, se volvieron a Jerusalén evangelizando muchos pueblos samaritanos.
Hechos 8:14-15.25

Al yuxtaponer el pasaje de Lucas 9:54 (señalado más arriba), en el que Juan y Santiago ofrecen hacer bajar fuego del cielo para consumir a un pueblo samaritano, con el pasaje de Hechos 8:14-15.25 (también escrito por Lucas), en el que Juan proclama la Buena Noticia a los samaritanos, Alan Culpepper sugiere que Lucas estaría indicando un cambio marcado en el temperamento de Juan. Según las Escrituras, el apóstol ya no busca hacer bajar fuego sobre los cismáticos samaritanos, sino que ora para que reciban al Espíritu de Dios, tal como lo señala Hechos 8:15.p. 48
 En apoyo de esta opinión se cuenta con el pasaje propio del Evangelio de Juan, en el que Jesús mantiene un largo diálogo con una mujer samaritana (Juan 4:4-42), una perícopa indiscutiblemente propia de la tradición joánica. Raymond E. Brown reconoce que solo en el Evangelio de Juan se menciona un «ministerio de Jesús en Samaría»,p. 419
 lo cual habría sido imitado después por el propio apóstol.
Antes de la Pascua de 44 y según los Hechos de los Apóstoles, Herodes Agripa I ordena decapitar a Santiago, hermano de Juan (Hechos 12:1-2). Esa persecución contra los cristianos provoca quizá la dispersión momentánea de los Apóstoles fuera de Palestina, que se sitúa por esa época. No sería improbable que Juan migrara por un tiempo hacia otras localidades, quizá a Asia Menor. Carece de consistencia cronológica la teoría de algunos críticos sobre la muerte de Juan en ese tiempo, ya que Pablo de Tarso lo encuentra nuevamente en Jerusalén,pp. 48-49
 como se detalla en la sección siguiente.

## El Concilio de Jerusalén y el silencio posterior

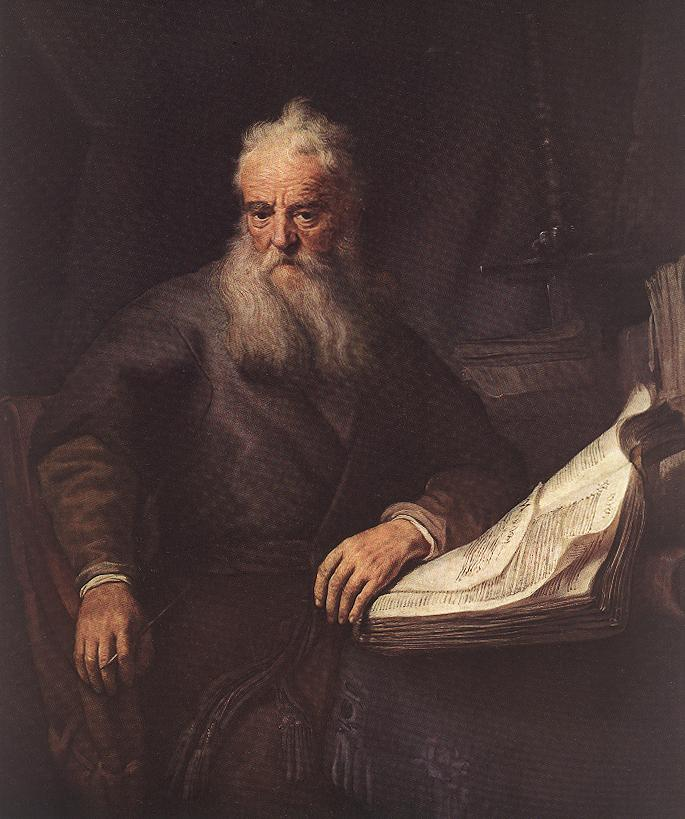
Pablo el Apóstol, de Rembrandt. Óleo sobre lienzo ubicado en el Museo de Historia del Arte de Viena. El «apóstol de los gentiles» hace referencia al nombre «Juan» en su Epístola a los gálatas.

Existe la opinión generalizada entre los exégetas acerca de la participación de Juan en las deliberaciones del Concilio de Jerusalén (hacia el año 48 a 50) a las cuales hace referencia la epístola a los Gálatas.pp. 48-49
 En esta última, Pablo de Tarso refiere literalmente:

[...] y reconociendo la gracia que me había sido concedida, Santiago, Cefas y Juan, que eran considerados como columnas, nos tendieron la mano en señal de comunión a mí y a Bernabé: nosotros nos iríamos a los gentiles y ellos a los circuncisos.
Epístola de Pablo de Tarso a los Gálatas 2:9

Los Hechos de los Apóstoles no proporcionan información posterior alguna acerca de Juan el Apóstol lo cual, según Culpepper,p. 49
 puede ser interpretado de tres formas:
1. como señal de su desaparición física (sin embargo, cabría preguntarse por qué los Hechos de los Apóstoles mencionarían el martirio de Santiago el Mayor, y no la muerte o el presunto martirio de Juan el Apóstol, si este hubiera ocurrido en el plazo de tiempo abarcado por ese libro);
2. como presunción de que ya no se encontraba en la lista de los principales líderes de la Iglesia; o
3. como evidencia de que ya se había trasladado a otra comunidad cristiana.

La interpretación de que Juan el Apóstol murió mártir en Palestina un poco más adelante, entre los años 60 y 70 d. C., tendría como principal supuesto testigo a Papías de Hierápolis. Se dice que Papías narró en el segundo libro de su obra que los dos hijos de Zebedeo fueron muertos por los judíos. Eusebio de Cesarea, que utilizó el libro de Papías, no dice nada al respecto. Pero en un manuscrito de los siglos VI-VIII hay un extracto de la Historia Cristiana, compuesta en Panfilia hacia el año 430 por Filipo de Side. En él se lee: «Papías afirma, en el segundo libro, que Juan el Teólogo y Santiago, su hermano, fueron muertos por los judíos». Idéntica noticia procedente, sin duda, de la misma fuente aparece en un manuscrito de las Crónicas de Georgio Hamartolo (siglo IX): «Papías, obispo de Hierápolis, que había visto a aquel (Juan el Apóstol), cuenta en el segundo libro de las palabras del Señor, que fue muerto por los judíos, cumpliéndose así, en él y en su hermano, la profecía de Jesús (Marcos 10, 38-39).» Este último cronista, a diferencia de Papías, sitúa la escena del martirio en Éfeso, y en tiempo posterior al regreso de Patmos (en el año 96).
Pero, según el teólogo alemán Wikenhauser, la información atribuida a Papías es más que dudosa.pp. 20-23
 El solo título de «Teólogo» que se adjudica a Juan el Apóstol es un título que solo se usó mucho más tarde en la Iglesia griega. Ya esto demuestra que no estamos en condiciones de saber qué fue realmente lo que escribió Papías. Y no es casualidad que Ireneo de Lyon y Eusebio de Cesarea, habiendo leído detenidamente su obra, no hicieran mención de este pasaje. Si realmente hubieran encontrado en Papías lo que dice Filipo de Side, seguramente lo habrían aprovechado como argumento excelente a favor de su tesis de la residencia de Juan el Apóstol en Éfeso. Hoy, ningún historiador serio se atreve a desacreditar a Ireneo de Lyon y a Eusebio para favorecer una hipótesis de Filipo de Side, cuya obra se reduce a la de un compilador carente de discernimiento crítico. Esta posición es compartida por otros autores que, aun teniendo en cuenta la antigüedad de ciertas tradiciones litúrgicas que aluden al martirio temprano de Juan el Apóstol, las consideran erróneas.
Sobre la hipótesis a favor de la muerte temprana de Juan por martirio, se destaca la obra de Marie-Émile Boismard (1916-2004). Este libro presenta una cantidad de elementos de interés: algunos de ellos se mencionan más adelante.

## Sus últimos años, en los escritos patrísticos
Respecto de los años que siguieron a los acontecimientos narrados en los Hechos de los Apóstoles, la tradición apostólica más antigua está de acuerdo en ubicar el ministerio de Juan el Apóstol en Éfeso, con un período de exilio en la isla de Patmos.
Las hipótesis de diferentes autores modernos son de lo más variadas: desde aquellos que manifiestan que no existe evidencia directa alguna de la presencia de Juan en Éfeso (fundamentando su postura, por ejemplo, en la ausencia de referencias a Juan por parte de Pablo en su carta a los Efesios), hasta aquellos que sostienen que Juan fue fundador de la Iglesia de Éfeso (considerando que ya existía una comunidad cristiana en Éfeso a la llegada de Pablo), pasando por quienes postulan que Pablo de Tarso y Juan «el Presbítero» (ver más adelante) fundaron comunidades separadas.pp. 270-271

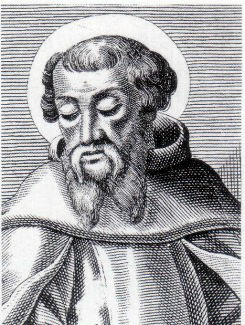
Ireneo de Lyon, mártir

Ireneo de Lyon (ca. 130 - ca. 202) escribió sobre «Juan, discípulo del Señor» en varias oportunidades, identificándolo con el discípulo a quien Jesús amaba y haciendo referencia a su permanencia en Éfeso hasta los tiempos del emperador Trajano:

«[...]Por fin Juan, el discípulo del Señor «que se había recostado sobre su pecho» (Jn 21:20; 13:23), redactó el Evangelio cuando residía en Éfeso [...]»
Ireneo de Lyon

«[...]todos los presbíteros de Asia que, viviendo en torno a Juan, de él lo escucharon, puesto que este vivió con ellos hasta el tiempo de Trajano. Algunos de ellos vieron no solo a Juan, sino también a otros Apóstoles, a quienes han escuchado decir lo mismo.»
Ireneo de Lyon

«Finalmente la Iglesia de Éfeso, fundada por Pablo, y en la cual Juan permaneció hasta los tiempos de Trajano, es también testigo de la Tradición apostólica verdadera.»
Ireneo de Lyon

Ireneo suele dar a este Juan el título de «discípulo del Señor» (más de quince veces), título que en singular no aplica a ningún otro. En otro pasaje de su obra parece aplicarle el título de apóstol.

### Dominus et deus: Tesis sobre el enfrentamiento de Juan el Apóstol con Domiciano

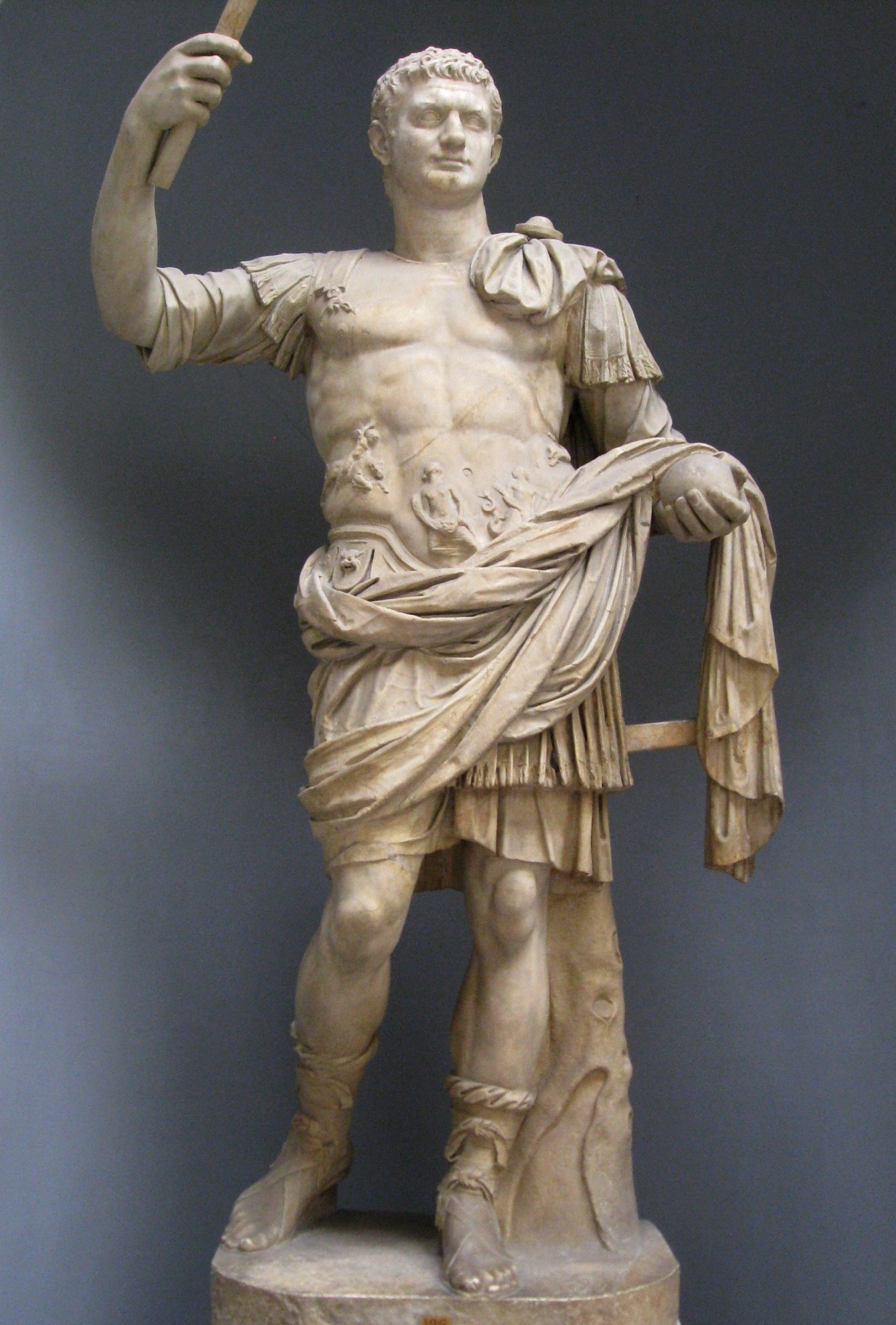
Estatua del emperador Domiciano representado como el nuevo Augusto. Museo del Vaticano, Roma.

A fines del siglo I, Éfeso era la tercera o cuarta metrópoli del Imperio Romano, después de Roma, Alejandría, y quizá Antioquía. Su número de habitantes se estimaba entre 180 000 y 250 000, según los autores.p. 17
 Era un centro estratégico para el comercio y las comunicaciones hacia oriente. Junto con el culto a Artemisa,pp. 19-29
 el culto imperial era un aspecto muy significativo de la vida en Éfeso en tiempos de Juan.pp. 30-36
 Por entonces, el culto a los emperadores hacía énfasis en la dinastía Flavia: Vespasiano, Tito y Domiciano. El nivel del culto imperial impuesto llegaba a ocasionar molestias, incluso entre los latinos. Se conserva un poema del escritor Marco Valerio Marcial, en el cual él hace alusión a la ruptura del hábito de llamar con el título de «señor» a Domiciano: non est hic dominus, sec imperator (Martial X, 72). Domiciano fue señalado por los escritores cristianos antiguos como el segundo emperador romano en perseguir a los cristianos, luego de Nerón.
Muchos investigadores coinciden en la hipótesis de que el Apocalipsis fue escrito durante el gobierno de Domiciano como reacción a la intolerancia religiosa del emperador. Mientras que el emperador se hacía llamar Domitianus dominus et deus («señor y dios Domiciano»), el Apocalipsis respondía: Εγω ειμαι το Α και το Ω, αρχη και τελος, λεγει ο Κυριος («Yo soy el Alfa y la Omega, principio y fin, dice el Señor» -Apocalipsis 1:8-), y manifestaba así una convicción que ya aparecía bien explicitada dos décadas antes: «un solo Señor» (Efesios 4:5). La tensión también se manifiesta en vestigios de la época, como el Grafito de Alexámenos descubierto en el Palatino, que sugiere la representación en sorna de un cristiano adorando a un asno crucificado.
Tertuliano (ca. 160 – ca. 220), en su De praescriptione haereticorum XXXVI, asentó que Juan padeció sin morir el martirio en Roma, en una caldera de aceite hirviente. Según este relato milenario de la Iglesia, el martirio habría tenido lugar aproximadamente entre los años 91 y 95, en las cercanías de la Puerta Latina (Porta Latina), en los Muros Aurelianos. Juan habría salido ileso. El emperador Domiciano habría considerado este prodigio como una especie de magia y, no animándose a intentar otra clase de ejecución, habría desterrado a Juan a la isla de Patmos.

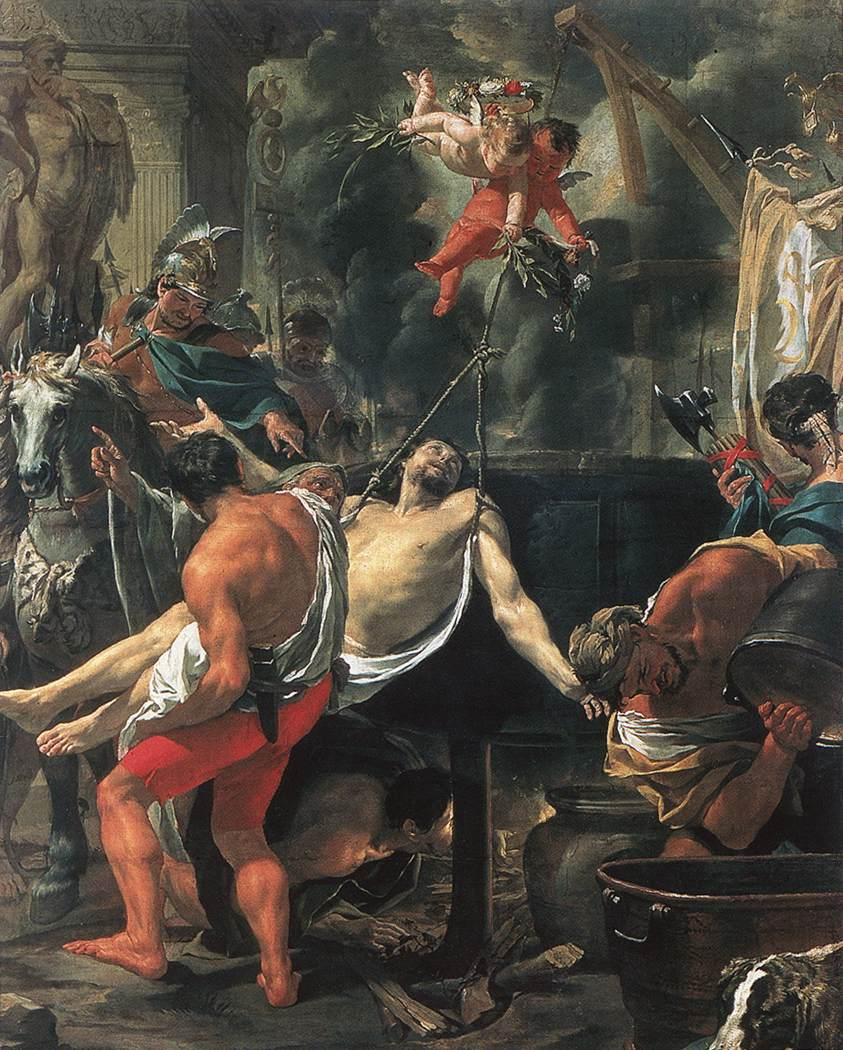
«Martirio de San Juan en la Puerta Latina» (1641-1642), por Charles Le Brun. Iglesia Saint-Nicolas du Chardonnet, París.

Aun cuando algunos revisionistas contemporáneos minimizan el carácter persecutorio de Domiciano tanto en la arena política como en la religiosa, los historiadores Tácito y Suetonio mencionan en sus obras una escalada de persecuciones hacia el final del gobierno de aquel emperador, particularmente hacia oponentes que detentaban algún poder o dinero. Ambos historiadores identifican el momento crítico de esas persecuciones en algún punto entre 89, año de la supresión de la revuelta de Saturnino, y 93. Según Suetonio, aquellos de los que el emperador sospechaba eran declarados culpables de corrupción o de traición. Entre los escritores eclesiásticos, Eusebio de Cesarea cita a Melitón, obispo de Sardes (c. 170) y a Tertuliano. Este último señaló que Domiciano «casi igualó a Nerón en crueldad», palabras que historiadores como Brian W. Jones consideran retóricas, mientras que los escritores cristianos no.
El destierro de Juan el Apóstol desde Éfeso a la isla de Patmos (donde según Ireneo de Lyon fue escrito el Libro del Apocalipsis), y la ejecución del senador Tito Flavio Clemente son ejemplos de la falta de libertad religiosa que habría tenido lugar en esa época. Según el historiador Dion Casio (67.14.1-2), Domitila y Flavio Clemente fueron acusados de ateísmo y condenados: Flavio Clemente fue ejecutado y Domitila desterrada a Pandateria.pp. 504-506
 Como señala el historiador y jurista español José Orlandis (1918-2010), la acusación de «ateísmo» en la historia del Imperio Romano refirió con frecuencia la negación a adorar a los dioses romanos en general y a reconocer el origen divino del emperador en particular. Luego del asesinato de Domiciano el 18 de septiembre de 96, Juan habría retornado a Éfeso. La permanencia de Juan el Apóstol en Éfeso es conocida asimismo por Clemente de Alejandría (hacia el año 200), quien refiere que «Juan, después de la muerte del tirano (Domiciano), regresó de la isla de Patmos a Éfeso».

### Tesis sobre el martirio de Juan el Apóstol
Al igual que sucede con otras tradiciones orales o escritas relacionadas con personas de tiempos antiguos, no existen pruebas documentales o arqueológicas de que el episodio del martirio de Juan el Apóstol no seguido de muerte haya tenido lugar en Roma, o en Éfeso, o que sea el resultado de una elaboración posterior. Tampoco existen evidencias directas que lo descalifiquen, por lo cual todo se resume a hipótesis y argumentaciones a favor y en contra, según los autores. Sin embargo, hay una cuestión subyacente al tema del martirio de Juan en sí: es el cumplimiento de la frase profética de Jesús a los dos hijos de Zebedeo: «La copa que yo voy a beber, sí la beberéis y también seréis bautizados con el bautismo con que yo voy a ser bautizado». Esto fue investigado por Marie-Émile Boismard, quien profundizó en numerosos elementos patrísticos y litúrgicos de interés.

### «Yo, Juan»: por los caminos del Apocalipsis

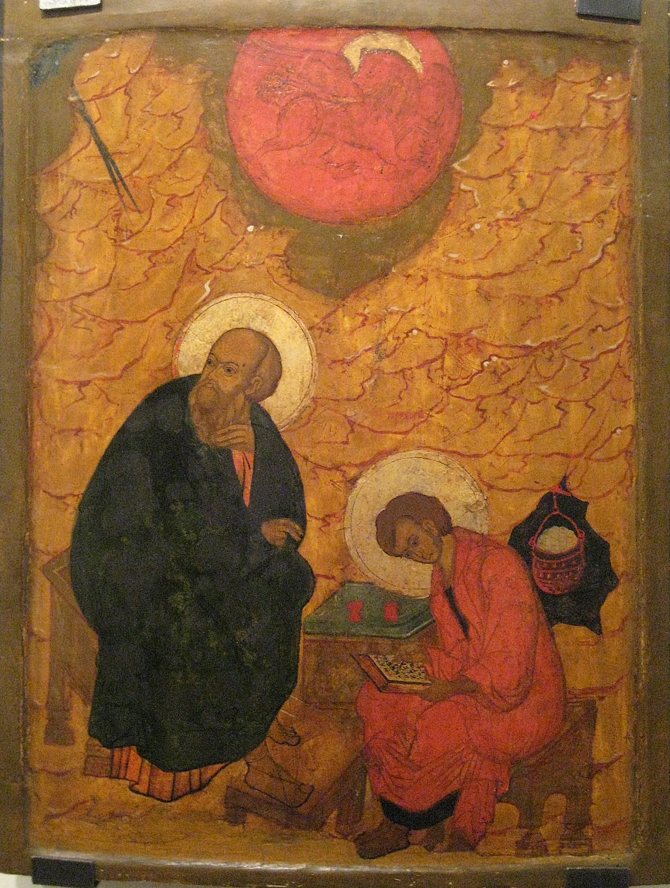
«Juan el Evangelista en Patmos», acompañado por su joven ayudante Prócoro. Museo de Arte del Estado en Nizhni Nóvgorod, Rusia.

El Apocalipsis da detalles escasos pero no irrelevantes acerca de su autor: su nombre es «Juan» (Apocalipsis 1:1,Apocalipsis 1:4, Apocalipsis 1:9, Apocalipsis 22:8). El autor se incluye entre los profetas (Apocalipsis 22:9) y se atribuye varios títulos genéricos, tales como «siervo» de Dios (Apocalipsis 1:1) y «hermano y compañero en la tribulación» del grupo al que se dirige (Apocalipsis 1:9). Su presencia en la isla de Patmos (Apocalipsis 1:9) fue la probable consecuencia de un destierro impuesto por las autoridades romanas. Las cartas que envía a las siete iglesias (Apocalipsis 2:1-3:22) manifiestan que era muy conocido por los cristianos de Asia y que, dentro de las comunidades cristianas, gozaba de una autoridad indiscutida. A partir del siglo II se repiten dos preguntas sobre el autor del Apocalipsis:
- ¿Cuál fue la relación entre este «Juan de Patmos» y Juan el Apóstol?
- ¿Fue el vidente del Apocalipsis también autor del Evangelio de Juan y de las epístolas joánicas?

#### La autoría del Apocalipsis en los siglosIIaIV
Las respuestas tradicionales gozan de una considerable antigüedad. En el siglo II, el autor desconocido del apócrifo Hechos de Juan, Papías de Hierápolis (c.69-c.150) y Justino Mártir (100/114-162/168) en su Diálogo con Trifón atribuyen el Apocalipsis a Juan el Apóstol. Justino Mártir, al comentar el texto simbólico de la resurrección como renovación de la Iglesia por mil años después de la persecución romana (Apocalipsis 20:4), escribe:

Había un hombre con nosotros, cuyo nombre era Juan, uno de los apóstoles de Cristo, quien profetizó, por una revelación que se hizo para él, que quienes creyeran en Cristo vivirían mil años [...].
Justino Mártir, Diálogo con Trifón VXXXI, 4

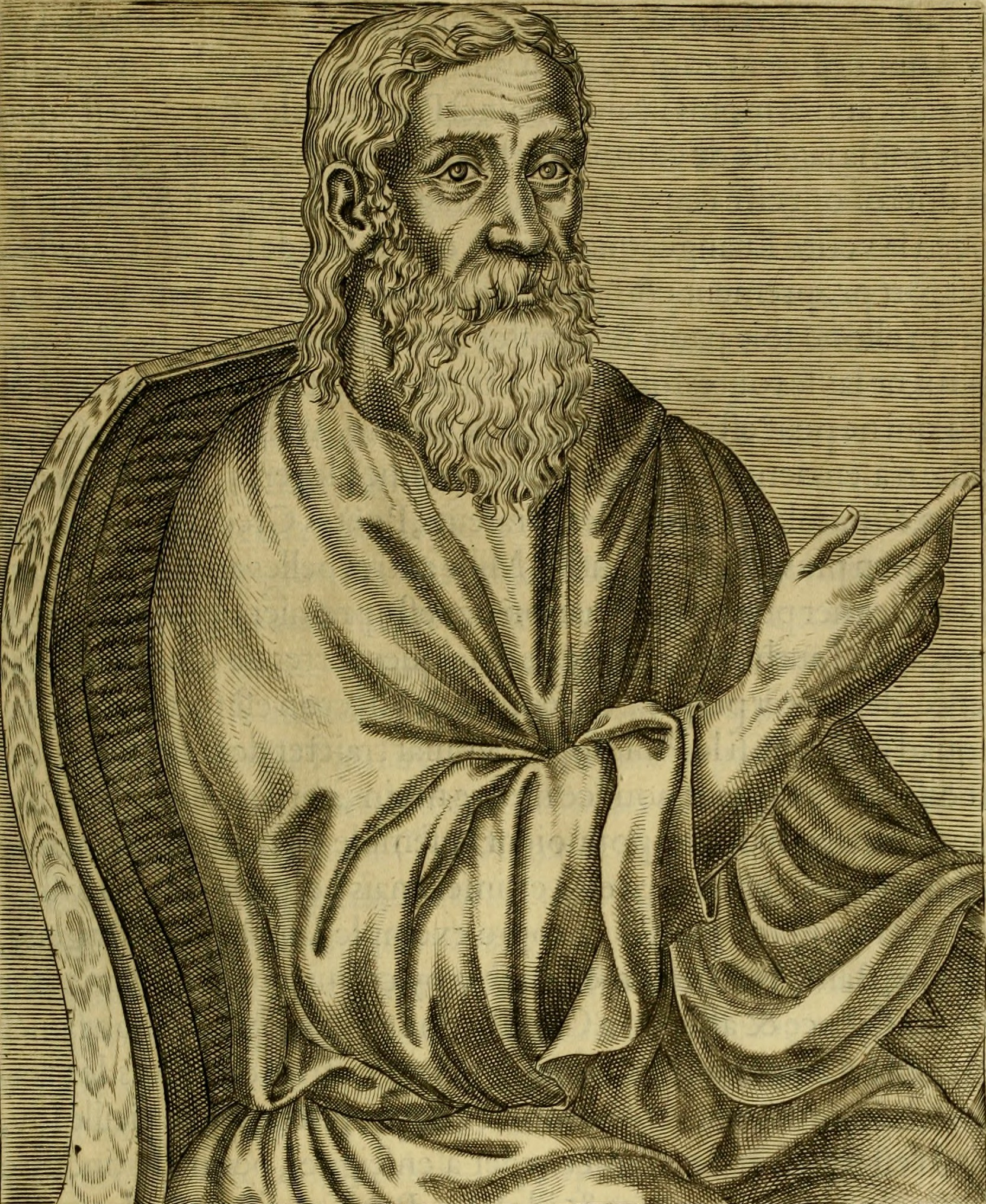
Clemente de Alejandría, autor del Pædagogus

Desde mediados del siglo II hasta mediados del siglo III aparece esta misma convicción en los padres y escritores de Oriente: Melitón de Sardes (muerto hacia 180), citado por Eusebio, Clemente de Alejandría (c.150-211/7), y Orígenes (185-254) en su Comentario sobre el Evangelio de Juan.
Occidente tampoco es ajeno a esta tendencia: el Prólogo antimarcionita a Lucas, Ireneo de Lyon en su Adversus haereses IV, 30, 4, Hipólito de Roma, y Tertuliano en su Adversus Marcionem 3.14 y 4.5 son ejemplos de la atribución del Apocalipsis a Juan el Apóstol.
A partir del siglo III surgen repentinamente algunas voces discordantes. En Occidente son escasas y poco influyentes: el presbítero romano Gayo y los álogos (es decir, los negadores del Logos joánico). En Oriente, por el contrario, los adversarios del origen apostólico del Apocalipsis son más importantes. El más serio entre ellos es Dionisio de Alejandría (muerto hacia 264/65), que combate el milenarismo y sus excesos, herejía (según él) basada en el reinado de mil años que se menciona en Apocalipsis 20:1-6. Como el libro del Apocalipsis, de cuya interpretación literal nace el milenarismo, tiene fuerte aceptación en la Iglesia primitiva, Dionisio busca apoyo para descalificar el Apocalipsis en una escrupulosa comparación del lenguaje, estilo y pensamiento de este libro con los del Evangelio de Juan y de la I Epístola de Juan, concluyendo que solo el Evangelio de Juan y la I Epístola de Juan son obra de Juan el Apóstol, mientras que el Apocalipsis habría sido escrito por Juan el Presbítero (ver más adelante en este artículo). Los adversarios del milenarismo acogen con entusiasmo la opinión del ilustre obispo, y así se suman en aquel momento al rechazo del Apocalipsis distintos obispos de Siria y de Asia Menor. Se produce entonces la negativa de la escuela de Antioquía a aceptarlo como apostólico, y la Iglesia siria en su conjunto lo rechaza todavía en la actualidad. Como resultado, queda como argumento serio contra la paternidad literaria del Apocalipsis por parte de Juan el Apóstol su omisión de la Vulgata siria. Varias listas canónicas de las iglesias orientales omiten el Apocalipsis, y muchos manuscritos griegos anteriores al siglo IX no lo incluyen.
Sin embargo, debido a la influencia de Atanasio de Alejandría (c. 296-373), se fue estableciendo en Oriente cierta unanimidad y, cuando los milenaristas decrecieron, el libro del Apocalipsis recobró el lugar que le asignaron los testimonios de los Padres más antiguos. En contraste, en Occidente nunca surgieron dificultades serias, y el Apocalipsis, junto con el Evangelio de Juan y las tres Epístolas joánicas, fueron aceptados como obra del apóstol Juan.

#### La autoría del Apocalipsis desde elsigloXVI

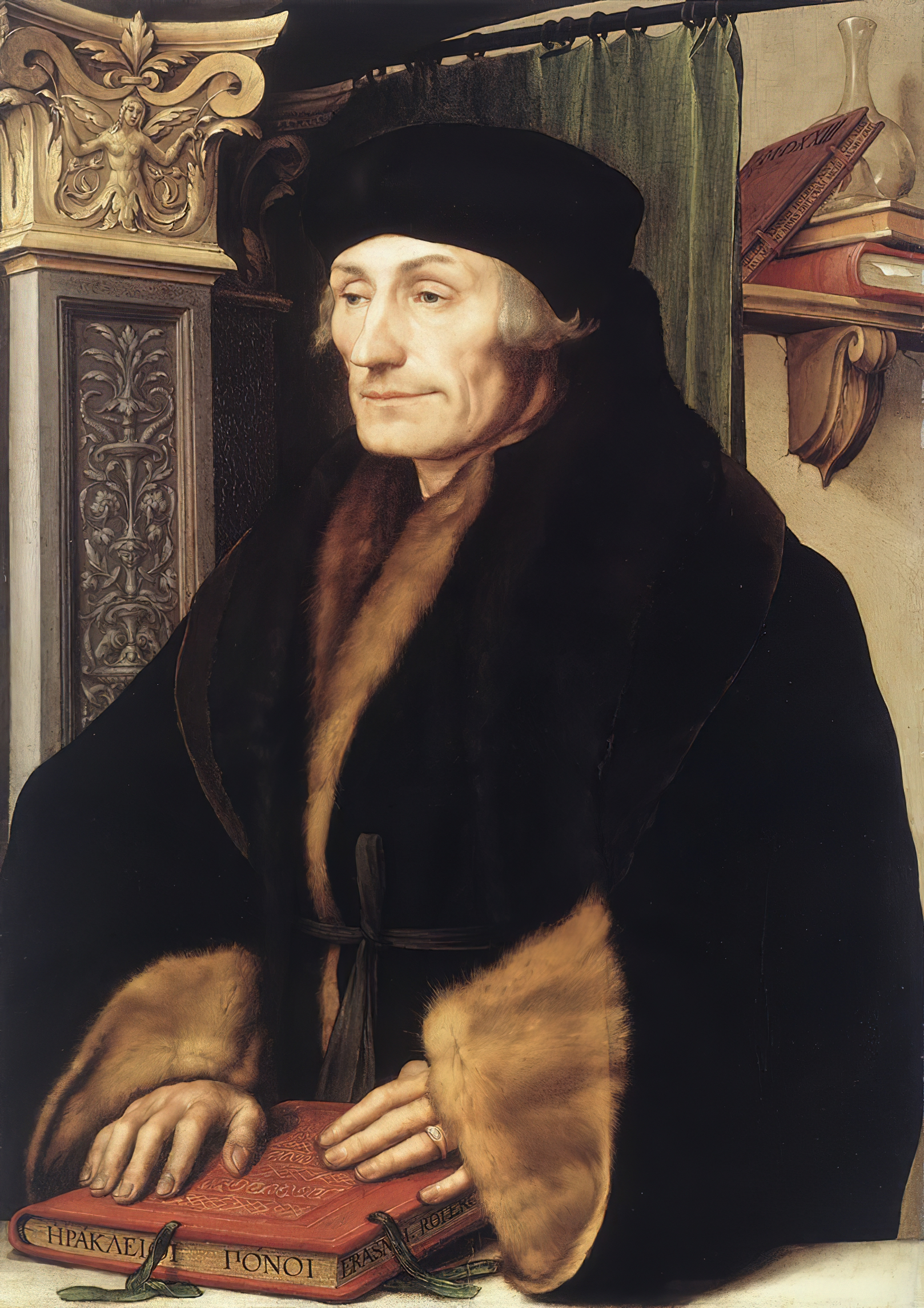
Retrato de Erasmo de Róterdam realizado por Hans Holbein el Joven en 1523. Erasmo puso en tela de juicio la identidad del autor del Libro del Apocalipsis.

Hasta el siglo XVI no se alza ninguna objeción contra esta convicción común. Entonces Erasmo de Róterdam pone de nuevo en duda la identidad del autor de Apocalipsis, del Evangelio de Juan y de las epístolas. Para Martín Lutero, el Apocalipsis no es apostólico ni profético. A partir del siglo XVIII va creciendo el número de investigadores que niegan el origen apostólico del Apocalipsis y su relación con el Evangelio de Juan. Según el «Comentario Bíblico "San Jerónimo"», «actualmente, la mayoría de los exégetas católicos y algunos protestantes mantienen la doble opinión tradicional. Un pequeño grupo de no católicos rechaza el origen apostólico del Apocalipsis, pero sostiene que este libro fue redactado por el autor del Evangelio de Juan. Por otra parte, algunos piensan que el apóstol Juan escribió el Apocalipsis, pero no el Evangelio de Juan. Finalmente, varios críticos niegan que exista relación alguna entre el hijo de Zebedeo y el Apocalipsis o el Evangelio de Juan y atribuyen ambas cosas a distintos autores apenas conocidos». Ugo Vanni, concienzudo investigador del Apocalipsis en más de un centenar de trabajos y miembro de la Pontificia Comisión Bíblica, afirma que el texto del Apocalipsis tiene un refinamiento literario propio y una capacidad simbólica del todo suya, diferente de la técnica simbólica adoptada en el Cuarto Evangelio. Vanni considera que Juan el Apóstol es a su vez el evangelista, mas no el autor directo del Apocalipsis: «el autor del Apocalipsis no es Juan, el apóstol y el evangelista sino un discípulo perteneciente a la gran iglesia de Juan, el cual quiere hacer revivir, en su presente, un mensaje que él (el autor real) atribuye al gran fundador de la iglesia de Juan».

#### Similitudes y diferencias entre el Apocalipsis y el Evangelio de Juan

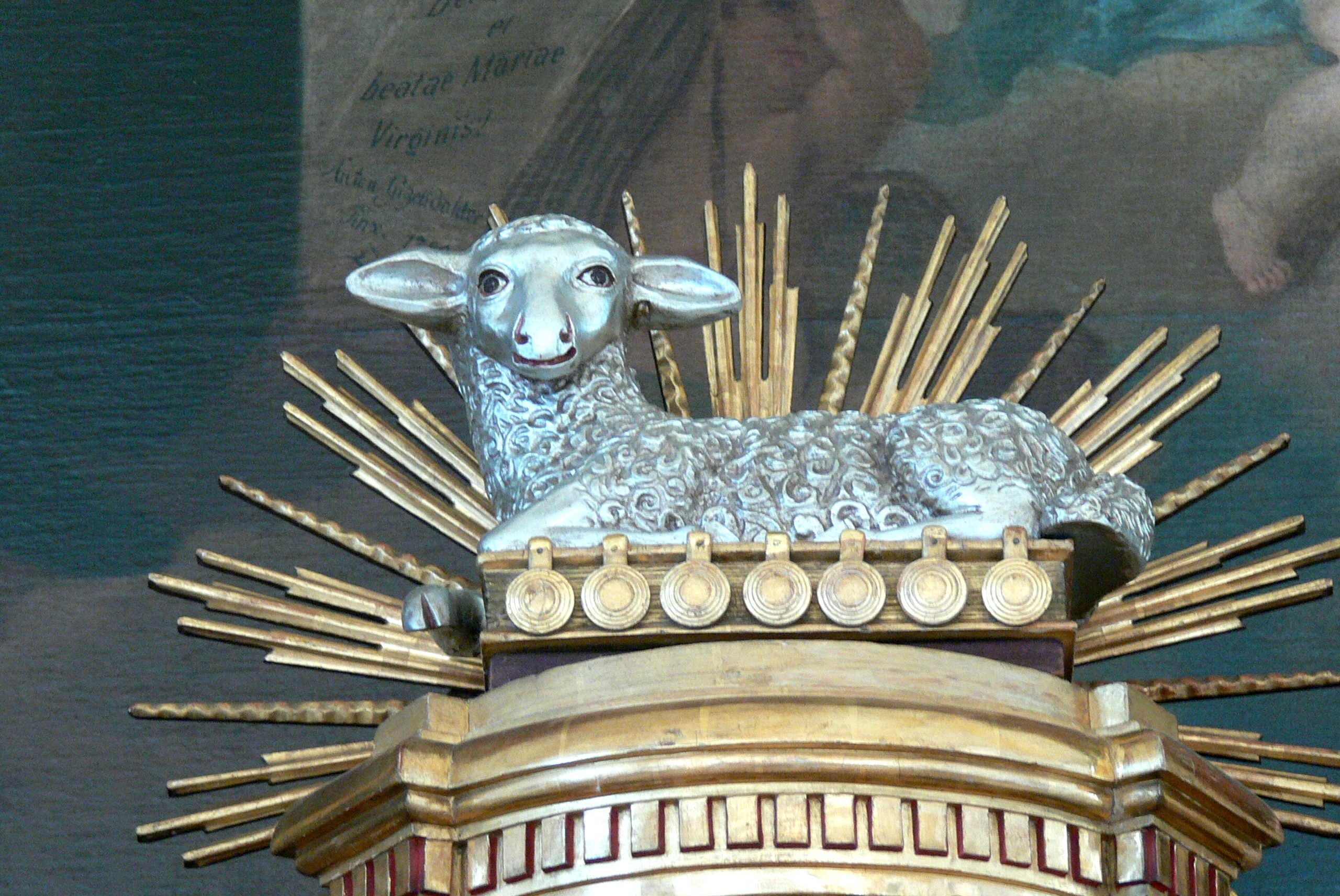
Sagrario (1789) de la Iglesia Parroquial de los Santos Giles y Leonard en Peilstein, cerca de Viena (Alta Austria). Ubicado en el altar mayor de estilo neoclásico, presenta al «Cordero de Dios» dueño del «Libro de los Siete Sellos». Además del Apocalipsis, el único líbro del Nuevo Testamento en el que Jesucristo es presentado como Cordero de Dios es el Evangelio de Juan.

Una serie de indicios internos parecen relacionar entre sí el Apocalipsis y el cuarto evangelio, al menos en el sentido de que los dos libros tienen algún origen común. Es de notar, por ejemplo, que varios detalles no aparecen en ningún lugar del Nuevo Testamento fuera de estas dos obras: Jesucristo es presentado como «Cordero» en el Evangelio de Juan (Juan 1:29; Juan 1:36) y 28 veces en el Apocalipsis, pero con diferentes palabras griegas; su nombre es «Palabra de Dios», es decir, «el Verbo» (Juan 1:1; Apocalipsis 19:13); la imagen de la «esposa» recuerda al pueblo de Dios (Juan 3:29; Apocalipsis 21:2-9;Apocalipsis 22:17); la vida es simbolizada por medio del agua en expresiones como «agua viva» (Juan 4:10) y «agua de la vida» (Apocalipsis 7:17; Apocalipsis 21:6; Apocalipsis 22:1-17).
Por otra parte, se ha de admitir que son muchos los detalles que separan ambas obras. Se suele insistir en las diferencias de lenguaje y de perspectiva escatológica. Mientras el griego del Evangelio de Juan es sencillo y habitualmente correcto, el del Apocalipsis es pródigo en solecismos y forzamientos de la lengua griega. En cuanto al tema del «más allá», el Apocalipsis está dominado por el punto de vista y los símbolos de la tradición apocalíptica, la cual espera en un futuro que traerá consigo la salvación prevista por Dios para su pueblo. El Evangelio, en cambio, se muestra muy independiente de la visión apocalíptica y considera la salvación casi siempre como ya poseída por el creyente. Algunos términos que son centrales en el Evangelio (ver más adelante) apenas si aparecen en el Apocalipsis; de hecho, varios no aparecen en absoluto: por ejemplo, el verbo «creer» (98 veces en el Evangelio de Juan, nunca en el Apocalipsis) y el término «fe» (4 veces en el Apocalipsis, nunca en el Evangelio de Juan), por citar dos ejemplos.

#### En qué sentido son «joánicos» los «escritos joánicos»
Todos los datos anteriores son una muestra que permite entender por qué los exégetas han adoptado posiciones tan divergentes. El estado fragmentario de nuestros conocimientos impide proponer hoy una solución categórica desde un punto de vista racional. Más aún si se considera que la gran mayoría de los biblistas e historiadores concuerda hoy con Ireneo de Lyon en que el Apocalipsis fue escrito durante la persecución que tuvo lugar al final del gobierno de Domiciano. Esta datación volvería a la redacción del Libro del Apocalipsis casi contemporánea de la del Evangelio de Juan. Considerando distintas evidencias internas y arqueológicas, el escriturista Rivas concluye: «entre los investigadores se sostiene, de manera muy generalizada, que el Evangelio fue escrito en la última década del siglo I, o a más tardar en los primeros años del siglo II». En efecto, la existencia del {\displaystyle {\mathfrak {P}}}52 (papiro 52, datado de 125 d. C. aproximadamente) desestima la fijación de fechas más tardías para la redacción del Evangelio de Juan.pp. 85 y 87

Más allá de la posibilidad latente de una pseudonimia, tal como expresa Vanni, no hay tampoco razón para sospechar de la argumentación de Robert H. Charles: el autor del Apocalipsis nos habría dejado su nombre real. Tras examinar la hipótesis de la pseudonimia, Charles concluye perentoriamente que no existe la más pequeña prueba en favor de la hipótesis de que el Juan del Apocalipsis sea un pseudónimo, y esta argumentación clásica permanece hasta hoy.
El testimonio tradicional que afirma el origen apostólico de todos y cada uno de los escritos joánicos es tan antiguo y tan abundante que no resultaría serio desconocerlo o descartarlo por completo. Parece muy difícil explicar cómo pudieron equivocarse todos los testigos más importantes de los siglos II y III. Las escasas pero significativas coincidencias entre el Apocalipsis y el Evangelio de Juan parecen exigir al menos cierto origen común para ambos libros. Por otra parte, las múltiples diferencias muestran la dificultad de que el Apocalipsis y el Evangelio de Juan hayan podido ser escritos por el cálamo de una misma y única persona.
En espera de una solución más concreta podría resultar importante la sugerencia ponderada de algunos autores modernos de distinta extracción (por ejemplo, los escrituristas Charles K. Barrett, François-Marie Braun, y André Feuillet) que se resume en los siguientes puntos. Según las fuentes cristianas de los siglos II y III, Juan el Apóstol habría sido la gran autoridad cristiana de Asia hacia fines del siglo I a punto tal que, como bien señala el español José Orlandis, en razón del testimonio de esas fuentes, las iglesias de Asia llegan a considerar a Juan como «su propio Apóstol». A pesar del disenso de la escuela de la Iglesia siria respecto del Apocalipsis, la influencia de Juan habría llegado a tal punto que «las iglesias asiáticas se resistieron durante mucho tiempo a unificar su disciplina con la de las restantes iglesias, alegando que su uso estaba sancionado por la autoridad de Juan el Apóstol, que lo había introducido en ellas». Por lo tanto, él habría inspirado esos «materiales» joánicos, quizá a través de una vigorosa «escuela» localizada en Éfeso, pero la redacción y reelaboración de esos escritos podría haber sido llevada a cabo por distintos discípulos suyos, familiarizados con el pensamiento del apóstol. Al tratar más adelante los temas referidos a Juan el Presbítero y al autor de Evangelio de Juan, se verá que esta postura parecería hoy la más madura. Para aquellos que, siguiendo la mentalidad de los antiguos, consideran autor a aquella persona cuyas ideas se plasman en un papiro y no tanto al escribiente, la predicación de Juan el Apóstol sería el eje inspirador de los «escritos joánicos» de fines del siglo I.

### Juan el Apóstol: un consejo para todos

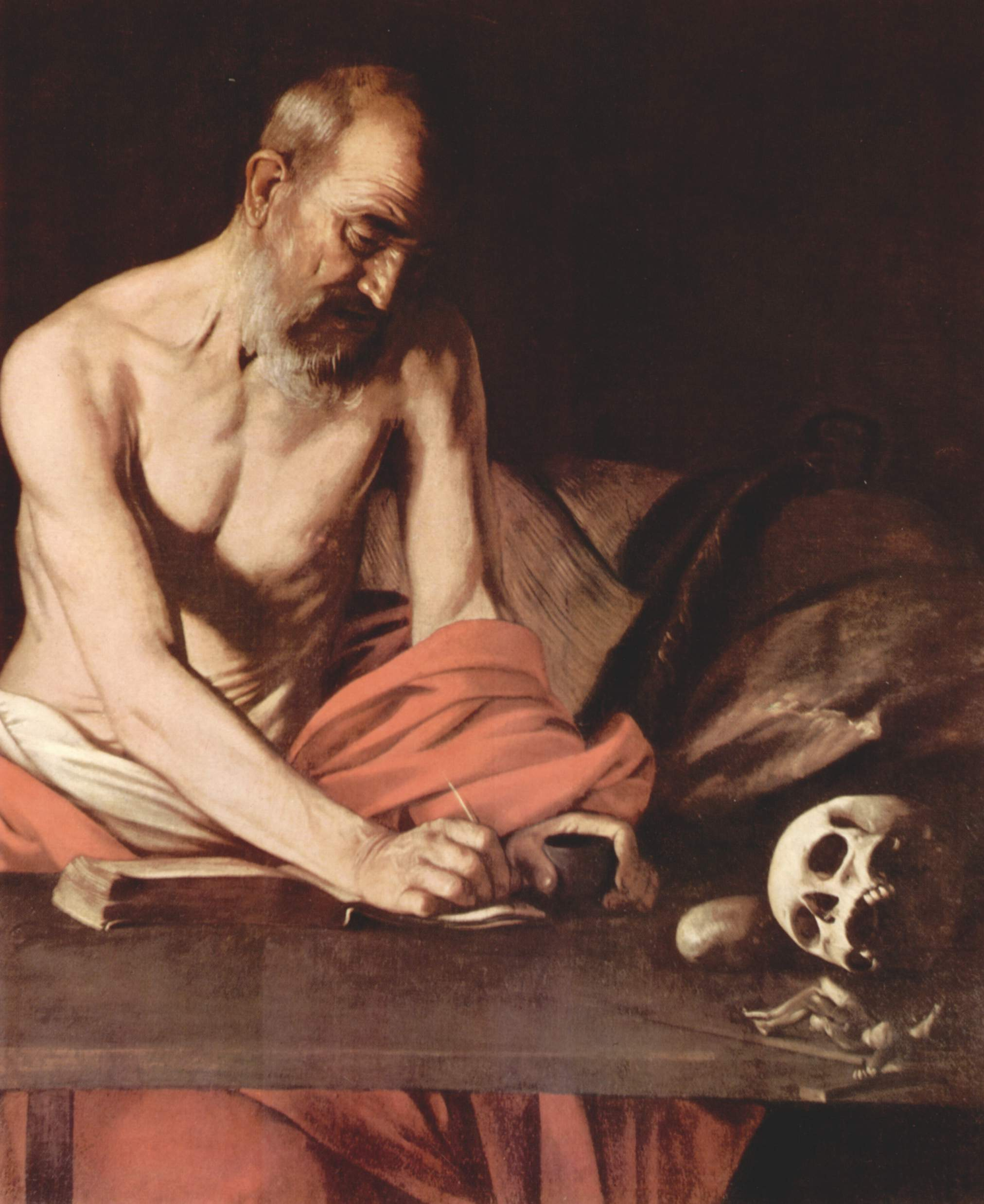
«San Jerónimo», obra de Caravaggio (1571-1610)

Jerónimo de Estridón (c. 340 – 420) también conoció el relato del martirio de Juan en el caldero de aceite en Roma y de su destierro en Patmos, pues lo refiere en su Commentariorum in Evangelium Matthaei XX, 23, al explicar el pasaje en que Jesús predice a los dos hijos de Zebedeo que beberían el mismo cáliz que él.
Pero San Jerónimo escribe además que Juan, en su ancianidad, no podía ir por su pie a las reuniones de los cristianos, y los discípulos lo llevaban en una silla a las asambleas de los fieles de Éfeso. Su consejo era siempre el mismo: «Hijitos, amaos los unos a los otros». Cuando le preguntaron por qué repetía siempre la frase, Juan respondió: «Porque ese es el mandamiento del Señor y, si lo cumplís, lo habréis hecho todo». Jerónimo también hace referencia a la larga vida de Juan y a su muerte en Éfeso a comienzos del siglo II.

## «Juan el Apóstol» y «Juan el Presbítero»
No carece de importancia un dato que aporta el historiador de la Iglesia Eusebio de Cesárea, a principios del siglo IV. Eusebio informa sobre una obra en cinco volúmenes del obispo Papías de Hierápolis (fallecido hacia el año 120), hoy perdidos. Allí, Papías habría mencionado que él no llegó a conocer a los Apóstoles, pero que recibió la doctrina de aquellos que habían estado próximos a los Apóstoles. También se refirió a personas que habían sido «discípulos del Señor», citando los nombres de Aristión y de un tal «presbítero Juan». Así lo expresa Eusebio de Cesarea:

[...] Papías, según el prólogo de sus tratados, no se presenta a sí mismo de modo alguno como oyente y como testigo ocular de los sagrados apóstoles, sino que enseña haber recibido lo referente a la fe de boca de quienes los habían conocido.

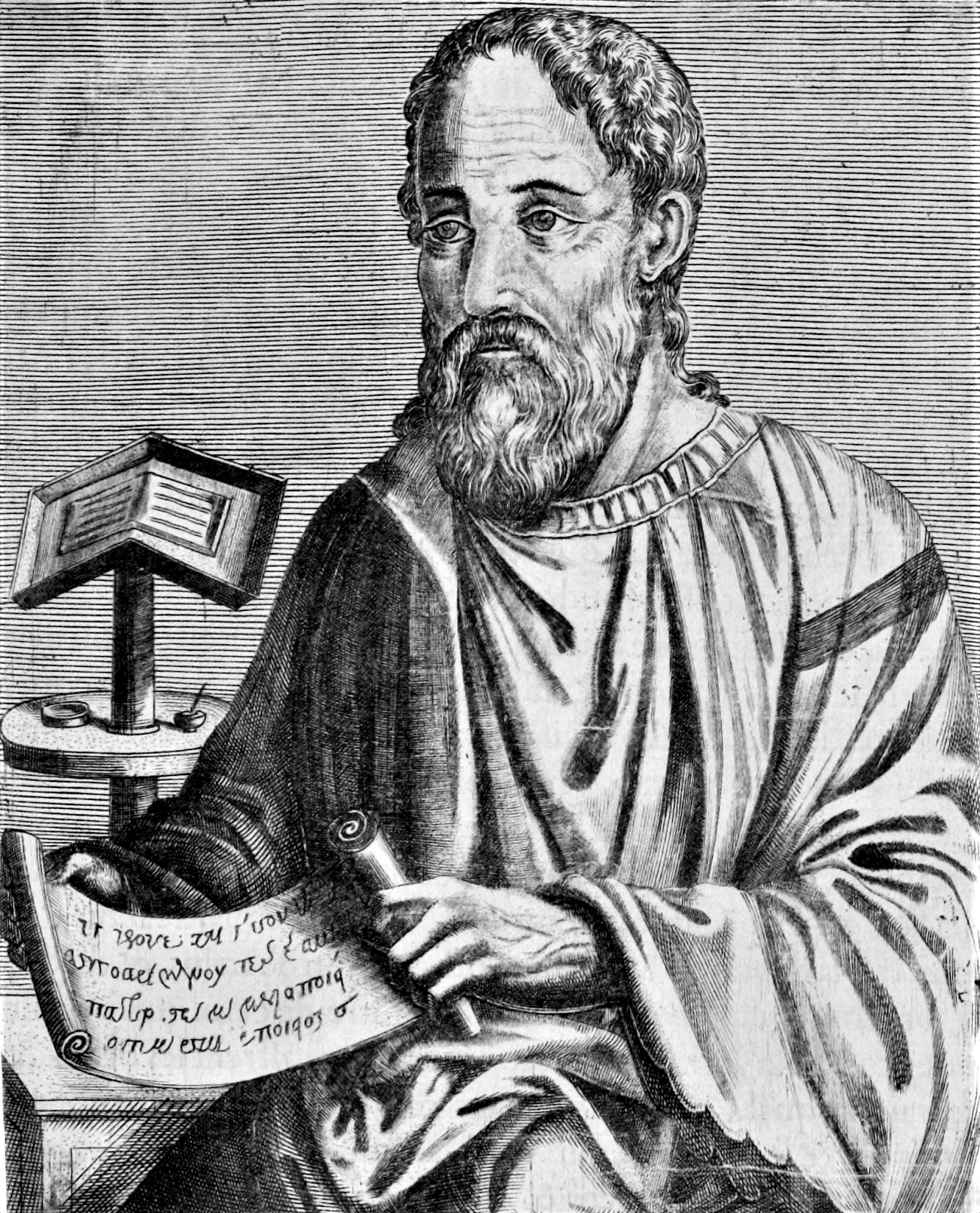
Eusebio de Cesarea

Luego, Eusebio cita el texto de Papías al que acaba de hacer referencia:

[...] si me salía al encuentro alguno que había tratado con los presbíteros (ancianos), le preguntaba curiosamente cuáles fuesen los dichos de los ancianos: qué dijeron Andrés, Pedro, Felipe, Tomás, Santiago, Juan, Mateo. Y qué dicen Aristión y el presbítero Juan, discípulos del Señor.
Eusebio de Cesarea, op. cit.

Finalmente, Eusebio agrega de su propia cuenta este comentario:

Se ha de observar que en estas palabras incluye dos veces el nombre de Juan. La primera vez junto con Pedro, Santiago, Mateo y los demás apóstoles [...] Pero luego, estableciendo una distinción de lenguaje, coloca a otro Juan entre aquellos que están fuera del número de los apóstoles, anteponiendo a un tal Aristión, al cual llama expresamente presbítero. De modo que por estos dichos se comprueba la verdad de la historia de los que dicen quen en Asia hubo dos personas que llevaron el mismo nombre de Juan, que en Éfeso hay dos sepulcros, y que todavía se dice que ambos son de Juan [...]
Eusebio de Cesarea

Eusebio llega a su conclusión de que Papías hace una distinción entre dos personas distintas y que ambas llevan el mismo nombre Juan: una está citada entre nombres de apóstoles que coinciden con nombres del «grupo de los Doce», y otra refiere el nombre de un «presbítero». Según señala el teólogo alemán Wikenhauser, Eusebio tiene al primero de estos dos personajes por autor del Evangelio de Juan, y se inclina a atribuir al segundo la paternidad del Apocalipsis; pero críticos independientes contemporáneos, apartándose en esto de Eusebio, atribuyen la composición del cuarto Evangelio al presbítero Juan.pp. 17-19

La distinción entre un «presbítero Juan» y «Juan el Apóstol» fue extendida en Europa Occidental por San Jerónimo, basado en la autoridad de Eusebio. La Enciclopedia Católica considera que la distinción no cuenta con una base histórica: ni Ireneo de Lyon, ni ningún otro escritor anterior a Eusebio, tuvieron conocimiento alguno de un segundo Juan en Asia. Asimismo, la Enciclopedia Católica sostiene que la palabra «presbítero» solo puede entenderse como «apóstol».
Por otra parte, J. Ratzinger incorpora esta hipótesis como posible. De esta información y de otros indicios afines, se desprende que en Éfeso hubo una especie de «escuela joánica», que remontaba su origen a una figura identificada en el Evangelio de Juan con el discípulo a quien Jesús amaba. Es posible que esa escuela joánica haya tenido como base a «Juan el Apóstol», a quien Ireneo de Lyon, Justino Mártir, y otros varios Padres de la Iglesia acreditan haber habitado en Éfeso. Además, contó con la autoridad de un «presbítero Juan». Así lo expresa Ratzinger:

Esta información es verdaderamente digna de atención; de ella y de otros indicios afines, se desprende que en Éfeso hubo una especie de escuela joánica, que hacía remontar su origen al discípulo predilecto de Jesús, y en la cual había, además, un «presbítero Juan», que era la autoridad decisiva. Este «presbítero» Juan aparece en la Segunda y en la Tercera Carta de Juan (en ambas, 1,1) como remitente y autor, y solo con el título de «el presbítero» (sin mencionar el nombre de Juan). Es evidente que él mismo no es el apóstol, de manera que aquí, en este paso del texto canónico, encontramos explícitamente la enigmática figura del presbítero. Tiene que haber estado estrechamente relacionado con él, quizá llegó a conocer incluso a Jesús. A la muerte del apóstol se le consideró el depositario de su legado; y en el recuerdo, ambas figuras se han entremezclado finalmente cada vez más. En cualquier caso, podemos atribuir al «presbítero Juan» una función esencial en la redacción definitiva del texto evangélico, durante la cual él se consideró indudablemente siempre como administrador de la tradición recibida del hijo de Zebedeo.
Joseph Ratzinger

## La figura del «Discípulo Amado» por el Señor
En el Evangelio de Juan aparece en varias ocasiones y sin revelar jamás su verdadero nombre, una figura que no se verifica en ningún otro escrito del Nuevo Testamento: la del discípulo a quien Jesús amaba («ο μαθητης ον ηγαπα ο Ιησους», también mencionado como «ον εφιλει ο Ιησους» según aparece en Juan 20:2).

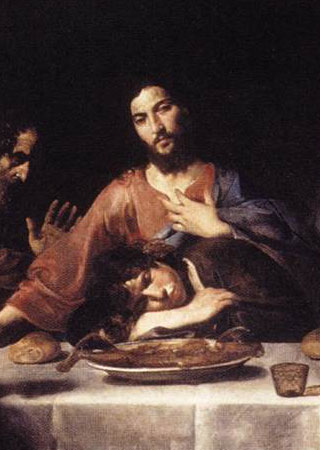
Detalle del «Discípulo Amado», reclinado sobre el pecho de Jesús, en el cuadro «La Última Cena» (1625-1626), óleo de Valentin de Boulogne. Galleria Nazionale d'Arte Antica, Roma. La figura del «Discípulo Amado» reclinado sobre el pecho de Jesús ha sido sumamente tratada en las artes pictóricas.

(1) El «Discípulo Amado» aparece recostado sobre el pecho de Jesús, durante la Última Cena, preguntándole quién es el discípulo que le va a entregar:

Cuando dijo estas palabras, Jesús se turbó en su interior y declaró: «En verdad, en verdad os digo que uno de vosotros me entregará.» Los discípulos se miraban unos a otros, sin saber de quién hablaba. Uno de sus discípulos, el que Jesús amaba, estaba a la mesa al lado de Jesús. Simón Pedro le hizo una seña y le dijo: «Pregúntale de quién está hablando.» El, recostándose sobre el pecho de Jesús, le dijo: «Señor, ¿quién es?» Le respondió Jesús: «Es aquel a quien dé el bocado que voy a mojar.» Y, mojando el bocado, le tomó y se lo dio a Judas, hijo de Simón Iscariote.
Juan 13:21-26

(2) Asimismo, el «Discípulo Amado» se presenta al pie de la cruz, junto a la madre de Jesús:

Jesús, viendo a su madre y junto a ella al discípulo a quien amaba, dijo a su madre: «Mujer, ahí tienes a tu hijo.» Luego dijo al discípulo: «Ahí tienes a tu madre.» Y desde aquella hora el discípulo la acogió en su casa.
Juan 19:26-27

(3) El «Discípulo Amado» es quien, al igual que Simón Pedro, corre hacia el sepulcro vacío:

El primer día de la semana fue María Magdalena de madrugada al sepulcro cuando todavía estaba oscuro, y vio la piedra quitada del sepulcro. Echó a correr y llegó donde Simón Pedro y donde el otro discípulo a quien Jesús quería y les dijo: «Se han llevado del sepulcro al Señor, y no sabemos dónde le han puesto.» Salieron Pedro y el otro discípulo, y se encaminaron al sepulcro. Corrían los dos juntos, pero el otro discípulo corrió por delante más rápido que Pedro, y llegó primero al sepulcro. Se inclinó y vio las vendas en el suelo; pero no entró. Llegó también Simón Pedro siguiéndole, entró en el sepulcro y vio las vendas en el suelo, y el sudario que cubrió su cabeza, no junto a las vendas, sino plegado en un lugar aparte. Entonces entró también el otro discípulo, el que había llegado el primero al sepulcro; vio y creyó, pues hasta entonces no habían comprendido que según la Escritura Jesús debía resucitar de entre los muertos.
Juan 20:1-9

(4) También se encuentra al «Discípulo Amado» al lado de Simón Pedro durante la aparición de Jesús resucitado ante sus discípulos a orillas del Mar de Tiberíades:

Cuando ya amaneció, estaba Jesús en la orilla; pero los discípulos no sabían que era Jesús. Díjoles Jesús: «Muchachos, ¿no tenéis pescado?» Le contestaron: «No.» El les dijo: «Echad la red a la derecha de la barca y encontraréis.» La echaron, pues, y ya no podían arrastrarla por la abundancia de peces. El discípulo a quien Jesús amaba dijo entonces a Pedro: «Es el Señor». Cuando Simón Pedro oyó «es el Señor», se puso el vestido - pues estaba desnudo - y se lanzó al mar. Los demás discípulos vinieron en la barca, arrastrando la red con los peces; pues no distaban mucho de tierra, sino unos doscientos codos.
Juan 21:4-8

(5) Posiblemente, el «Discípulo Amado» muere a una edad muy avanzada, pues entre sus seguidores corre la voz de que no moriría nunca:

Pedro se volvió y vio siguiéndoles detrás, al discípulo a quién Jesús amaba, que además durante la cena se había recostado en su pecho y le había dicho: «Señor, ¿quién es el que te va a entregar?» Viéndole Pedro, dijo a Jesús: «Señor, y éste, ¿qué?» Jesús le respondió: «Si quiero que se quede hasta que yo venga, ¿qué te importa? Tú, sígueme.» Corrió, pues, entre los hermanos la voz de que este discípulo no moriría. Pero Jesús no había dicho a Pedro: «No morirá», sino: «Si quiero que se quede hasta que yo venga.»
Juan 21:20-23

Raymond E. Brown sugiere además la identificación del «Discípulo Amado» con el discípulo anónimo que aparece en otros pasajes del Evangelio de Juan,pp. 118-119
 por ejemplo:
- Cuando Jesús se encuentra con los dos primeros discípulos, Andrés y un discípulo anónimo, ambos salidos de la «escuela» de Juan el Bautista:

Al día siguiente, Juan se encontraba de nuevo allí con dos de sus discípulos. Fijándose en Jesús que pasaba, dijo: «He ahí el Cordero de Dios.» Los dos discípulos le oyeron hablar así y siguieron a Jesús. Jesús se volvió, y al ver que le seguían les dijo: «¿Qué buscáis?» Ellos le respondieron: «Rabbí –que quiere decir, “Maestro”– ¿dónde vives?» Les respondió: «Venid y lo veréis.» Fueron, pues, vieron dónde vivía y se quedaron con él aquel día. Era más o menos la hora décima. Andrés, el hermano de Simón Pedro, era uno de los dos que habían oído a Juan y habían seguido a Jesús.
Juan 1:35-40

- Cuando Pedro y otro discípulo conocido del Sumo Sacerdote entran por mediación de este último a la casa de Anás, donde se inició el interrogatorio a Jesús antes de su muerte (Juan 18:15-16; ver comentario más adelante).

### Características que identifican a este «Discípulo Amado»
Según Cornelis Bennema, el trato entre el «Discípulo Amado» y Jesús de Nazaret en el Evangelio de Juan parece implicar una relación de confianza, lealtad y permanencia (es decir, una relación estable, firme). Esas características harían del «Discípulo Amado» un testigo calificado del mismo Evangelio de Juan. Por otra parte, el «Discípulo Amado» se manifiesta como alguien muy perceptivo respecto de la persona de Jesús: es el primero en reconocerlo en el mar de Tiberíades, luego de la resurrección.
Siempre según Bennema, el Evangelio de Juan pone en evidencia otras características del «Discípulo Amado», a través de su interacción con otras personas:

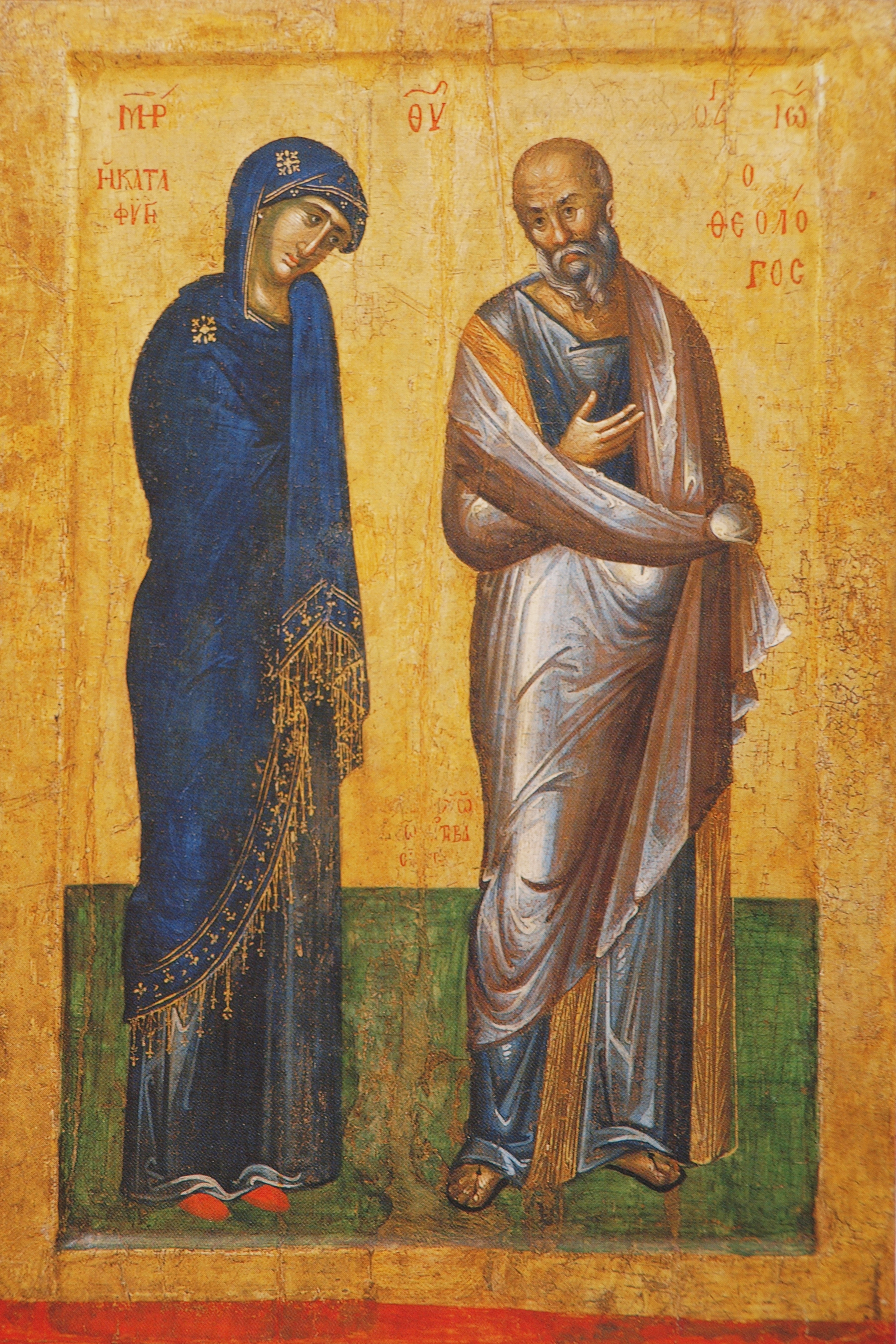
Ícono de Poganovo, de fines del, representando conjuntamente a María, madre de Jesús y a Juan el Apóstol. El posible vínculo familiar de la «madre del Señor» con el apóstol Juan fue utilizado como argumentación a favor de la identificación de Juan como «Discípulo Amado».

- El «Discípulo Amado» supera a los demás discípulos en el grado de confidencia con Jesús (en la Última Cena, recibe la confidencia respecto de quién es el Apóstol traidor, confidencia que no reciben los demás discípulos). El mismo Simón Pedro reconoce el nivel de confidencia del «Discípulo Amado» con Jesús y lo respeta, pues le pide al «Discípulo Amado» que le pregunte a Jesús quién es el traidor.
- El «Discípulo Amado» supera en lealtad incluso a Simón Pedro, pues no niega a Jesús durante su Pasión. Sin embargo, aún después de que Pedro negara conocer a Jesús, sigue guardando respeto por él. En efecto, el «Discípulo Amado» llega primero a la tumba de Jesús, pero espera a Pedro antes de entrar, posiblemente en señal de consideración.
- El alto nivel de confianza del cual es depositario el «Discípulo Amado» involucra incluso la postura de la madre de Jesús. Desde el momento en que Jesús crucificado indica al discípulo a quien él amaba: «Ahí tienes a tu madre», el Evangelio de Juan explicita que, «el discípulo la recibió en su casa», lo cual implica no solo la aceptación de tal encargo por parte del «Discípulo Amado», sino además la aceptación implícita del discípulo por parte de la madre de Jesús.

Se podría, por lo tanto, resumir la personalidad del «Discípulo Amado» como la de una persona con vínculos múltiples, leal, creíble, confiable y perceptivo. Pero, ¿quién es el «Discípulo Amado»?
No se puede asegurar que haya sido la modestia lo que indujo a este testigo presencial a no referirse a sí mismo con el propio nombre, porque constantemente llama la atención sobre el amor de dilección que Jesús le tenía. Una solución posible sería que el «Discípulo Amado» se haya referido a sí mismo como «el otro discípulo» y que sus seguidores hayan incorporado al Evangelio de Juan la alusión al «Discípulo Amado».
La solución comúnmente aceptada desde el siglo II y hasta el desarrollo de la «crítica bíblica» a mediados del siglo XIX fue que el «Discípulo Amado», garante del Evangelio de Juan, era Juan el Apóstol, el hijo de Zebedeo. A partir el siglo XVIII comienza a difundirse el uso del método histórico-crítico en lugar de métodos de índole estrictamente religiosa para construir un conocimiento verificable de Jesús de Nazaret. Este método fue utilizado particularmente para interpretar el Evangelio de Juan en general y la figura del «Discípulo Amado» en particular. Más aún, se propusieron significados alternativos del «Discípulo Amado» con los que se buscó superar las posibles debilidades que los críticos argumentaban había en la identificación con Juan el Apóstol. No se trataba de un tema menor, pues representaba indirectamente un desafío a la misma autoría del Evangelio. Este proceso, reservado en principio a los estudiosos, demandó décadas. Con los años, las distintas hipótesis esgrimidas sobre la identidad del «Discípulo Amado» como alguien distinto a Juan el Apóstol mostraron a su vez sus debilidades, mientras que se edificaron nuevas hipótesis sobre el proceso de redacción del Evangelio que, en la opinión de muchos, enmarcaba el grado de responsabilidad del «Discípulo Amado» en el mismo.

### Juan el Apóstol como «Discípulo Amado»

#### Argumentos externos patrísticos y apócrifos
Jean Colson (1913-2006) analiza el nivel de respaldo otorgado por los escritores cristianos más antiguos a la identificación de Juan el Apóstol como «Discípulo Amado». La interpretación de las referencias de los Padres de la Iglesia no es unánime (por ejemplo, Joseph Newbould Sanders pone en duda algunas referencias de los Padres Apostólicos, y Richard Bauckham se opone a la interpretación del «Discípulo Amado» como Juan el Apóstol en Ireneo de Lyon), pero es mayoritaria a favor de la hipótesis que presenta a Juan el Apóstol como el «Discípulo Amado».
Entre los Padres de la Iglesia que mencionaron al «Discípulo Amado» se destaca Ireneo de Lyon. Ireneo no dice que se trate del «hijo de Zebedeo»: siempre refiere el nombre de «Juan» como «discípulo» del Señor (más de 15 veces). Se podría objetar que, dado que Juan es mencionado únicamente como «discípulo» y no como «apóstol», su identidad estaría en duda ya que los apóstoles son indicados con ese título. Sin embargo, una lectura cuidadosa de todo el texto de Ireneo permite inferir que, al mencionar Ireneo la figura de «Juan, el discípulo del Señor que se reclinó sobre su pecho», se refiere inequívoca y consistentemente al apóstol Juan.p. 11
 En efecto, Ireneo menciona:

«[...]todos los presbíteros de Asia que, viviendo en torno a Juan, de él lo escucharon, puesto que éste vivió con ellos hasta el tiempo de Trajano. Algunos de ellos vieron no solo a Juan, sino también a otros Apóstoles, a quienes han escuchado decir lo mismo.» «[...]Por fin Juan, el discípulo del Señor «que se había recostado sobre su pecho» (Jn 21:20; 13:23), redactó el Evangelio cuando residía en Efeso[...]»
Ireneo de Lyon

La frase de Ireneo: «... no solamente vieron a Juan, sino también a otros apóstoles...» implica directamente que Ireneo, al mencionar a Juan, se refiere a un apóstol, es decir, al hijo de Zebedeo. R. A. Culpepper,p. 124
 quien no reconoce a Juan hijo de Zebedeo como «Discípulo Amado», señala sin embargo que resulta difícil dudar de que Ireneo, al mencionar a «Juan el discípulo del Señor», se refiera a otro que no sea Juan el Apóstol. A Ireneo de Lyon se suman ciertos matices de Eusebio de Cesarea y, con mayor énfasis, el apócrifo «Hechos de Juan» que identifica al apóstol Juan como aquel que se reclinó sobre el pecho de Jesús en la Última Cena.
El apócrifo Hechos de Juan, datado de la segunda mitad del siglo II, insiste en los detalles ya conocidos por los evangelios canónicos que refieren la personalidad del apóstol. Narra la vocación de Juan y su hermano Santiago al apostolado (Hechos de Juan 88:2, paralelo de Marcos 1:19), como también el episodio de la Transfiguración (Hechos de Juan 21 y 90; paralelos de Mateo 17:1-9). El gesto de reclinarse sobre el pecho de Jesús durante la Última Cena, que se atribuye al «Discípulo Amado» en Juan 13:23, se señala en los Hechos de Juan 89, como si se tratara de una actitud habitual de Juan el Apóstol. Es posible que los Hechos de Juan sean anteriores a los escritos de Ireneo de Lyon, de Tertuliano y de otros escritores que aparecen como testigos de esas tradiciones. Por esa razón, los Hechos de Juan no podrían nunca ser deudores de las obras de otros autores.

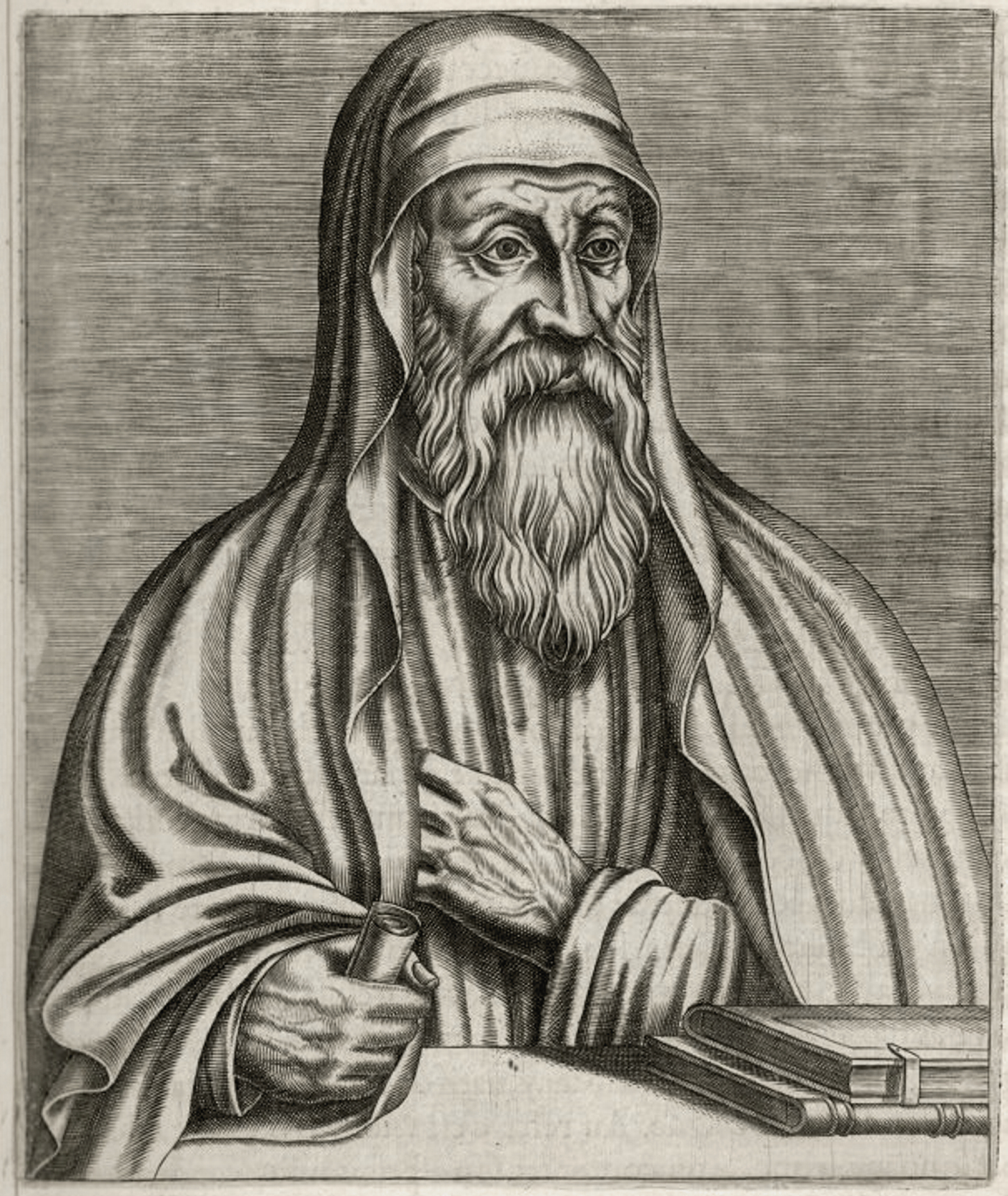
Orígenes (185-254), identificó a Juan, hijo de Zebedeo como el «Discípulo Amado», autor del Evangelio homónimo y del Apocalipsis.

El escritor Orígenes (185-254), principal referente teológico del cristianismo hasta Agustín de Hipona, apunta una y otra vez:

Juan, el hijo de Zebedeo, dice en su Apocalipsis[...] [...]Una vez más, en su descripción del Logos de Dios en el Apocalipsis, el Apóstol y Evangelista (y el Apocalipsis le da también el título de profeta) dijo que vio la Palabra de Dios en el cielo abierto[...] [...] ¿Qué vamos a decir de él, que se apoyó en el pecho de Jesús, a saber, Juan, que dejó un Evangelio, a pesar de confesar que él podría hacer tantos que el mundo no los contendría? Pero también escribió el Apocalipsis [...].
Orígenes, Comentario sobre el Evangelio de Juan

Muchos académicos que no aceptan la opción de Juan el Apóstol como «Discípulo Amado» han desconsiderado las evidencias patrísticas mencionadas. Esta tendencia fue puesta en evidencia recientemente por el profesor Donald Carson. En efecto, alguna falta de explicitación por parte de varios Padres de la Iglesia en la identificación plena de «Juan, el hijo de Zebedeo», o de «Juan el Apóstol» con «Juan el discípulo» o con el «Discípulo Amado», se ha de contrastar con la sugestiva ausencia total de referencias explícitas de los restantes candidatos a «Discípulo Amado» por parte de los mismos Padres (ver más adelante).

#### Argumentos fundados sobre el análisis externo comparado
Algunos argumentos a favor de la identificación de Juan el Apóstol con el «Discípulo Amado» surgen del análisis comparado entre el Evangelio de Juan, los Evangelios sinópticos y los Hechos de los Apóstoles,pp. 23-28;
 y pueden resumirse brevemente en los siguientes puntos:
1. La manera vívida y pormenorizada con que el Evangelio de Juan describe las escenas, y sus expresas afirmaciones, ponen de manifiesto que su autor intelectual primario (es decir, quien lo predicó inicialmente) fue un testigo presencial de los sucesos (Juan 1:14; Juan 19:35; Juan 21:24), uno de los más íntimos de Jesús, seguramente un apóstol. Jesús tenía tres apóstoles a los cuales distinguió: Pedro, Juan y Santiago o Jacobo (Marcos 5:37; Marcos 9:2; Marcos 14:33). Pedro se diferencia del «Discípulo Amado», porque aparecen claramente identificados como personas distintas (Juan 13:23-24; Juan 20:2-10; Juan 21:20). Santiago el Mayor (traducido a veces como Jacobo) tampoco puede ser el «Discípulo Amado», porque murió tempranamente (Hechos 12:1-2), mientras que el «Discípulo Amado» llegó, por su longevidad, a adquirir fama de inmortalidad (Juan 21:23).

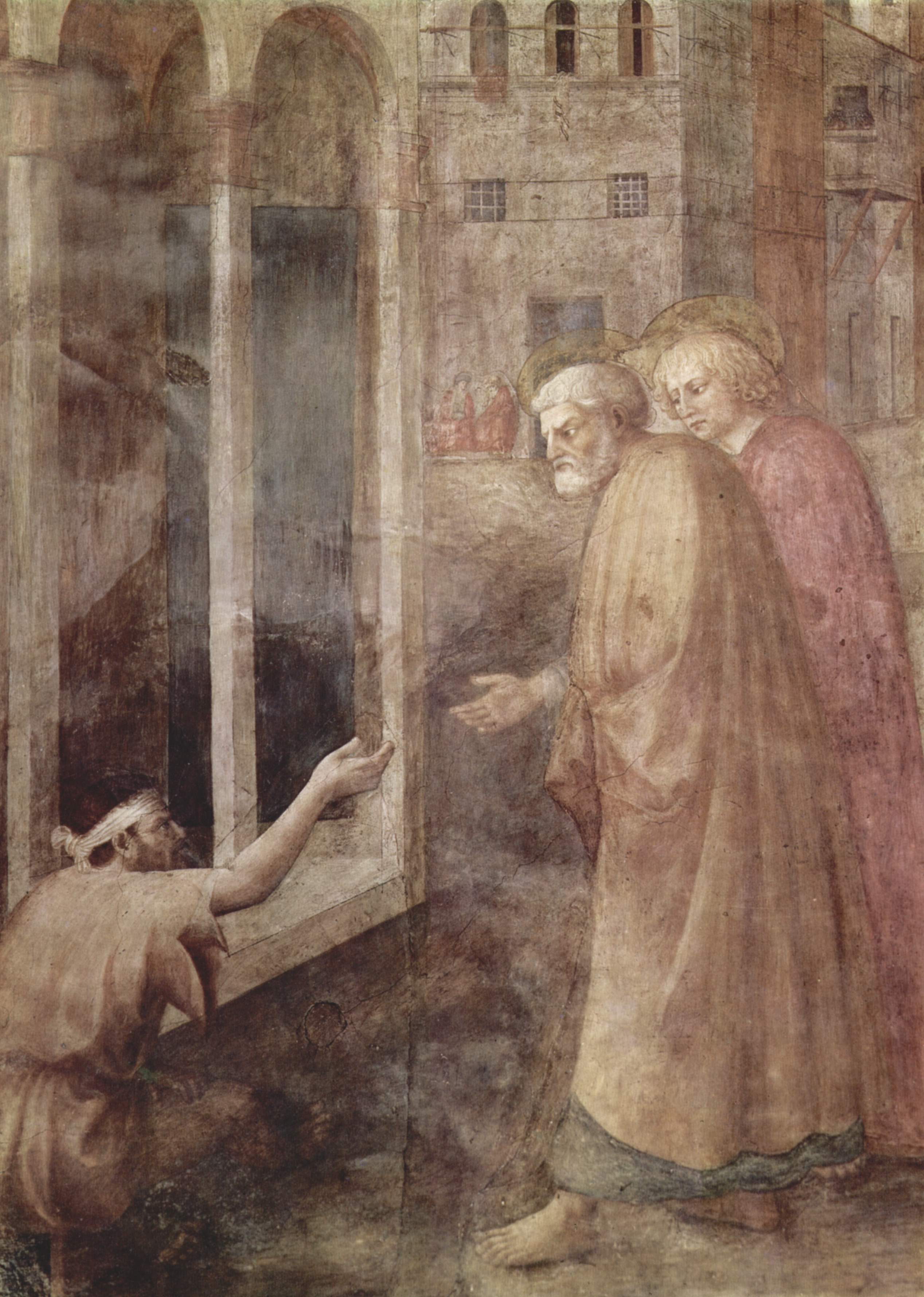
«Curación del lisiado». El fresco, inspirado en el pasaje de los Hechos de los Apóstoles en el que Pedro y Juan sanan al lisiado en la puerta del templo, fue realizado en 1425 por Masolino da Panicale (1383–1440) y se encuentra en la Capilla Brancacci, en Santa María del Carmine, en Florencia. En el Evangelio de Juan, el «Discípulo Amado» aparece junto a Pedro en 6 de las 7 veces que es mencionado. La amistad registrada entre Pedro y el «Discípulo Amado» se asemeja a la que, en el libro de los Hechos de los Apóstoles, se verifica entre Pedro y Juan.

1. El «Discípulo Amado» participó de la Última Cena a la cual, según los Evangelios sinópticos, tuvieron acceso «los Doce» (Marcos 14:16-17; Mateo 26:19-20), los Apóstoles (Lucas 22:13-14).
2. El «Discípulo Amado» y Simón Pedro llevaron una amistad abierta (Juan 13:23-25; Juan 20:2-9), que en el libro de los Hechos de los Apóstoles se pone de manifiesto en el trabajo apostólico conjunto de Pedro y Juan, tanto en la predicación en Jerusalén (Hechos 3:1-9) como en la predicación en Samaría (Hechos 8:14-15). El único vínculo con el ministerio de Jesús en Samaría relatado por el Evangelio de Juan parece encontrarse en la predicación de Pedro y Juan el Apóstol en los Hechos de los Apóstoles.

P. Parker, y otros autores críticos de la postura que interpreta que Juan el Apóstol es el «Discípulo Amado» (por ejemplo, R. A. Culpepperpp. 75-76
), implican que los argumentos centrados en el análisis comparado del Evangelio de Juan con los otros evangelios da lugar a ciertos cuestionamientos hermenéuticos, es decir, de interpretación. Así, el Evangelio de Juan no hace referencia a ninguno de los pasajes sinópticos de los cuales Juan el Apóstol fue testigo privilegiado (la resurrección de la hija de Jairo, la Transfiguración de Jesús, el discurso en el Monte de los Olivos o la plegaria de Jesús en el huerto de Getsemaní), ni hace referencia a un «círculo de dilectos», ni tampoco menciona una relación entre Pedro y Juan. Estas críticas son argumentaciones edificadas sobre la base de pruebas negativas: el hecho de que el Evangelio de Juan no haga referencia a ningún pasaje que tuviera a Juan como testigo privilegiado no permite aseverar que no lo fuera; por lo tanto, esas críticas no son científicamente concluyentes. Pero los críticos se preguntan cuáles son los elementos con que cuenta un lector del Evangelio de Juan para interpretar la figura del «Discípulo Amado» a partir de esa sola lectura, sin necesidad de recurrir a los Padres de la Iglesia o a los Evangelios sinópticos para descifrar su identidad.

#### Argumentos fundados sobre el análisis interno del Evangelio de Juan

##### Presencia en la Última Cena
P. Parker funda buena parte de sus críticas en que la identificación del hijo de Zebedeo como «Discípulo Amado» depende excesivamente de los Evangelios sinópticos, que aseguran que solo «los Doce» estuvieron presentes en la Última Cena. Indirectamente, esta postura sostiene la hipótesis de la independencia total del Evangelio de Juan con respecto a los Evangelios sinópticos, y afirma que las similitudes con estos podrían explicarse satisfactoriamente por la tradición oral y por las ideas difundidas en el ambiente religioso en que se hallaba el Evangelista.
En efecto, el Evangelio de Juan, no hace expresa mención de la presencia exclusiva del grupo de «los Doce» apóstoles en la Última Cena, la cual aparece únicamente en los Evangelios sinópticos. Este silencio acerca del grupo de «los Doce» en el Evangelio de Juan es usado como argumento para sugerir que, en la Última Cena, no solamente habrían estado presentes «los Doce» sino también otros discípulos, y que el «Discípulo Amado» podría no pertenecer al «grupo de los Doce». Nuevamente, se trata de una argumentación sobre una prueba negativa y, por lo tanto, meramente especulativa. La debilidad de esta argumentación radica en que, en el mismo Evangelio de Juan, no aparece mencionado en la Última Cena ninguna persona que no sea un apóstol (Simón Pedro, Felipe, Tomás, Judas Iscariote, y «Judas –no el Iscariote–» que es una probable referencia a Judas Tadeo). Más aún, el Evangelio de Juan hace uso de un término clave: «elegir», como distintivo del escogimiento del «grupo de los Doce» por parte de Jesús:

Jesús les respondió: «¿No os he elegido yo a vosotros, los Doce?...»
Discurso del Pan de Vida en Juan 6:69

Llamativamente, en la Última Cena del Evangelio de Juan, vuelve a aparecer el verbo «elegir», sugiriendo que –también para ese Evangelio– solamente estaban presentes «los Doce», los Apóstoles:

«No me habéis elegido vosotros a mí, sino que yo os he elegido a vosotros, y os he destinado para que vayáis y deis fruto y que vuestro fruto permanezca.»
Discurso de la Última Cena, en Juan 15:16

##### Ausencia de un «Grupo de Dilectos» en el Evangelio de Juan

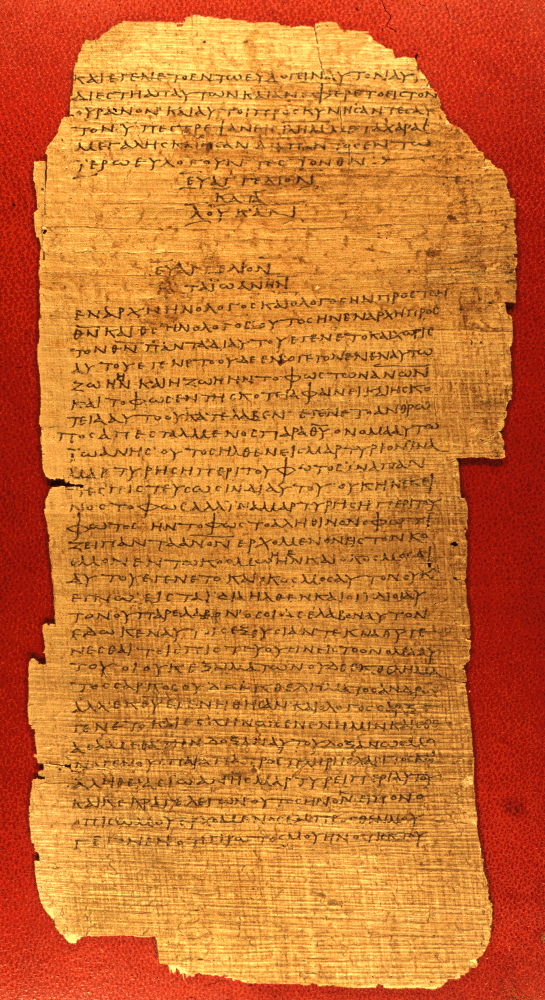
Imagen del ^{75} (papiro 75) que muestra el final del Evangelio de Lucas y el comienzo del Evangelio de Juan. El ^{75} es un códice (libro) datado aproximadamente de 175-225 d. C. Según la clasificación de Aland y Aland, es un papiro de Categoría I. Incluye los Papyrus Bodmer XIV-XV y abarca vastas secciones de los evangelios citados. Constituye el manuscrito más antiguo encontrado que mantiene unidos a dos evangelios y fue interpretado como evidencia de que las comunidades cristianas primitivas ya manejaban estos materiales como una unidad. Perteneció a la Fundación Bodmer de Cologny (Ginebra). En 2007, fue donado a la Biblioteca Apostólica Vaticana donde se conserva.

Críticos como Parker atacan el argumento que refiere la preferencia de Jesús por los tres discípulos Pedro, Santiago y Juan. Esta «preferencia» no aparece en el Evangelio de Juan, en el que no se hace referencia alguna a un círculo de apóstoles dilectos dentro del grupo de «los Doce».
Quienes sustentan que Juan el Apóstol sería el «Discípulo Amado», sostienen que el autor del Evangelio de Juan habría conocido a alguno o a varios de los Evangelios sinópticos (particularmente el de Lucas y/o el de Marcos) y que, finalmente, podría haber utilizado esos materiales (o haberlos dado por supuestos) para componer su obra. Por ejemplo, la única mención directa e inesperada de «los hijos de Zebedeo» en el Evangelio de Juan, sin haberlos presentado previamente (a diferencia de los demás Apóstoles, que son introducidos en varios otros pasajes previos) implica que los lectores del Evangelio de Juan conocían perfectamente quienes eran «los hijos de Zebedeo», ya sea por el acceso a los Evangelios sinópticos, ya porque la comunidad en la que se escribió el Evangelio de Juan sabía muy bien de quienes se trataba.
Más aún, cuando el Evangelio de Juan menciona al grupo de «los Doce» (solo en 4 oportunidades: Juan 6:67; Juan 6:70-71; Juan 20:24), lo hace al pasar sin hacer nunca una introducción a su significado, lo que parece dar por supuesto su conocimiento por parte de los lectores del Evangelio. De hecho, estas menciones tienen afinidad con los Evangelios sinópticos y podrían tener su origen en alguna de las fuentes utilizadas por estos.p. 237

Por su parte, en todo el Evangelio de Juan jamás son mencionados los apóstoles Santiago y Juan. En ese marco, cabe preguntarse si tendría sentido exigir al Evangelio de Juan la referencia al «círculo de dilectos», aquel grupo dentro de «los Doce» constituido por los discípulos preferidos por Jesús (Pedro, Santiago y Juan). ¿Cómo hacer referencia a un «círculo» de cuyos tres miembros no fueran mencionados dos? Por las mismas razones, en el caso de que las comunidades en las cuales se difundió el Evangelio de Juan tuvieran acceso a alguno de los Evangelios sinópticos, el autor del Evangelio de Juan no tendría razón para reiterar pasajes como el de la Transfiguración de Jesús, relatado por los tres Evangelios sinópticos, en los cuales apareciera ese «círculo de dilectos» como testigos privilegiados.

##### Conocimiento del Sumo Sacerdote
Llama la atención el pasaje en el cual un discípulo anónimo entra en la casa de Anás por ser «conocido del Sumo Sacerdote» Caifás, e incluso obtiene permiso para que Simón Pedro haga otro tanto.

Seguían a Jesús Simón Pedro y otro discípulo. Este discípulo era conocido del Sumo Sacerdote y entró con Jesús en el atrio del Sumo Sacerdote, mientras Pedro se quedaba fuera, junto a la puerta. Entonces salió el otro discípulo, el conocido del Sumo Sacerdote, habló a la portera e hizo pasar a Pedro.
Juan 18:15-16

Según Jerónimo de Estridón en su epístola 127, 5 (ad Principiam), Juan el Apóstol era conocido del sumo sacerdote. Raymond E. Brown sugiere la identificación del «Discípulo Amado» con este discípulo anónimo.pp. 118-119
 Esto suscita también dificultades para la identificación de Juan el Apóstol. ¿Cómo podría el hijo de Zebedeo, un pescador de Galilea, ser conocido del Sumo Sacerdote?
Según Drum, existe una paráfrasis del Evangelio de Juan (la llamada Metabole kata Ioannou) escrita por el griego Nonnus de Panopolis, que data de la primera mitad del siglo V, en la cual ya se identificaba al «discípulo sin nombre» del pasaje anterior como un joven pescador. De allí se sugirió que la empresa pesquera de los Zebedeo podría involucrar la provisión de pescado a Jerusalén y al templo (o a la casa del Sumo Sacerdote) como posibles destinos del producto.
Por otra parte, un manuscrito del siglo XIV o XV, Historia passionis Domini, informa que el llamado Evangelio de los Nazarenos contenía la misma explicación: «En el Evangelio de los Nazarenos, se da la razón por la cual Juan era conocido del Sumo Sacerdote. Como era el hijo del pobre pescador Zebedeo, el había llevado con frecuencia pescado al palacio de los sumos sacerdotes Anás y Caifás». Algunos estudiosos que mantienen una postura crítica prefieren suponer que el «Discípulo Amado» debería tener conocimiento del Sumo Sacerdote por tratarse de un personaje hipotéticamente vinculado al templo, cuya identidad no resulta explícita hasta hoy. Brian J. Capper sugiere que el «Discípulo Amado» sería un aristócrata, miembro sacerdotal de un «barrio asceta», situado en la prestigiosa colina suroeste de Jerusalén, quien habría sido anfitrión de Jesús en la Última Cena.

##### Posible vínculo con María, madre de Jesús
En un pasaje referido a la crucifixión de Jesús, dice el Evangelio de Juan:

Junto a la cruz de Jesús estaban su madre y la hermana de su madre, María, mujer de Clopás, y María Magdalena.
Juan 19:25

A partir del texto surge la pregunta: ¿quién era «la hermana de su madre»? En su obra La muerte del Mesías, Raymond E. Brown ofrece un posible cuadro comparativo de las mujeres que aparecen en la escena de la crucifixión en los distintos evangelios, a fin de tratar de aclarar la cuestión de la identidad, cuadro que se resume en la Tabla 1. Brown parte de un supuesto al que considera verosímil: de que Juan 19:25 trata de 4 mujeres que se citan en la primera columna de la Tabla 1, interpretación que, según Culpepper,p. 8
 asume la mayoría de los intérpretes. En efecto, según Bauckham y Rivas el texto del Evangelio de Juan permite entender que estas mujeres eran dos, tres o cuatro, según se coloquen los signos de puntuación.p. 204-205;
p. 496;

| Juan 19:25             | Marcos 15:40-41                                           | Mateo 27:55-56                                          | Lucas 23:49                                        |
| ---------------------- | --------------------------------------------------------- | ------------------------------------------------------- | -------------------------------------------------- |
| Su madre               | --                                                        | --                                                      | ---                                                |
| La hermana de su madre | María Salomé                                              | Madre de los hijos de Zebedeo                           | ---                                                |
| María de Cleofás       | María la madre de Santiago el Menor y de Joset            | María madre de Santiago y de José                       | ---                                                |
| María Magdalena        | María Magdalena                                           | María Magdalena                                         | ---                                                |
| ---                    | Muchas otras mujeres que habían subido con él a Jerusalén | Muchas mujeres que habían seguido a Jesús desde Galilea | Las mujeres que lo habían acompañado desde Galilea |

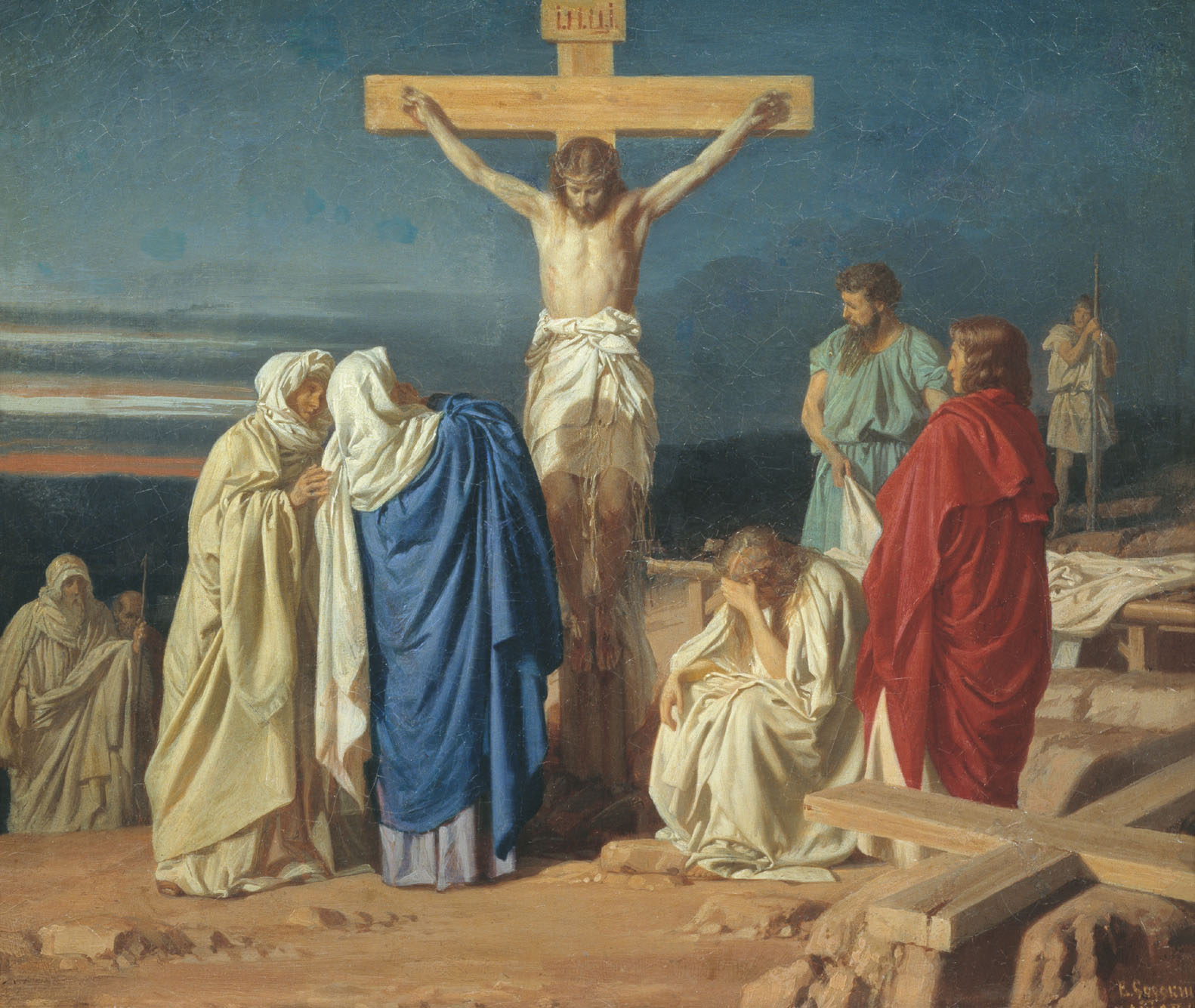
«Crucifixión» (1873), de Evgraf Semenovich Sorokin. El llamado Stabat Mater («la Madre estaba») es un tema en el arte cristiano que representa a María, madre de Jesús, durante la crucifixión de su hijo. En este tipo de representaciones, María está casi siempre de pie, a la derecha de Jesús (es decir, a la izquierda del cuadro), y Juan el Apóstol, también de pie y a menudo con túnica roja, a la izquierda del crucificado.

La madre de Jesús («su madre») aparece solamente en el Evangelio de Juan. María Magdalena aparece en todas las escenas de crucifixión, con excepción del Evangelio de Lucas. También aparece con notable frecuencia otra mujer llamada «María», a la cual Mateo y Marcos identifican a través de sus hijos Santiago y José/Joset. Hay probabilidades de que esta María sea la misma persona a la que Juan se refiere como «María de Cleopás» (este último haría referencia al nombre del marido –según la tradición cristiana– o del padre.
Finalmente, en Marcos y Mateo aparece otra mujer mencionada por su nombre: «Salomé». En Mateo 20:20 aparece como «la madre de los hijos de Zebedeo» la misma mujer que Marcos identifica como «Salomé». Si se interpreta que las mujeres citadas por los evangelistas son las mismas, se podría inferir que Salomé era, no solo la madre de los apóstoles Santiago y Juan, sino también la hermana de la madre de Jesús. Sin embargo, el mismo Brown en la obra citada, y Culpepper señalan que el riesgo de realizar esta inferencia es evidente, pues depende de la suposición de que los evangelistas estén nombrando a las mismas mujeres, aunque con diferentes formas de identificación.pp. 9 y 74
 Según Culpepper,p. 9
, esta interpretación implicaría que Juan el Apóstol sería sobrino de María, la madre de Jesús. Esto apoyaría la hipótesis de Juan como «Discípulo Amado» ya que ayudaría a explicar, desde un punto de vista meramente humano, por qué Jesús habría confiado su madre al Apóstol. A favor de esta interpretación se hallaría la idea de que el Evangelio de Juan, que veló el nombre de Juan el Apóstol, también habría velado el nombre de su madre Salomé. Contra esta identificación, se han dado muchas otras interpretaciones del nombre «Salomé» que en nada se relacionan con «la hermana de su madre» (por ejemplo la interpretación de Sivertsen de que «Salomé» formaría parte de la familia de José de Nazaret, y no de la de María, madre de Jesús).
R. Bauckham no coincide con Brown en cuanto a los paralelismos entre los Evangelios. Los versículos citados en la Tabla 1 contribuyeron al origen de la llamada hipótesis de las «Tres Marías», largamente discutida en la historia del cristianismo.
Las interpretaciones de las identidades de estas mujeres exceden los alcances de este artículo e incluyen argumentos que involucran tanto los principios de diferentes confesiones cristianas como elementos filológicos e históricos. El pasaje se presta para muy diferentes análisis y razonamientos. Por ejemplo, Richard Bauckham toma distancia del argumento de Brown al comentar que las identificaciones de la Tabla 1 presentan un sustento racional exiguo, ya que los Evangelios sinópticos establecen que muchas mujeres (que seguían a Jesús desde Galilea) estaban presentes al momento de la crucifixión y que los nombres «María» y «Salomé» eran muy comunes entre las mujeres judías de Palestina.p. 210
 Para Bauckham, Salomé está ausente de la escena en Juan 19:25.p. 237
 En cualquier caso, conviene no perder de vista que en ningún momento el Evangelio de Juan se refiere a la existencia de un parentesco carnal entre la figura del «Discípulo Amado» y la madre de Jesús. Independientemente de que ese parentesco haya existido o no, el Evangelio parece estar mucho más interesado en señalar a los ojos del lector el surgimiento de un vínculo de orden espiritual entre estos dos personajes (aunque el concepto católico de la maternidad espiritual de María sobre cada creyente es un desarrollo posterior, ya que aparece en Oriente con Jorge de Nicomedia en el siglo IX, como comenta Brown).p. 1331-1332

Siempre según Raymond Brown,p. 124
 la posibilidad de que el apóstol Juan fuese sobrino de María, madre de Jesús, podría ayudar a explicar sus relaciones con el sacerdocio (v. gr., Caifás) pues María tenía parientes en la familia sacerdotal según el Evangelio de Lucas: María era pariente de Isabel (Lucas 1:36), quien estaba casada con el sacerdote Zacarías (Lucas 1:5).

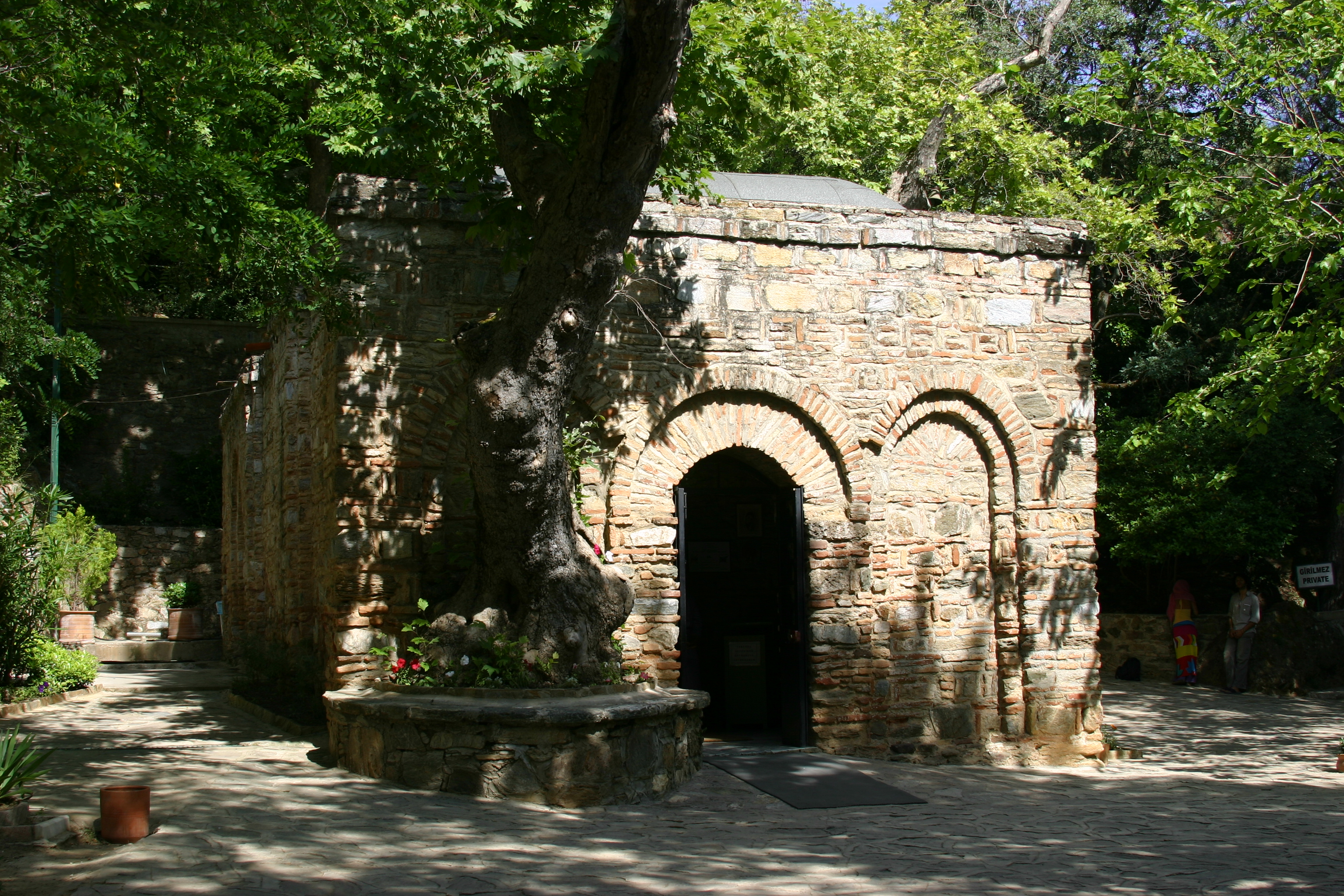
La Casa de la Virgen María, restaurada sobre los restos arqueológicos encontrados en 1891 en la colina de Panaya Kapulu, a 8 km de Selçuk (Éfeso).

Independientemente de estos puntos de análisis crítico, existen otras derivaciones apologéticas y populares de las cuales Raymond Brown cita algunas.pp. 1329-1330
 Los versículos de Juan 19:25-27 referidos a la madre de Jesús y al «Discípulo Amado» quizá hayan iniciado la tradición cristiana según la cual Juan el Apóstol, cuando se trasladó a Éfeso, habría llevado consigo a María, madre de Jesús. Los restos de la Casa de la Virgen María, al sur de la ciudad, son considerados por los cristianos ortodoxos en general como el lugar donde habrían vivido.p. 65
 Esta tradición lleva consigo el aval de la beata mística Anne Catherine Emmerich (1774-1824), quien describió a la perfección la casa sin haber visitado jamás el lugar, y antes de que se realizara el descubrimiento arqueológico de sus restos a principios de la década de 1890.

##### La existencia de un silencio llamativo
A partir de los datos mencionados se infiere que el Evangelista parece querer guardar la identidad de la figura del «Discípulo Amado» a propósito, siendo que jamás explicita su nombre. Pero existen en el Evangelio de Juan otras figuras que parecen deliberadamente ausentes, considerando los niveles de importancia que les prodigan otros escritos neotestamentarios.
Esto conduce al que quizá sea uno de los mayores enigmas del Evangelio de Juan a favor de la identificación de Juan, hijo de Zebedeo, como el «Discípulo Amado». ¿Por qué no se hace mención de Juan el Apóstol siquiera una vez en el Evangelio de Juan siendo que, por dar un ejemplo, Simón Pedro es mencionado 40 veces? John Chapman señala este aspecto llamativo del Evangelio de Juan: su silencio absoluto respecto de Juan el Apóstol, de su hermano Santiago el Mayor, y aún de la misma expresión indirecta de «hijos de Zebedeo» que aparece únicamente en Juan 21:2, un apéndice que la gran mayoría de los estudiosos clasifica como un agregado posterior a la redacción del corpus del Evangelio. Este silencio absoluto es tanto más sugestivo cuanto que Juan el Apóstol aparece 17 veces en los Evangelios sinópticos, Santiago el Mayor 15 veces y la expresión «hijos de Zebedeo» –sin nombrarlos expresamente– 3 veces. Como se mencionó, en el Evangelio de Juan, el otro apóstol que pertenecía al círculo de predilectos de Jesús, Pedro (mencionado como tal o como «Simón Pedro», «Simón llamado Pedro», o «Cefas») es mencionado 40 veces, lo que significa un número sustancialmente mayor que en los Evangelios de Mateo (26), Marcos (25) o Lucas (29).

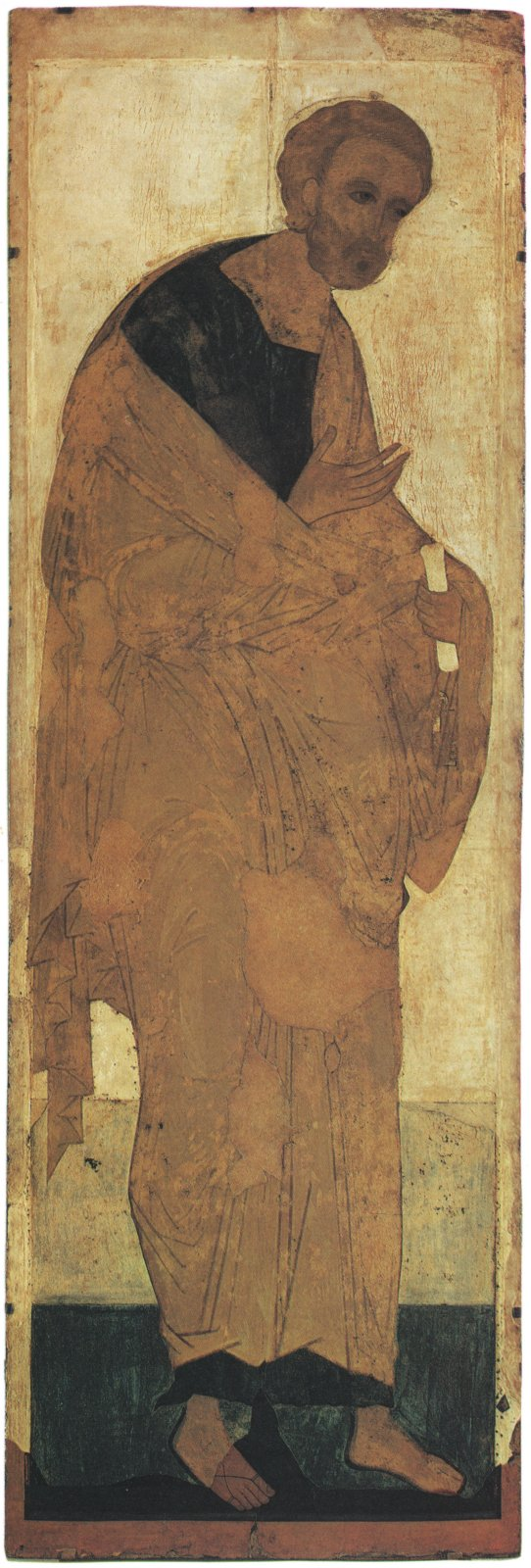
Pedro, Simón o Simón Pedro: 40
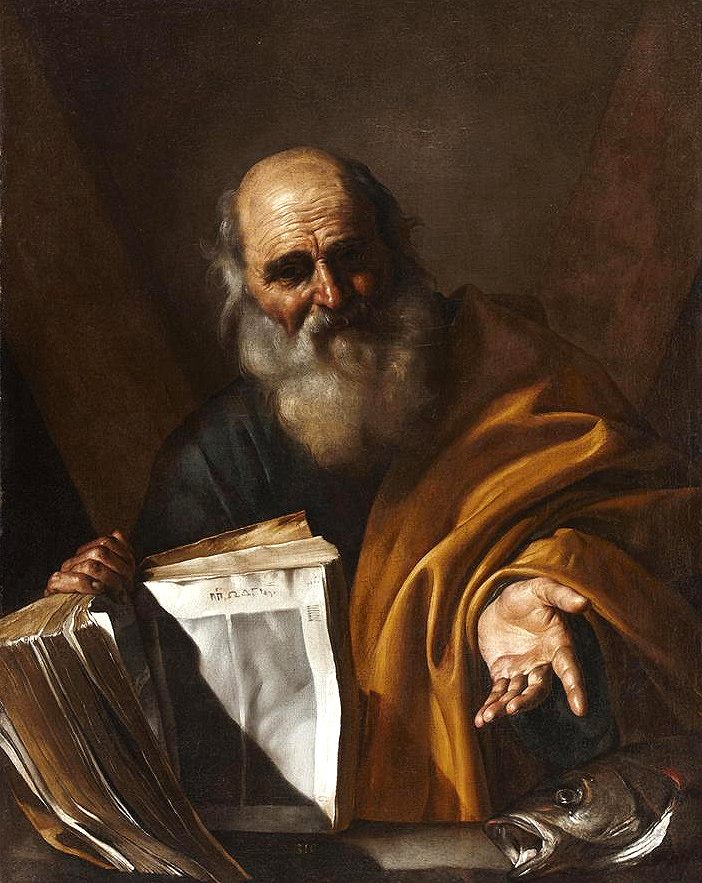
Andrés: 5
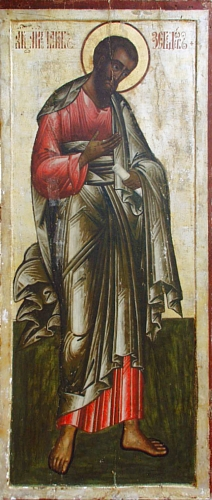
Santiago: 0
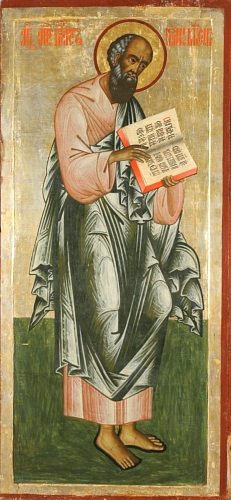
Juan: 0

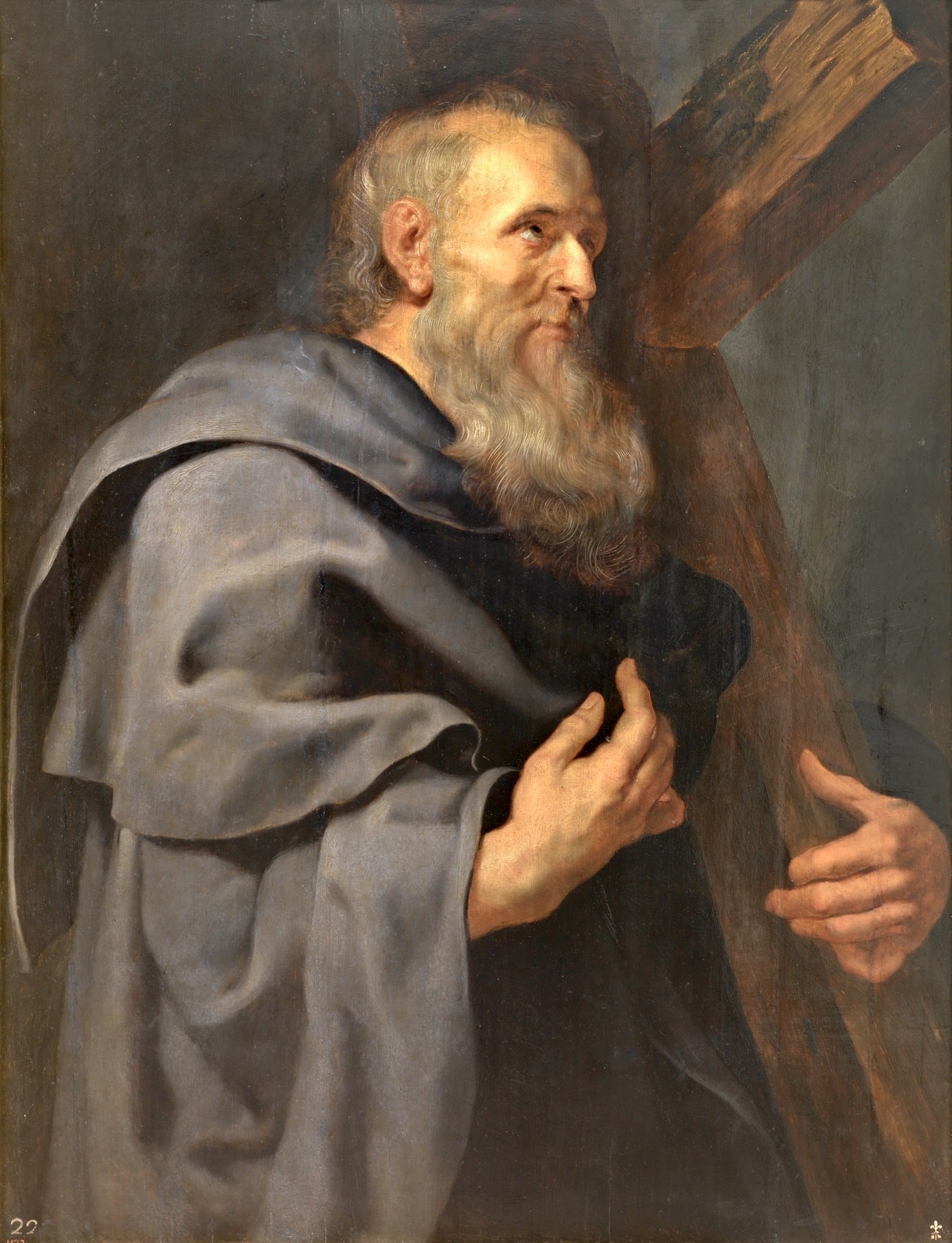
Felipe: 12
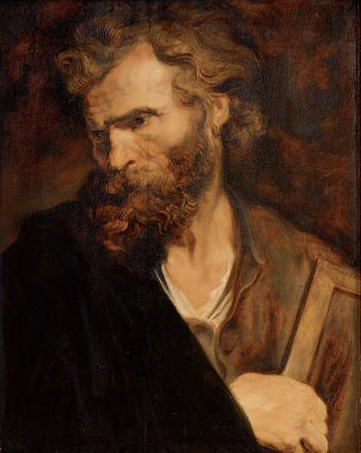
Judas –no el Iscariote– (probable Judas Tadeo): 1
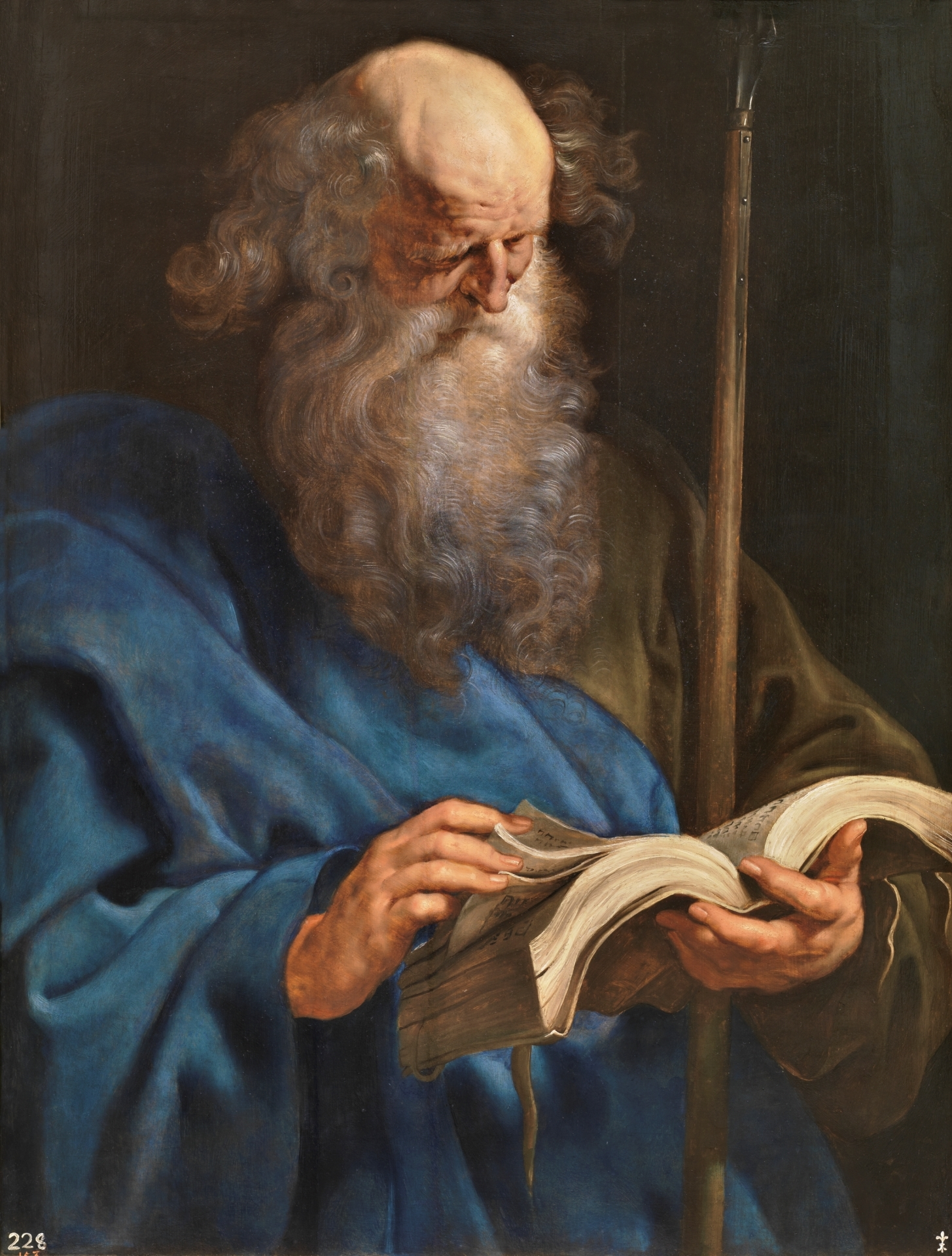
Tomás: 7
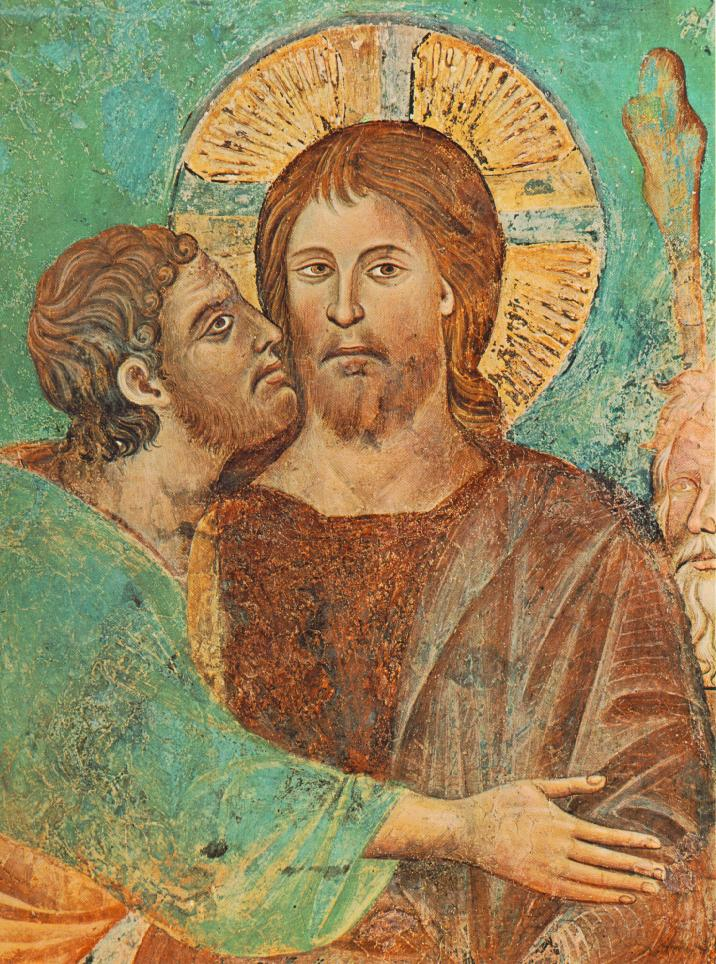
Judas Iscariote: 11

Número de veces que, según John Chapman, aparecen mencionados algunos de los apóstoles en el Evangelio de Juan. «La omisión de Juan en Juan» es el subtítulo con el que John Chapman argumenta la ausencia del apóstol Juan (al igual que la de su hermano Santiago) en el Evangelio de Juan. Este silencio sugestivo, comparable al silencio sobre la identidad del «Discípulo Amado» es, desde el trabajo científico de Chapman, uno de los argumentos más utilizados a favor de la identificación de Juan el Apóstol como «el discípulo a quien Jesús amaba».
Más aún, otros apóstoles del grupo de «los Doce» que no pertenecían a ese círculo de preferencia también son mencionados con frecuencia: Andrés, Felipe, Tomás y Judas Iscariote son mencionados más veces que en cualquier otro Evangelio. La dificultad permanece: ¿por qué el Evangelio de Juan no menciona a Juan el Apóstol y a Santiago, dos de los tres más reconocidos miembros de la primera comunidad cristiana según los restantes escritos neotestamentarios? El escriturista Luis H. Rivas, quien sostiene que Juan el Apóstol no es el «Discípulo Amado», señala: «no se ha encontrado una explicación satisfactoria para este silencio».p. 37

A partir de J. de Maldonado, se postula una explicación plausible: que la comunidad cristiana de Asia, durante la redacción final del Evangelio de Juan, pudo velar el nombre de Juan el Apóstol bajo el título de «Discípulo Amado», cuya persona y méritos habrían conocido personalmente. El silencio del Evangelio de Juan sobre la figura de Juan el Apóstol parece tan deliberado como el silencio sobre la identidad del «Discípulo Amado». Este punto es reconocido por Sanders (quien, recordemos, hipotetiza en contra de la identificación de Juan el Apóstol como el «Discípulo Amado») al decir que se trata de una «argumentación sustancial» a favor de Juan, hijo de Zebedeo.p. 43

### Otros personajes propuestos como «Discípulo Amado»
Se han esgrimido hipótesis muy variadas respecto de la identidad del «Discípulo Amado»: que sería Lázaro, Juan Marcos, o Matías el Apóstol, o Pablo de Tarso, o la mujer samaritana. También se ha propuesto que sería un sacerdote o alguien allegado al Templo, conocido del Sumo Sacerdote (Juan 18, 15), ya que la figura del «Discípulo Amado» solo aparece en la segunda mitad del Evangelio, durante la pasión, muerte y resurrección de Jesús en Jerusalén. Estas opciones, cuyo análisis detallado excede a este artículo, se discuten más ampliamente en otro («El discípulo a quien Jesús amaba»). Posiblemente las opciones que más resonancia tuvieron hayan sido la de Lázaro y de Juan Marcos, algunas de cuyas fortalezas y debilidades se comparan de forma esquemática con las de Juan el Apóstol en la Tabla 2, considerando referencias generales,pp. 111-125;
pp. 56-88;
 a las que se suman otras incluidas en la misma tabla.
| Puntos | Juan el Apóstol | Lázaro | Juan Marcos | Juan el Presbítero |
| --- | --- | --- | --- | --- |
| Presencia en la Última Cena | La opinión mayoritaria es que su presencia es cierta, sobre la base de los evangelistas sinópticos (Mateo 26:20; Marcos 14:17) | Muy incierta: no hay ninguna referencia directa en los evangelios que avale la presencia de Lázaro en la Última Cena. | Incierta: no hay ninguna referencia directa en los evangelios que avale su presencia. La casa familiar de Juan Marcos se ubicaba en Jerusalén (Hechos 12:12) pero eso no significa necesariamente que haya sido la localización de la Última Cena ni, menos aún, sustenta la especulación de la presencia de Juan Marcos, cuyo nombre no aparece en ningún evangelio canónico. | Al presente, no hay referencia alguna de la presencia de un «Juan» distinto del apóstol en la Última Cena. |
| Acceso a la casa de Caifás | Incierto, si se especula con la dificultad de que un pescador galileo fuera conocido del Sumo Sacerdote (las explicaciones y antecedentes brindados por Drum no satisfacen a quienes esgrimen otras teorías). | Posible, si se especula con su pertenencia a la clase sacerdotal. | Posible, parece haber tenido parientes en la clase sacerdotal. Bernabé era familiar directo suyo (Colosenses 4:10) y levita (Hechos 4:36). | Posible, si se tratara de alguien relacionado con la clase sacerdotal. |
| Relación con Pedro | La opinión mayoritaria es que existía una asociación estrecha cierta entre Juan y Pedro, según los Evangelios sinópticos y los Hechos de los Apóstoles, lo cual argumenta a favor de la hipótesis de Juan el Apóstol como «Discípulo Amado» | Al presente, no hay evidencia alguna de un vínculo entre Lázaro y Simón Pedro. | Cierta, pero bastante posterior a los hechos narrados en los evangelios. Aparece en Hechos 12:6-12, en ocasión de la liberación de la prisión de Pedro, situada antes de la Pascua de 44. También en 1Pedro 5:13. | Al presente, no hay evidencia alguna. |
| Relación con María, madre de Jesús | Quienes consideran que la madre de Juan sería Salomé, que Salomé sería «la hermana de la madre de Jesús» (Juan 19:25) y que, por lo tanto Juan sería sobrino de María, señalan esta relación como justificativo razonable del encargo de Jesús crucificado. Esta interpretación no es unánime. | Al presente, no hay evidencia alguna. | Al presente, no hay evidencia alguna. | Al presente, no hay evidencia alguna. |
| Vinculación del «Discípulo Amado» con la autoría del Evangelio de Juan                                                                                     | Si el «Discípulo Amado» se vincula estrechamente con la autoría del Evangelio, algunos críticos señalan que un hombre con la cultura de un pescador de Galilea no podría haberlo escrito. Sin embargo, Carson argumenta que, en los Hechos de los Apóstoles, el Gran Sanedrín se asombró sobre la valentía (¿y competencia?) de Pedro y Juan para predicar.p. 74; Por lo demás, este punto presenta variantes, por cuanto hoy se discuten también los alcances de la autoría por parte del «Discípulo Amado». | ¿Vinculado a la clase sacerdotal, con mayor cultura? | ¿Vinculado a la clase sacerdotal, con mayor cultura? | ¿Vinculado a la clase sacerdotal, con mayor cultura? |
| Silencio absoluto y simultáneo en el Evangelio de Juan respecto de Juan el Apóstol y del «Discípulo Amado» - Otros elementos internos del Cuarto Evangelio | La comunidad joánica podría haber velado la identidad del apóstol, que llamativamente no es mencionado ni una vez en todo el Evangelio de Juan, bajo el título de «Discípulo Amado». | No hay explicación para el silencio del Cuarto Evangelio. El análisis del Evangelio de Juan es indicativo de la consideración de Lázaro como persona amada por Jesús (Juan 11), pero no se explica la razón por la cual Lázaro sería a veces mencionado por su nombre, y otras veces con el epíteto de «Discípulo Amado». | No se presentó ninguna explicación sobre el tema, ni hay respaldo interno en el Evangelio de Juan. | No se presentó ninguna explicación sobre el tema, ni hay respaldo interno en el Evangelio de Juan. |
| Referencias en escritos de los Padres de la Iglesia y en materiales apócrifos de los siglos II-III                                                         | Ireneo de Lyon y Orígenes, entre otros, dan sustento a esta postura. El libro apócrifo Hechos de Juan también se refiere al apóstol Juan como aquel que reclinó la cabeza sobre el pecho de Jesús. | Ausencia de referencias de Lázaro en calidad de «Discípulo Amado» por parte de los Padres de la Iglesia o en apócrifos tempranos. | Ausencia de referencias de Juan Marcos en calidad de «Discípulo Amado» por parte de los Padres de la Iglesia o en apócrifos tempranos | En los Padres, ausencia de identificación de Juan el Presbítero con el «Discípulo Amado». Trebilco argumenta lo contrario, pues Eusebio de Cesarea señala el testimonio de Papías de Hierápolis a favor de la existencia de un Juan al cual los autores contemporáneos identifican como «Juan el Presbítero».p. 253, Pero ni Papías ni Eusebio vinculan a «Juan el Presbítero» con la figura del «Discípulo Amado» o con la autoría del Evangelio de Juan. |

### Corolario
En resumen, existen objeciones para considerar a Juan el Apóstol como «Discípulo Amado», particularmente si no se consideran los elementos en conjunto, sino aisladamente del resto. Entre éstas figura la dificultad de acceso a la casa de Anás por parte de un pescador de Galilea (aunque en ese pasaje no se explicita que se trate del «Discípulo Amado»). La necesidad de recurrir a los Evangelios sinópticos para conocer quienes eran los discípulos preferidos por Jesús de Nazaret es también un impedimento en el reconocimiento de Juan el Apóstol como «Discípulo Amado» para quienes apuntan a una interpretación del Evangelio de Juan por sí solo, sin dependencia alguna de los sinópticos. Cabe, sin embargo, objetar que, en el caso de querer explicar el Evangelio de Juan sin conocimiento alguno de los Evangelios sinópticos, muchas otras de sus expresiones internas quedarían también sin explicación o sustento (por ejemplo, el conocimiento de qué era el grupo de «los Doce»).
Por otra parte, la presentación de personajes (Lázaro, Juan Marcos, Juan el Presbítero, la mujer samaritana, Pablo, etc.) distintos de Juan el Apóstol en calidad de presunto «Discípulo Amado», requiere de llamativos supuestos que parecen satisfacer poco; por ejemplo:
- suponer que en la Última Cena había discípulos que no pertenecían al grupo de «los Doce», de lo cual no hay evidencias positivas, no solo en los Evangelios sinópticos, sino en el propio Evangelio de Juan (donde no parece mencionarse explícitamente en la Última Cena a nadie que no sea del grupo apostólico);
- suponer que un discípulo tan importante como para recibir el epíteto de «discípulo a quien Jesús amaba» ni siquiera aparece mencionado en los restantes evangelios (tal el caso de Juan Marcos, Juan el Presbítero, Lázaro, la mujer samaritana o Pablo de Tarso, etc.).
- suponer la ausencia de toda referencia vinculada con el discípulo a quien Jesús amaba de los restantes candidatos por parte de los Padres de la Iglesia o de autores apócrifos de los siglos II y III, siendo esperable que la persona que representara a una figura de tamaña envergadura como el «Discípulo Amado» tuviera una cierta repercusión en los documentos redactados en los dos siglos posteriores a la composición del Evangelio de Juan.
- suponer que la ausencia absoluta en el Evangelio de Juan del nombre de dos de los tres apóstoles preferidos de Jesús (Juan y su hermano Santiago) es fruto de la casualidad, del olvido o del desinterés.

El proceso de identificación racional del «Discípulo Amado» dista mucho de haber llegado a su fin y es difícil que, con los elementos con que se cuenta hoy, se alcance una identificación plena que satisfaga a todos. Sin embargo este proceso no resultó vano pues permitió enriquecer con numerosos elementos de interpretación, tanto el conocimiento de los académicos en general como la espiritualidad de aquellos interesados por descubrir posibles enseñanzas del Evangelio de Juan (como ejemplo de esto último, se encuentra la interpretación simbólica del «Discípulo Amado» como «el discípulo ideal», que se tratará a continuación).
A partir de Ireneo de Lyon, los cristianos comenzaron a llamar a Juan el Apóstol con el epíteto de  «Episthetios»  (de epì tò stêthos), que significa «sobre el pecho» (de Jesús). De allí que las Iglesias en general continúan interpretando al «Discípulo Amado» como Juan el Apóstol. Así lo celebra la Iglesia Católica en la liturgia del 27 de diciembre, festividad de «San Juan, Apóstol y Evangelista». Aun teniendo como opción la elección de alguna perícopa de los Evangelios sinópticos que presente de forma explícita al hijo de Zebedeo, la Iglesia Católica adopta para la liturgia el pasaje correspondiente a Juan 20:2-8, en el cual no se menciona al hijo de Zebedeo, sino al discípulo a quien Jesús amaba.

## La imagen del discípulo ideal

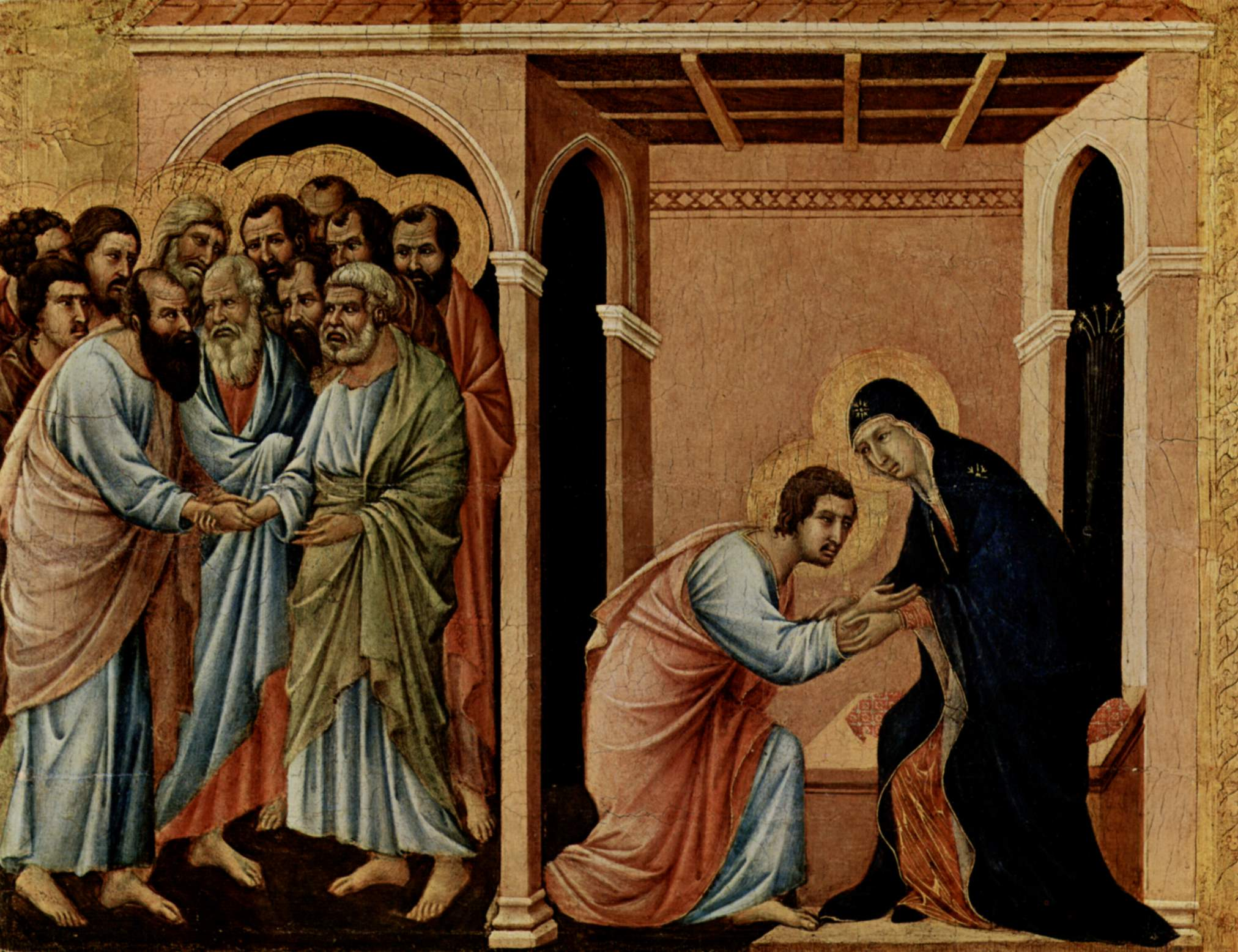
«Despedida de Juan a María» es una escena de retablo realizada por Duccio di Buoninsegna en Siena entre 1308 y 1311, utilizando la técnica de témpera sobre madera. La escena es dominada por María, madre de Jesús, comunicando la proximidad de su muerte a Juan el Apóstol. A la izquierda del cuadro, se cuentan doce apóstoles que incluyen a San Pablo. La identificación del «Discípulo Amado» como «modelo de discípulo» sugiere que el «discípulo ideal» trataría a María como a su propia madre.

Suponiendo que Juan el Apóstol fuera el «Discípulo Amado», aquel «que ha escrito estas cosas» (Juan 21:24), seguramente era reconocido por la comunidad en la que se desarrolló el Evangelio. Bajo tal supuesto se ha conjeturado que Juan pudo no mencionar su nombre por una cuestión de honestidad intelectual, por creer que el principal inspirador de esos escritos era el Espíritu de Dios, «el más profundo autor del Evangelio de Juan». Y también es posible que quisiera dejar, a través de la figura del «Discípulo Amado», una imagen del discípulo ideal.
Alv Kragerud postula que el «Discípulo Amado» sería una figura simbólica. Para esa interpretación, este autor se basa particularmente en la relación entre el «Discípulo Amado» y Pedro. Sin embargo, una dificultad para considerar la figura del «Discípulo Amado» solamente como un símbolo es que los restantes personajes asociados al «Discípulo Amado» (Simón Pedro, la madre de Jesús, y el mismo Jesús) son considerados por el autor del Evangelio como personajes históricos. Una yuxtaposición de personajes históricos y simbólicos no tendría mucho sentido. T. Lorenzen señala que se debe considerar, además de la figura histórica del «Discípulo Amado», su significado simbólico. Según R. Bauckham, la imagen del «Discípulo Amado» en el cuarto Evangelio presenta al autor ideal. Su especial intimidad con Jesús, su presencia en los eventos clave en la historia y su percepción de su significado lo califica para ser el testigo ideal de Jesús y por lo tanto el autor ideal de un Evangelio. Por su parte, Raymond E. Brown sostiene que resulta patente que el «Discípulo Amado» tiene una dimensión figurada, que presenta rasgos de ejemplaridad y que, en muchas formas, es el modelo de cristiano. Sin embargo -agrega Brown- la dimensión simbólica no significa que el «Discípulo Amado» sea nada más que un mero símbolo.pp. 120-121

Siguiendo esa línea de pensamiento y considerando la «dimensión figurada» antes mencionada, el discípulo ideal amado por el Señor sería aquel que:
- tiene familiaridad con Jesucristo y recibe sus confidencias: se sienta junto a Jesús, y recibe la respuesta de Jesús (Juan 13:23-26);
- permanece junto a la cruz del crucificado y recibe a María como a su propia madre (Juan 19:25-27);
- tiene familiaridad con Pedro, permanece junto a él y lo respeta (Juan 20:1-8);
- sabe reconocer al resucitado presente (Juan 21:1-7), y
- permanece fiel, es decir, persevera hasta que Jesús vuelva (Juan 21:20-23).

## Juan el Apóstol en la literatura apócrifa
Varios «libros apócrifos», que no fueron reconocidos como material inspirado por Dios por parte de las diferentes confesiones cristianas, presentan a Juan el Apóstol en distintos pasajes, como protagonista de relatos prodigiosos, inclusive risueños, escritos buscando quizá despertar la admiración o la simpatía de los lectores. Sin embargo, algunos pasajes presentes en esos libros permearon las artes e incluso las celebraciones litúrgicas. No dejan de tener importancia, no solo como fuente de información, sino también como fundamento de un buen número de tradiciones, presentes todavía en nuestra cultura (en el arte, en la literatura y en el folclore).

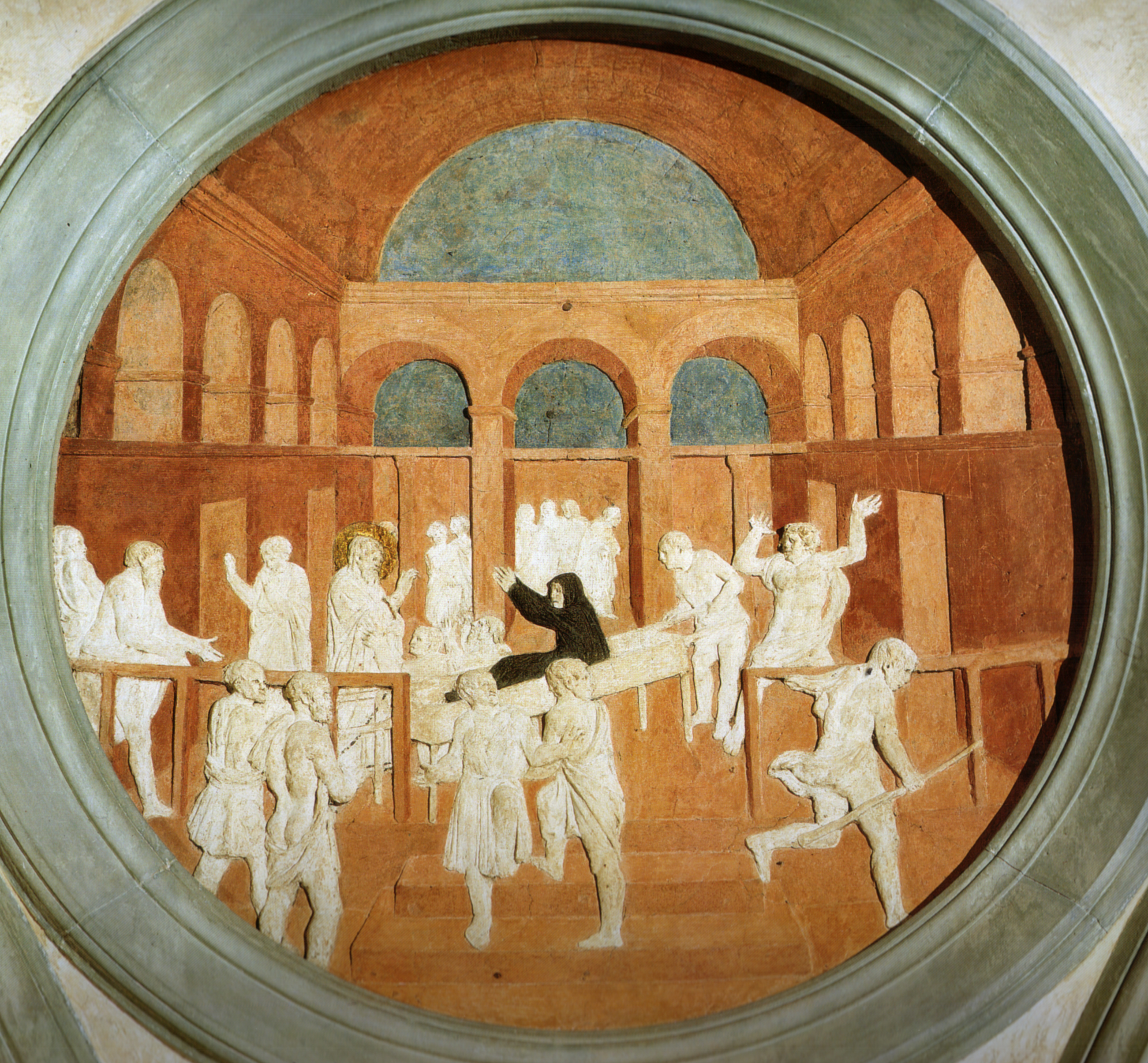
«Resurrección de Drusiana»
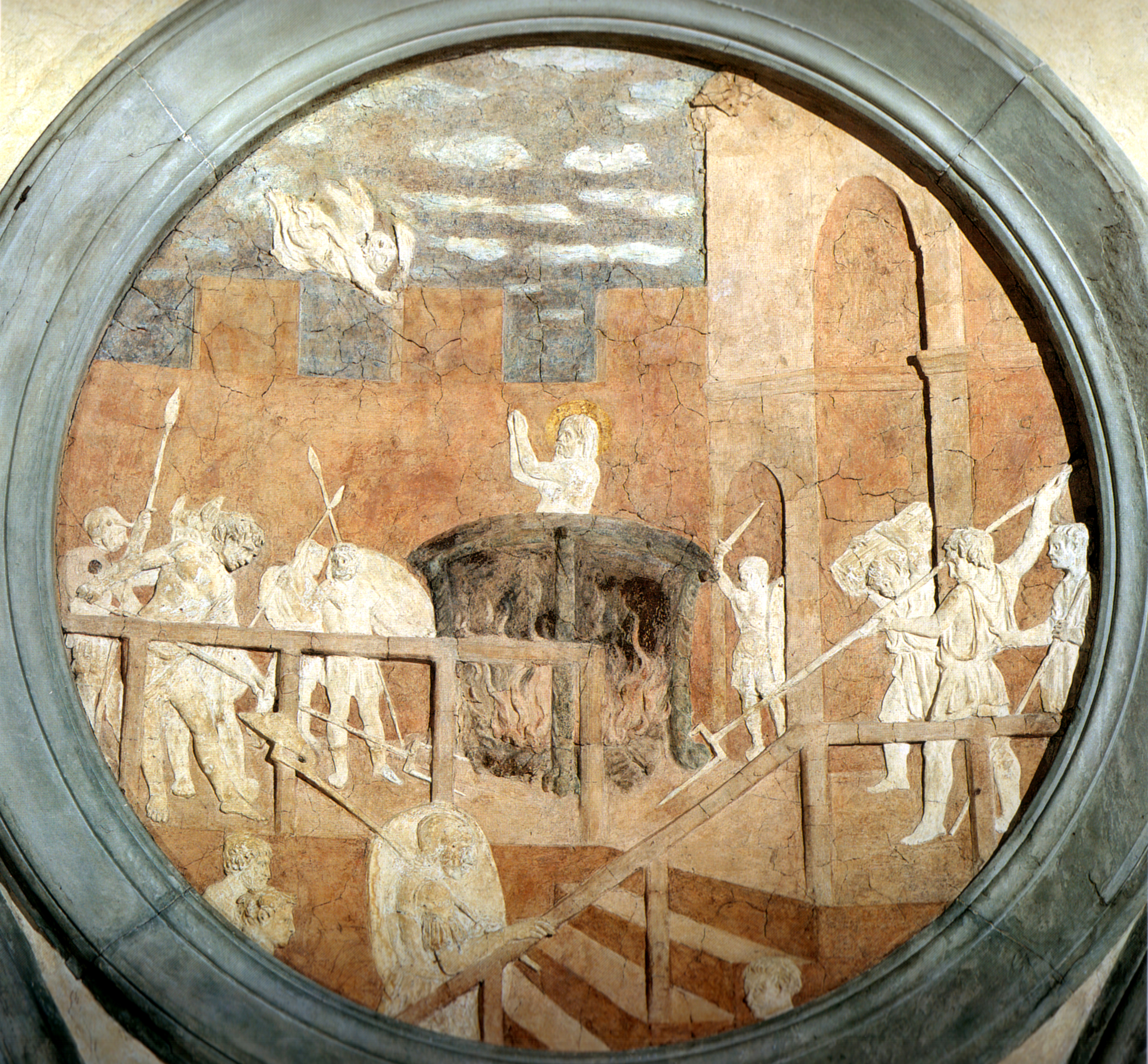
«Martirio de San Juan»
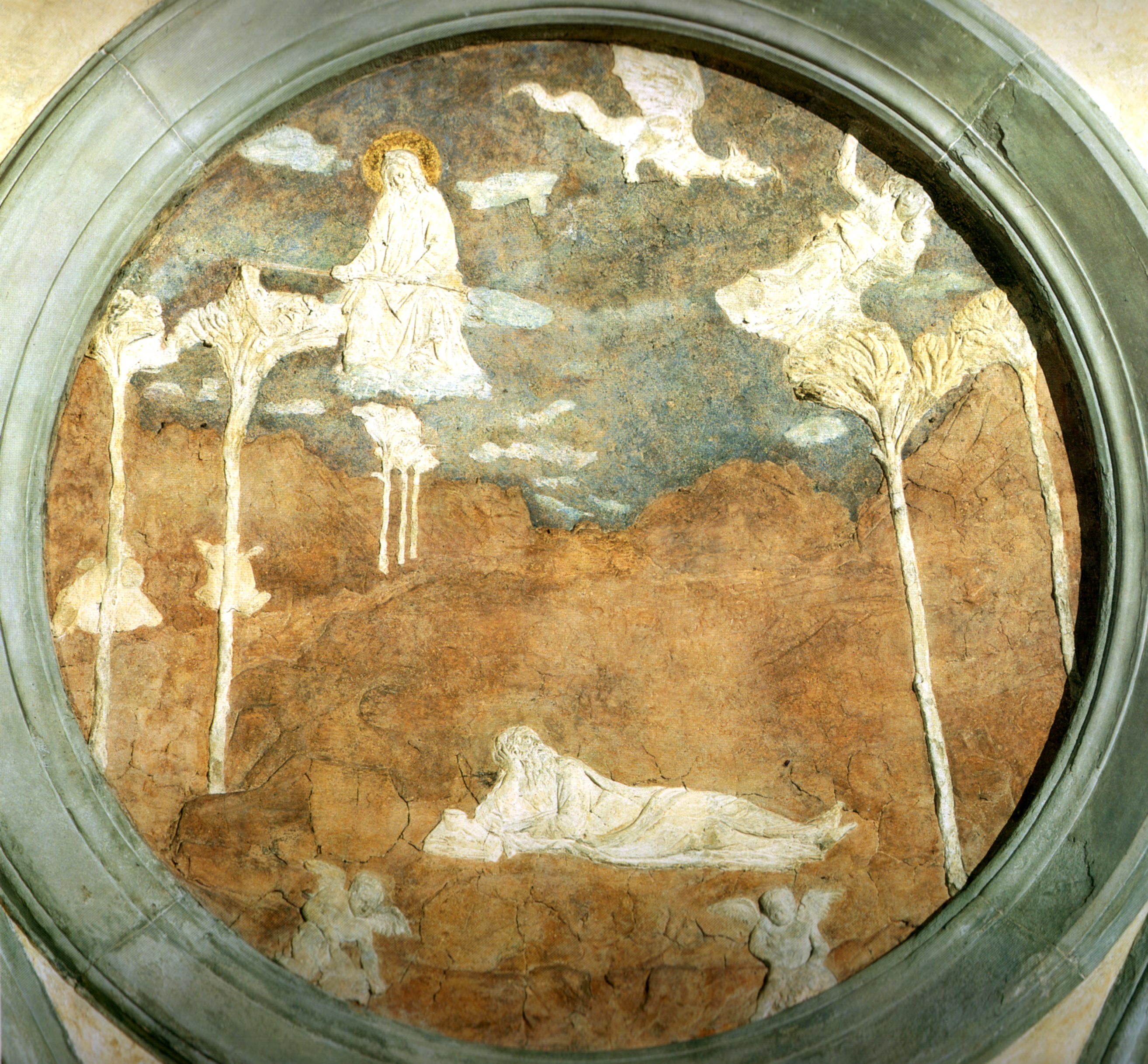
«San Juan en Patmos»
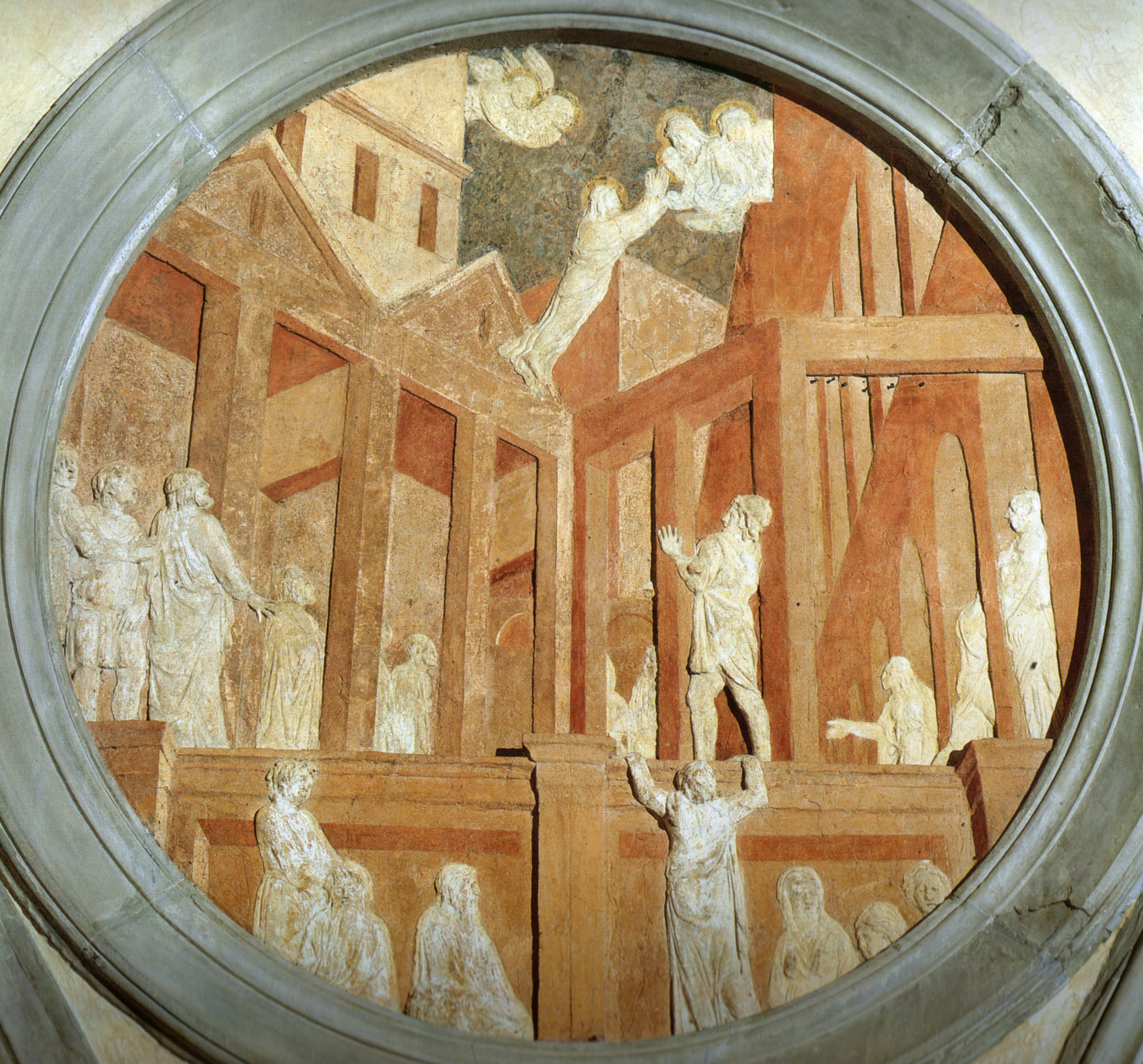
«Ascensión de San Juan»
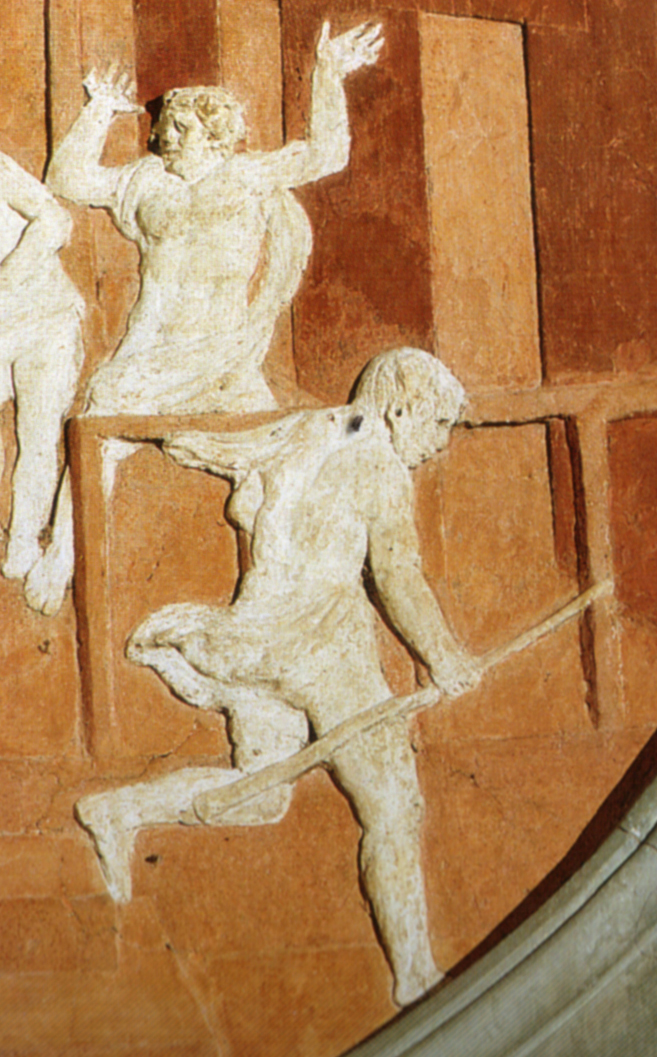
Detalle
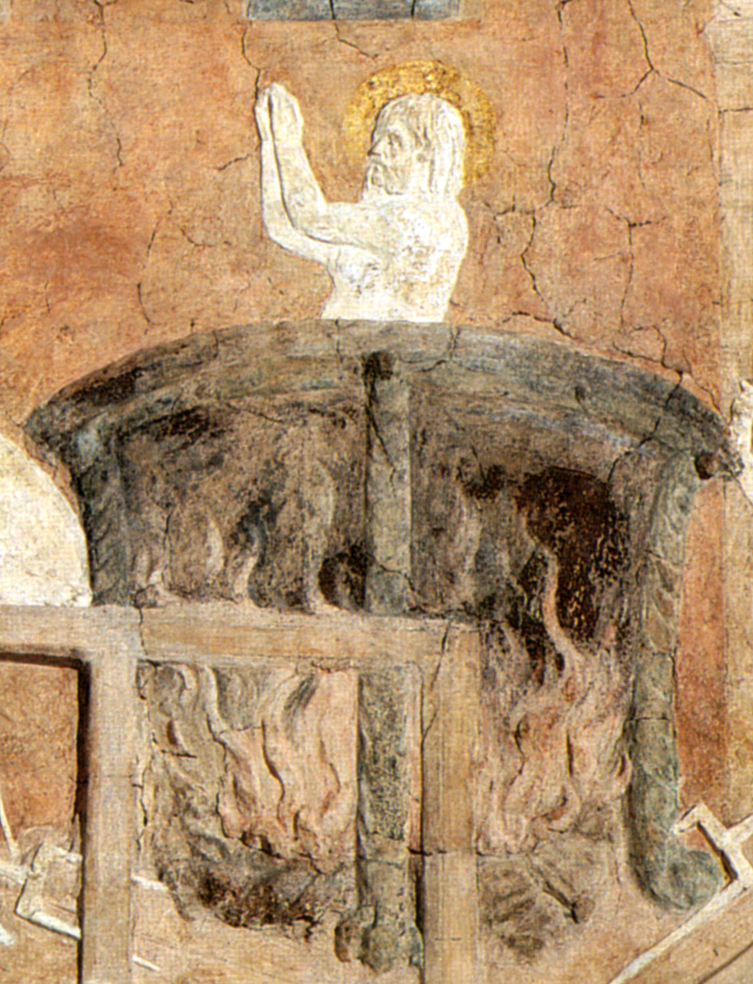
Detalle
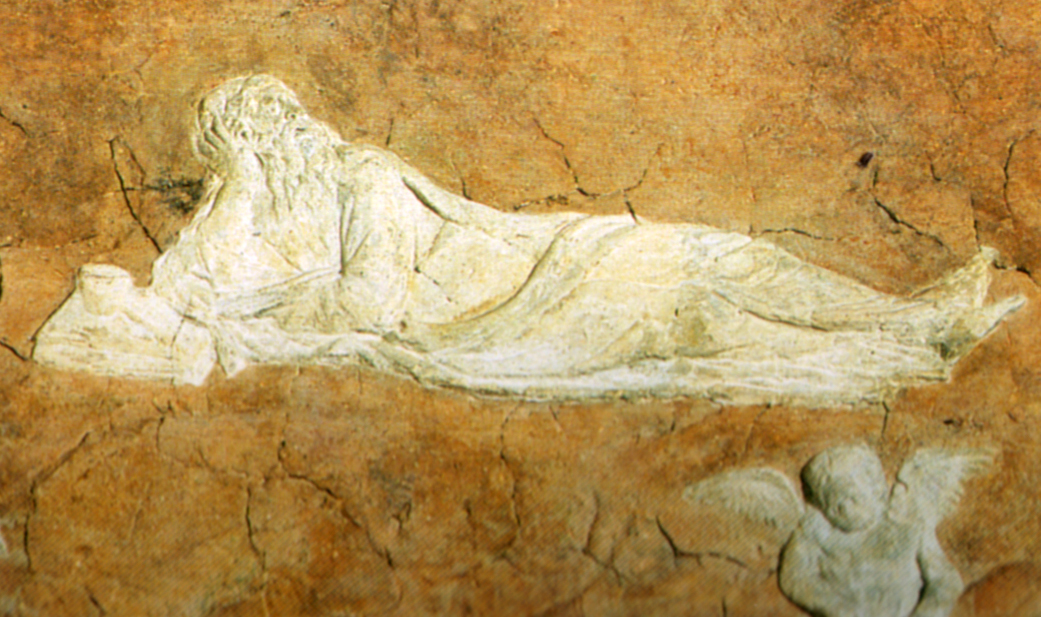
Detalle
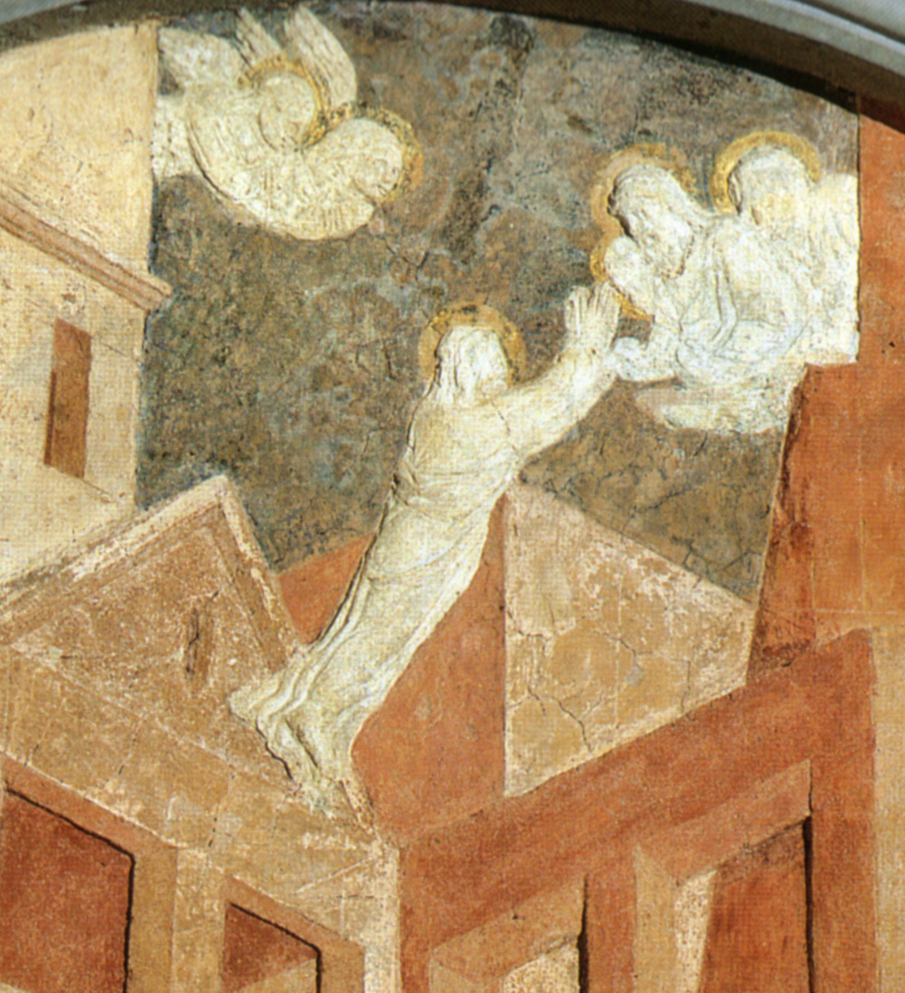
Detalle

La Storie di San Giovanni Evangelista es un conjunto de episodios atribuidos a Juan el Apóstol en escritos apócrifos y/o patrísticos. Donatello desarrolló artísticamente la Storia entre 1434 y 1443 en la Sagrestia Vecchia (Antigua Sacristía), uno de los monumentos más importantes de la arquitectura de principios del Renacimiento italiano, al que se accede desde el interior de la Basílica de San Lorenzo de Florencia. Realizados con la técnica suave y elegante del estuco policromado en tonos blanco, rojo y azul, los episodios se ubican en sendos tondos monumentales de 2,15 m de diámetro situados en las pechinas de la cúpula.
El tratamiento detallado de todos los materiales extracanónicos referidos a Juan el Apóstol excede los alcances del artículo, pero fueron recopilados y revisados. Entre ellos se destacan los Acta Iohannis o Hechos de Juan,p. 187-205
 como así también los «Hechos de Juan en Roma»;p. 205-206
 este último es un nombre dado por Junod y Kaestli a un conjunto de manuscritos que se originaron de forma independiente y que no formaron parte de los Hechos de Juan más antiguos. De los «Hechos de Juan» cabe citar los pasajes referidos a Juan en Éfeso y sus discursos en esa ciudad, la historia y resurrección de Licomedes y Cleopatra, el templo de Artemisa en Éfeso, la resurrección del sacerdote del templo de Artemisa, los pasajes del parricida y de los gemelos poseídos por demonios, el episodio de las chinches, el ciclo de Drusiana, su muerte y resurrección, la conversión de Calímaco, para finalizar con la metástasis o muerte gloriosa de Juan, la última eucaristía y el pasaje referido a su tumba y a la última oración. Otros pasajes apócrifos sobre Juan el Apóstol se hallan en los «manuscritos de Nag Hammadi»: el más conocido es el Evangelio apócrifo de Juan, de temática gnóstica setiana.
En los Hechos de Juan, material datado aproximadamente de la segunda mitad del siglo II o del siglo III, no se presenta a Juan el Apóstol como un fundador de Iglesias, ni siquiera como guía de comunidades ya conformadas, sino como un comunicador itinerante de la fe, en el encuentro con «almas capaces de esperar y de ser salvadas» (Hechos de Juan 18:10.23:8).

## Celebraciones litúrgicas de Juan el Apóstol

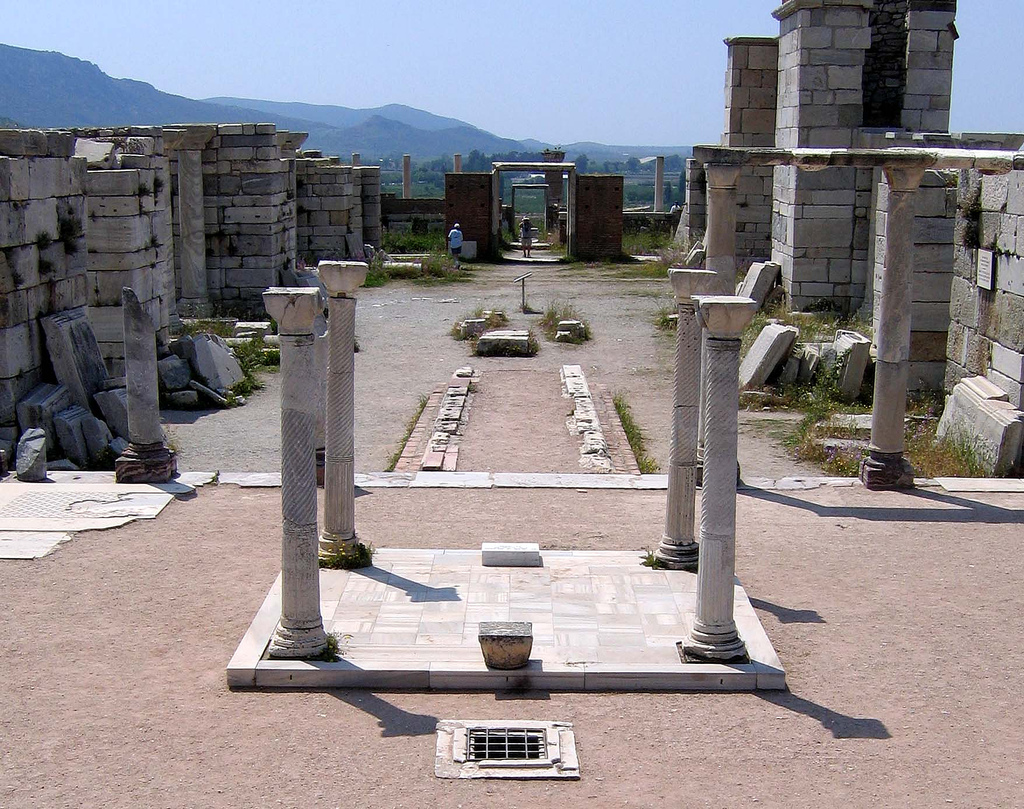
Tumba donde descansarían los restos de Juan el Apóstol, en Selçuk, cerca de Éfeso (Turquía). El apócrifo Hechos de Juan describe el entierro de Juan el Apóstol. La referencia más temprana al lugar del entierro proviene de Polícrates, obispo de Éfeso, alrededor de 190 (citado por Eusebio). En el, Dionisio de Alejandría informa que habría dos tumbas en Éfeso, «diciéndose de cada una de ellas que es la de Juan». Eusebio usa esta referencia para abonar la «teoría de los dos Juanes».

A la hora de reconocer a los hombres insignes del cristianismo del siglo I, las Iglesias cristianas no manifestaron duda alguna respecto de Juan el Apóstol, aun cuando no hubiera muerto martirizado. El culto del apóstol Juan se consolidó a partir de su ministerio en Éfeso. Según la tradición cristiana, su tumba se localiza en Ajasoluk, hoy Selçuk, una colina al nordeste de Éfeso. En ese lugar se erigió primero una capilla, que luego fue considerada insuficiente. Justiniano edificó allí una basílica tan grande y magnífica que rivalizó con la de Constantinopla dedicada a los apóstoles. Si bien el culto a Juan en Occidente tuvo inicialmente un tono menor respecto del de otros apóstoles como Pedro y Pablo, la influencia bizantina daría a Juan el Apóstol un lugar de preeminencia a fines de la Edad Antigua y principios de la Edad Media.
Ese reconocimiento se pone de manifiesto hoy según las características propias de cada rito. La Iglesia católica lo celebra en su festividad del 27 de diciembre, bajo el título de «San Juan, Apóstol y Evangelista», mientras que la Comunión Anglicana lo llama «Juan, Apóstol y Evangelista» en su calendario litúrgico. De igual forma y en el mismo día es recordado por la Iglesia Luterana. Más allá de que, a partir de la Reforma, el contenido del calendario litúrgico y de la liturgia misma fuera considerado responsabilidad de la región en que se encontraba cada Iglesia protestante, la festividad referida a Juan se mantuvo con llamativa consistencia acompañando el tiempo de la Natividad. Recientemente, el teólogo litúrgico Philip Pfatteicher desarrolló su objetivo de proporcionar un calendario común para luteranos, metodistas, presbiterianos y episcopales, con paralelismos con el calendario romano general católico, de forma de reflejar la comprensión actual de los santos y de sus celebraciones. En su obra presenta la celebración de «San Juan, Apóstol, Evangelista» el día 27 de diciembre, lo cual sugiere la solidez de esta festividad en los diferentes ritos cristianos.
En los orígenes de la festividad, se celebraba conjuntamente a Juan y a su hermano Santiago el Mayor el día 27 de diciembre: ambos nombres aparecen juntos en el Calendario Cartaginés, en el Martyrologium hieronymianum (Martirologio jeronimiano, siglo VI) y en los libros litúrgicos galicanos. Pero en Roma, ya desde fechas tempranas, la fiesta fue reservada a San Juan únicamente. Más aún, en el Calendario Tridentino se conmemoraba a Juan hasta el día 3 de enero inclusive, es decir, la octava de la festividad del 27 de diciembre. Esta octava fue suprimida, junto con otras, por el Papa Pío XII en 1955: solamente las octavas de Pascua, Navidad y Pentecostés se continuaron celebrando.

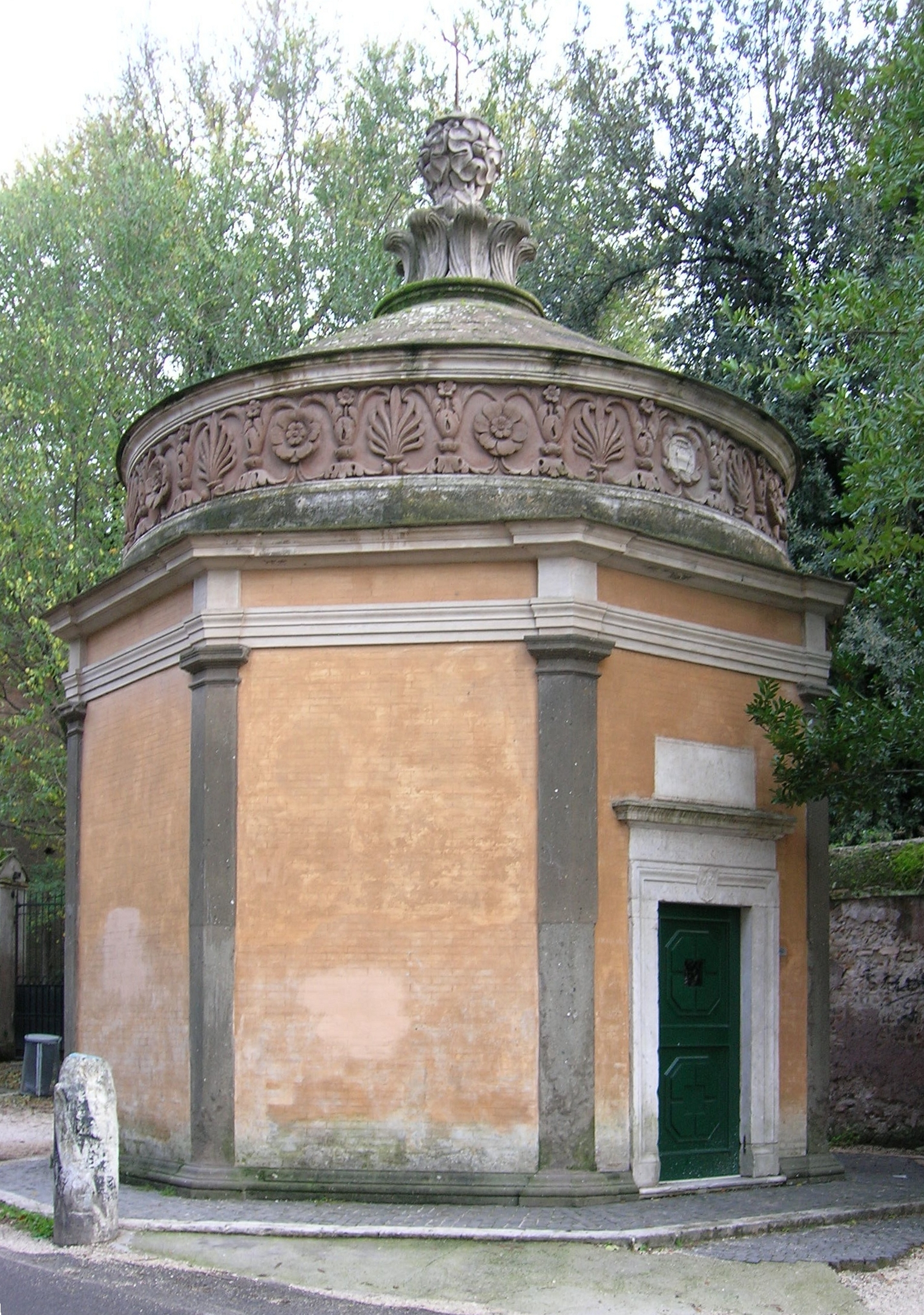
San Giovanni in Oleo, próximo a la Porta Latina (Roma), levantado en el en conmemoración del martirio de Juan

Además de la octava del 27 de diciembre, el Calendario Tridentino celebraba también la festividad de San Giovanni a Porta Latina (San Juan ante la Puerta Latina) el 6 de mayo. Esta celebración se asociaba con la referencia de Tertuliano, según la cual San Juan fue llevado a Roma durante el reinado del emperador Domiciano, y arrojado en una caldera de aceite hirviendo, de la que fue preservado milagrosamente, saliendo ileso.
En conmemoración, se levantó un oratorio o templete en el lugar, que lleva el nombre de San Giovanni in Oleo y cuya última refacción es de Gian Lorenzo Bernini. A pocos metros, se alzó la Basilica di San Giovanni a Porta Latina, cuya primera fase de construcción paleocristiana se documentó arqueológicamente entre los siglos V y VI d. C. Fue consagrada por el Papa Adriano I en 780.
Como se observa en la Tabla 3, confeccionada con datos obtenidos de las fuentes primarias indicadas, las celebraciones a San Juan se registraron en la liturgia de Occidente en general (Occidentales Liturgiae) y en diferentes calendarios y martirologios antiguos en particular. Las mayores diferencias radican en la inclusión o no de la antigua festividad de Juan ante la Puerta Latina.
| Calendario o Martirologio                                      | 6 de mayo                                                                                                | 27 de diciembre                                          |
| -------------------------------------------------------------- | --- | -------------------------------------------------------- |
| Martyrologium syriacum                                         | – | S. apostolorum Jacobi et Johannis.                       |
| Calendarium anglicanum                                         | Sancti Johannis apostoli ante portam Latinam.                                                            | Sancti Johannis Evangelistæ.                             |
| Kalendarium gothicum (Liturgia mozarabica)                     | – | Joánnis Apóstoli et Evangelistæ.                         |
| Bedae martirologium                                            | S. Johannis Evangelistae ante portam latinam.                                                            | S. Johannis Apostoli, et Evangelistæ.                    |
| Kalendarium antiquissimum                                      | – | Nat. Joannis Evangelistæ.                                |
| Kalendarium floriacense                                        | – | Natale S. Johannis Evangelistæ.                          |
| Kalendarium mantuanum                                          | Johannis in Dolio missi.                                                                                 | Johannis Evangelistæ.                                    |
| Kalendarium vallumbrosanum                                     | S. Johannis ante portam latinam.                                                                         | S. Johannis Apostoli et Evangelistæ.                     |
| Kalendarium verdinense                                         | – | S. Johannis Apostoli et Evangelistæ.                     |
| Kalendarium stabulense                                         | – | In Epheso Assumptio S. Joannis Apostoli et Evangelistae. |
| Lucensis kalendarii fragmentum                                 | – | S. Johannis Evangelistæ.                                 |
| Martyrologium insignis ecclesiæ antissiodorensis               | Romæ S. Johannis apostoli et evangelistæ, quando ante portam Latinam in ferventis olei dolio missus est. | Sancti Joannis, Apostoli et Evangelistæ.                 |
| Fragmentum alterius multo antiquioris vallumbrosani kalendarii | S. Johannis ante portam latinam.                                                                         | S. Johannis Evangeliste.                                 |
| Vetus martyrologium romanum                                    | Sancti Joannis, Apostoli et Evangelistæ, ante Portam Latinam.                                            | Sancti Joannis, Apostoli et Evangelistæ.                 |

La festividad católica de San Juan ante la Puerta Latina fue eliminada, junto con otras del Calendario romano general por el papa Juan XXIII en su Rubricarum instructum del 25 de julio de 1960, con el fin de evitar la duplicación de festividades de un mismo santo. Por esa razón, se registra en el Misal romano del 17 de enero de 1957, pero no en el Misal romano de Juan XXIII, del 23 de junio de 1962.

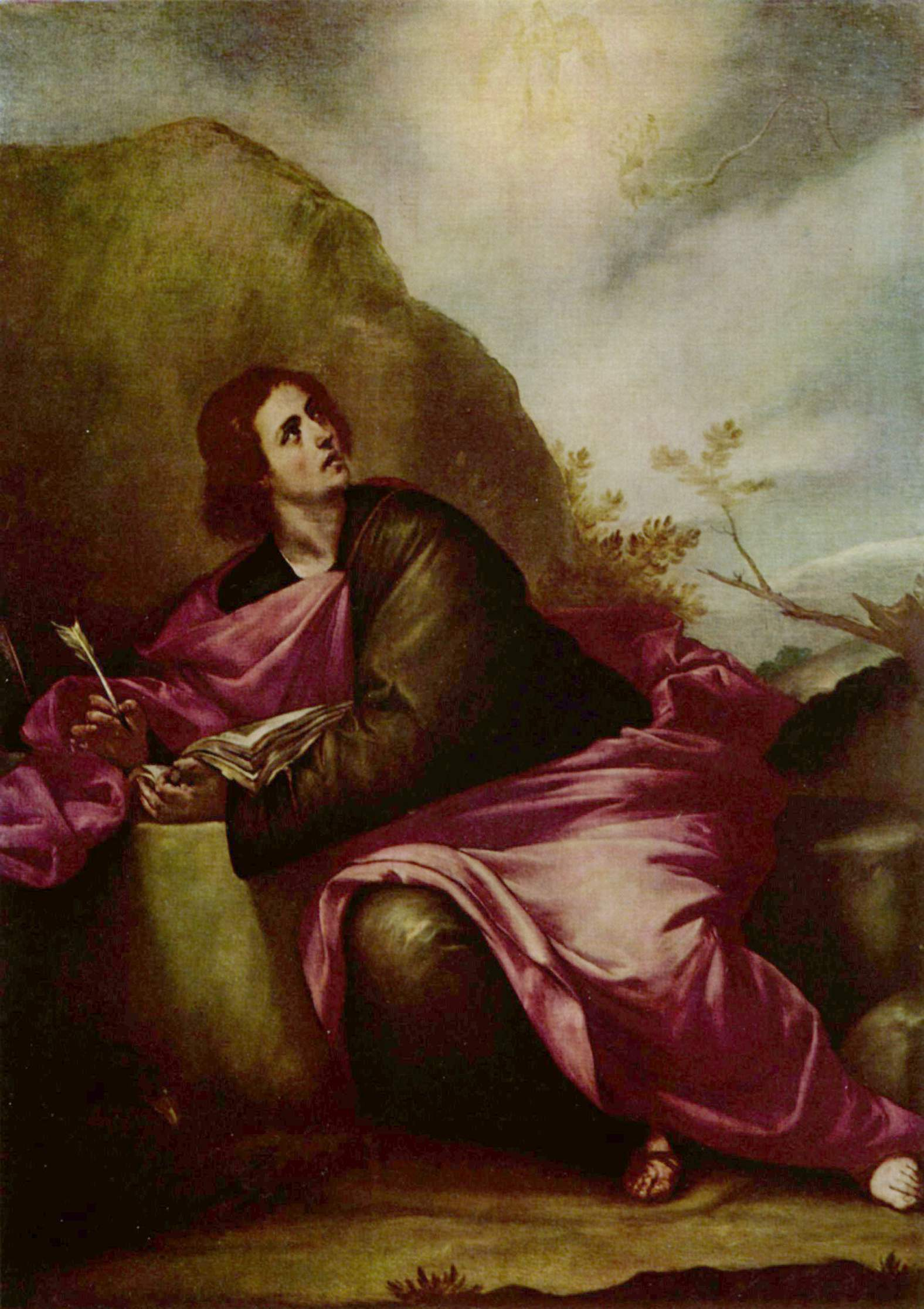
«San Juan el Evangelista en Patmos» (entre 1640 y 1650), óleo sobre lienzo realizado por el pintor, escultor y arquitecto español Alonso Cano. Se localiza actualmente en Budapest.

El 26 de septiembre se celebra en la liturgia ortodoxa oriental el «Reposo del Santo Apóstol y Evangelista Juan el Teólogo» (pues se lo considera autor del Evangelio de Juan, de las I, II y III Epístolas de Juan, y del Libro del Apocalipsis). La «partida» de Juan el Apóstol se menciona en el Menologio de Constantinopla y en el Calendario de Nápoles en esa fecha.
En el rito armenio se celebra a los «Santos Apóstoles Santiago y Juan, "Hijos del Trueno"», usualmente el 29 de diciembre.
En el rito ortodoxo siríaco se celebra al «Apóstol Juan, el Evangelista» el 8 de mayo.
Por su parte, el Synaxarium de la Iglesia Ortodoxa Copta conmemora la «partida de San Juan el Evangelista y Teólogo» en el cuarto día del mes tobi (quinto mes del calendario copto). Considera como año de su partida el 100 d. C., y afirma que él predicó en Éfeso, ciudad habitada por gente de dura cerviz, acompañado por su discípulo, el diácono Prócoro. El Synaxarium copto establece que San Juan el Evangelista vivió más de 90 años, y que solía ser llevado a las reuniones de los creyentes, según lo comentado por San Jerónimo más arriba. Le atribuyen el Evangelio que lleva su nombre, así como el Libro del Apocalipsis, y las tres epístolas joánicas. La Iglesia copta señala que Juan murió en Éfeso a una edad avanzada.

## Algunas características que le atribuye el cristianismo
Algunas de las características que el cristianismo asocia a Juan el Apóstol son consecuencia de atribuirsele los llamados «escritos joánicos» (Evangelio de Juan, Apocalipsis y I, II y III Epístola de Juan) e identificársele como «el discípulo a quien Jesús amaba», atribuciones e identificación cuyos alcances ya se discutió en secciones anteriores.
Entre esas características que el cristianismo le atribuye se destacan dos:
1) su visión y su misticismo.
2) su lenguaje, por el cual se lo llama el «Apóstol del Amor»

### Su visión y su misticismo
«El que lo vio lo atestigua y su testimonio es verdadero, y él sabe que dice la verdad, para que también vosotros creáis» (Juan 19:35). Quienes sostienen que el discípulo al que Jesús amaba era el propio Juan (ver referencias anteriores), consideran asimismo que el testigo ocular del que habla el Evangelio de Juan sería el mismo Apóstol: él «vio y creyó» (Juan 20:8).
El águila «es el símbolo del apóstol Juan». ¿Por qué? El águila es el pájaro solar, imagen del fuego, de la altitud, de la profundidad y de la luz. Es el ave que posee una vista penetrante, comparable al «ojo que todo lo ve», capaz de elevarse por encima de las nubes y de mirar fijamente el sol. Simboliza todo estado trascendente, la potencia más elevada, la contemplación, el genio y el heroísmo. Es el símbolo de la ascensión espiritual, que la mantiene elevada en las alturas.

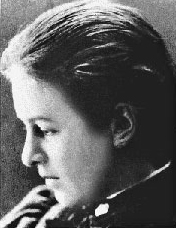
Evelyn Underhill (1875 –1941). En la primera mitad del y en pleno auge de la filosofía analítica y del existencialismo, sus trabajos sobre misticismo cristiano fueron los más leídos en los países de habla inglesa. Según Underhill, Juan era en esencia un místico de una experiencia interior profunda.

Hay quienes consideran que las palabras de Juan son para la meditación, porque nacieron de la meditación y contemplación. De allí que se pueda considerar al Evangelio de Juan como una de las cumbres de la mística experimental cristiana. Evelyn Underhill, la escritora y pacifista inglesa venerada por la Iglesia de Inglaterra y conocida por sus numerosos trabajos sobre misticismo cristiano y psicología, definió al Evangelio de Juan como «el más difícil y fascinante de los libros», y escribió de él:

«A partir [...] de un examen imparcial del libro en sí, un dato parece emerger: que su poder, que su originalidad audaz, y sus características únicas solo pueden explicarse como el fruto de una experiencia interior profunda, una experiencia tan intensa que se parece al yo, que posee una verdad mucho más profunda que cualquier evento meramente externo. No es un tratado, no es una biografía, no es un documento polémico. Aunque la mente de su autor estaba impregnada en la teología de San Pablo y perfectamente familiarizada con la filosofía judeo-helenística popular en su tiempo, su autor era principalmente un vidente místico.»
Evelyn Underhill

En línea con lo anterior, Orígenes escribió en el siglo III: «Nadie podrá comprender el sentido (del Evangelio de Juan) si no ha reposado sobre el pecho del Señor y no ha recibido de Jesús a María, convertida así en madre suya».

### Su lenguaje
En comunidades dinámicas de contacto de grupos y lenguas, los individuos definen su posición social no solo mediante la selección de una variedad lingüística concreta, sino que demuestran su relación con diferentes grupos a través de la mezcla de elementos pertenecientes a diferentes variedades o «lenguas». Por lo tanto, el lenguaje es un descriptor de la personalidad y de la relación con el grupo en que se vive. Y comparando la cantidad de veces que aparecen algunos términos en el Evangelio de Juan, en los Evangelios sinópticos y en los Hechos de los Apóstoles (Tabla 4), se ve con claridad la importancia que Juan otorga a considerar a Dios como «Padre», y a vivir la «vida» verdadera, es decir, «permanecer» en el «amor», la «luz» y la «verdad». Quien así vive, «conoce» a Dios, «cree» en él, y «da testimonio» de él.
| Término               | Evangelio de Mateo | Evangelio de Marcos | Evangelio de Lucas | Hechos de los Apóstoles | Evangelio de Juan |
| --------------------- | ------------------ | ------------------- | ------------------ | ----------------------- | ----------------- |
| Padre (patēr)         | 64                 | 18                  | 56                 | 35                      | 137               |
| Permanecer (menō)     | 3                  | 2                   | 7                  | 13                      | 40                |
| Vida (zōē)            | 7                  | 4                   | 5                  | 8                       | 36                |
| Amar (agápaō)         | 8                  | 5                   | 13                 | 0                       | 37                |
| Amor (agápē)          | 1                  | 0                   | 1                  | 0                       | 7                 |
| Amar (phileō)         | 5                  | 1                   | 2                  | 0                       | 13                |
| Luz (fōs)             | 7                  | 1                   | 7                  | 10                      | 23                |
| Verdad (alētheia)     | 1                  | 3                   | 3                  | 3                       | 25                |
| Verdadero (alēthinós) | 0                  | 0                   | 1                  | 0                       | 9                 |
| Conocer (ginóskō)     | 20                 | 12                  | 28                 | 16                      | 56                |
| Creer (pistéuō)       | 11                 | 14                  | 9                  | 37                      | 98                |
| Testimonio (martyría) | 0                  | 3                   | 1                  | 1                       | 14                |

El uso de términos vinculados al «amor» y a la «verdad», tanto en el Evangelio como en las Epístolas joánicas, como también la asociación de Juan el Apóstol con el «Discípulo Amado», favoreció la veneración de Juan como «Apóstol del amor». Algunos teólogos contemporáneos manifiestan una postura contraria respecto del uso de tales términos, mientras que otros continúan utilizando los títulos de «Apóstol del amor» y «Apóstol de la verdad» para referirse a Juan el Apóstol.

## San Juan en las artes
Buena parte de las obras de arte dedicadas a San Juan hacen referencia al carácter de «Evangelista», aunque no faltan las que lo reconocen en carácter de «Apóstol». Al hacer referencia artística a «Juan el Evangelista», tanto en la edificación de Basílicas o Iglesias, en la realización de estatuas u obras pictóricas, los autores no lo hicieron ciertamente para celebrar a Juan el Presbítero, figura de la cual ninguna conmemoración específica se tiene. En efecto, Juan el Apóstol tiene un relieve incomparable con el de sus otros homónimos, Juan el Presbítero y Juan Marcos. Desde el Medievo y hasta nuestros días, los artistas que evocan a Juan como Evangelista consideran que «el Apóstol es el Evangelista». Las obras maestras fueron realizadas siguiendo la liturgia de la Iglesia, y el común sentir de los fieles. En tal sentido, se considera intelectualmente honesto incluir las referencias a esas obras en este artículo.

### En la arquitectura

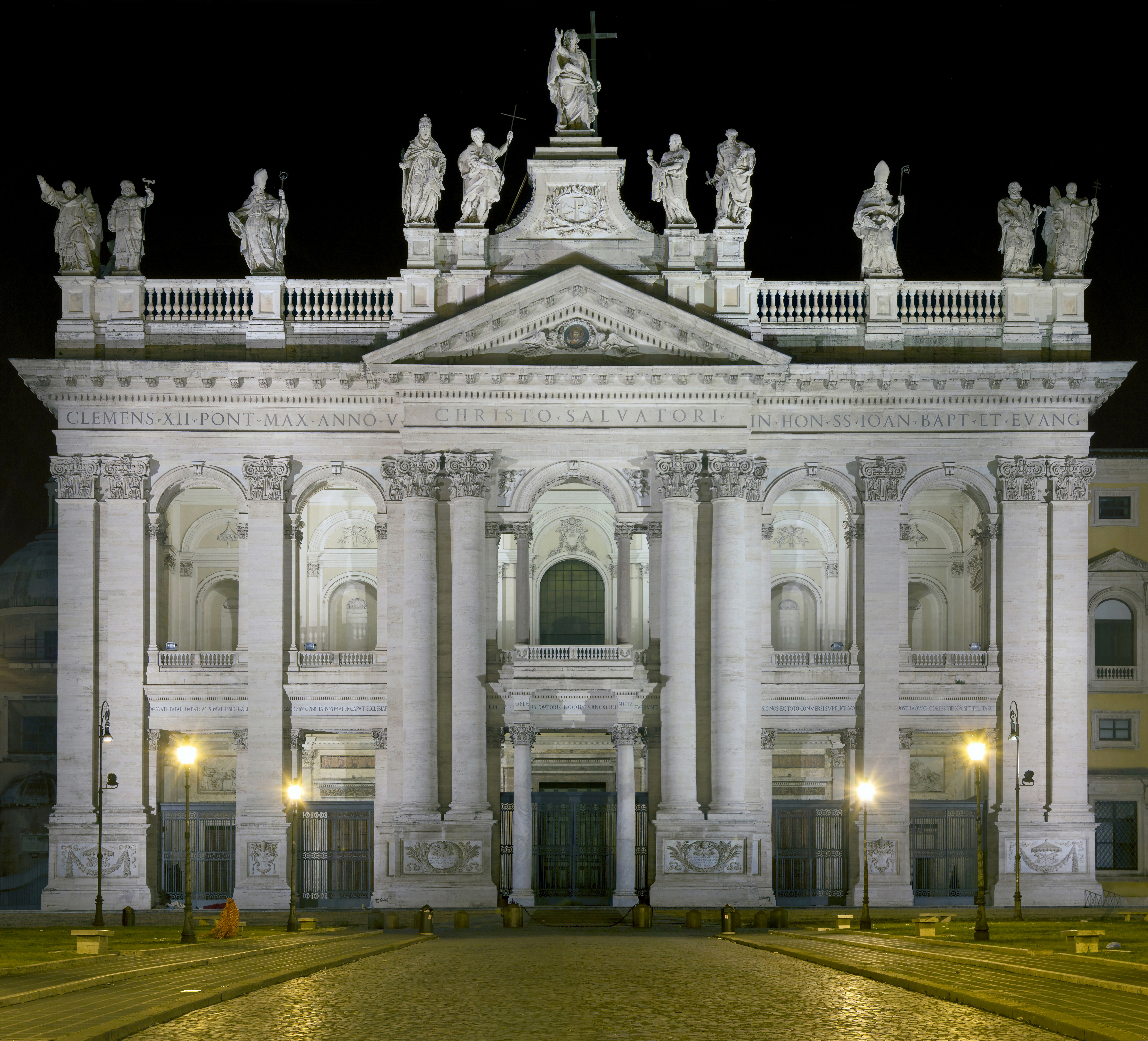
Basílica de San Juan de Letrán (Roma), dedicada a Cristo Salvador y en memoria de San Juan el Bautista y San Juan el Evangelista, quienes así lo señalaron.

Entre las innumerables basílicas e iglesias dedicadas a San Juan, se destacan:
- La Archibasílica de San Juan de Letrán en Roma, está dedicada a «Nuestro Salvador», y a la memoria de los santos Juan el Bautista y Juan el Evangelista. Es la catedral de la diócesis de Roma y por ello la Iglesia Católica ha llamado a San Juan de Letrán «la madre de todas las Iglesias».

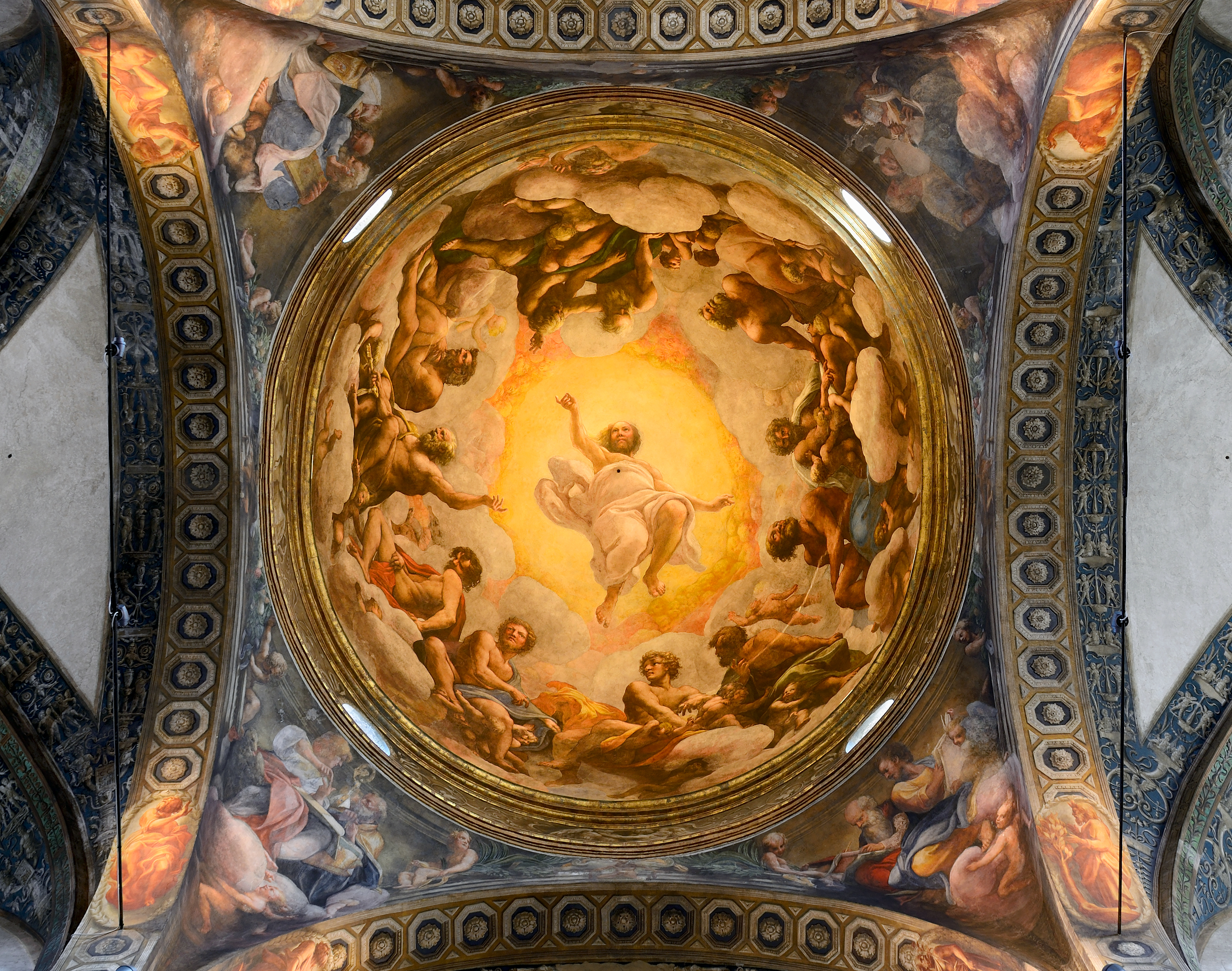
«Visión de San Juan en Patmos» (1520-1521), fresco de Antonio Allegri da Correggio, en la cúpula de la Iglesia de San Juan el Evangelista. Parma, Italia.

- La Iglesia de San Juan en Parma (Italia), detrás de la Catedral. Tiene una fachada manerista diseñada por Simone Moschino y en el interior se admira una cúpula (realizada entre 1520 y 1524), diseñada por Antonio Allegri da Correggio, que representa la «Visión de San Giovanni» en Patmos. La cúpula es una obra de arte que Corregio dibujó con un lápiz en la mano, tal y como hizo con la imagen de San Juan sobre la puerta a la izquierda del altar principal.

- En la Basílica de San Zenón, la más famosa de Ravena (Italia), cada una de las enjutas del arco exterior tienen un bajorrelieve representando a San Juan el Bautista y San Juan el Evangelista.

- Iglesia de San Juan Fuorcivitas (Pistoia, Italia). La Iglesia de San Juan el Evangelista, es un importante complejo románico en el centro de Pistoia. El nombre «Fuorcivitas» constituye un recordatorio de que la iglesia, cuando fue fundada por los lombardos, se encontraba fuera del primer círculo de murallas de la ciudad.

- En Palermo (Italia), la Iglesia de San Juan de los Eremitas.

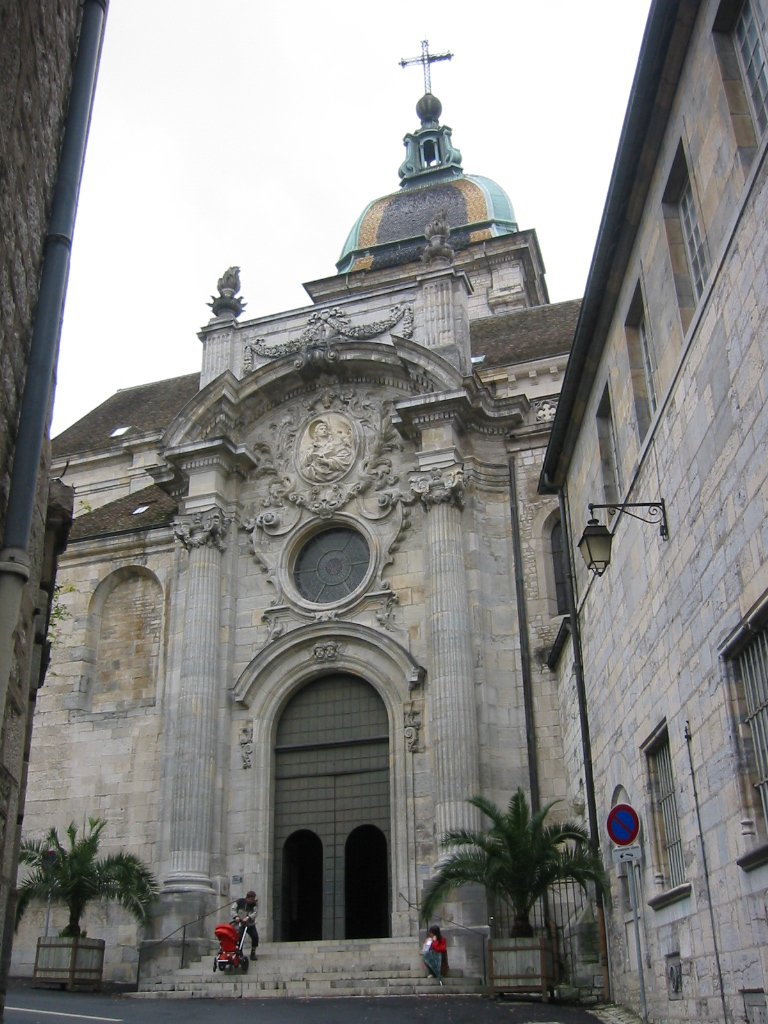
Catedral de San Juan de Besançon, dedicada a San Juan

- En Francia, la Catedral de San Juan de Besançon (Cathédrale Saint-Jean de Besançon), es una basílica y una catedral carolingia, construida por el emperador Carlomagno en el siglo IX, reconstruida en los siglos XII y XVIII, bajo el patronazgo de San Juan.

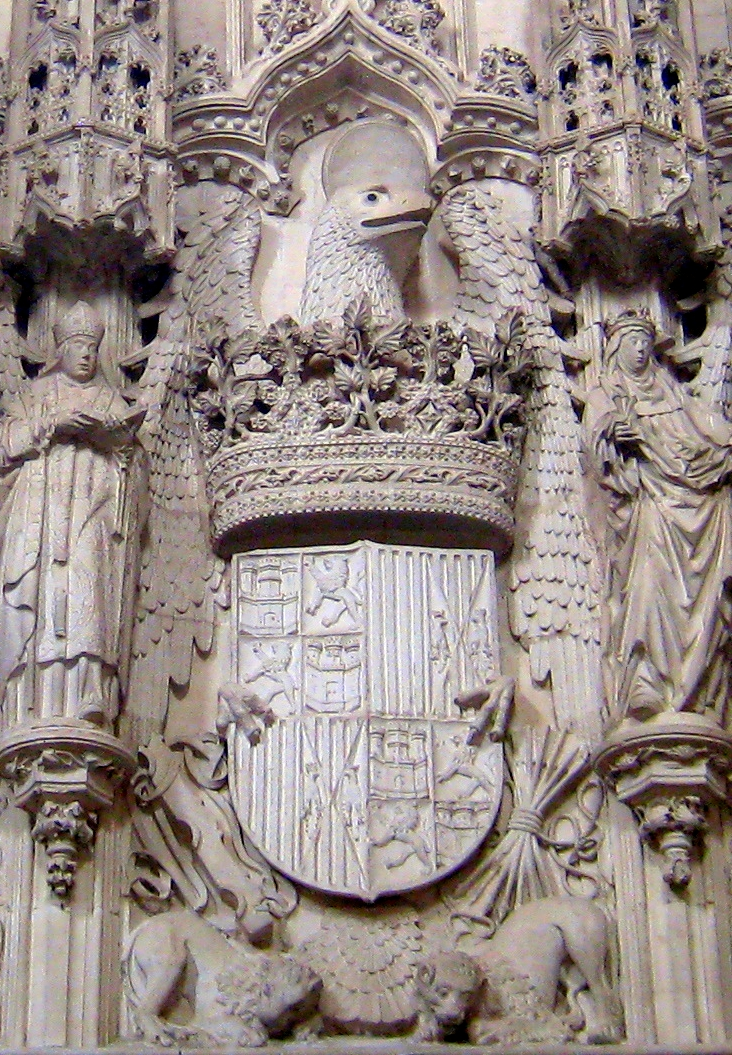
Escudo de armas de los Reyes Católicos en el Monasterio de San Juan de los Reyes, en Toledo. Nótese el águila con nimbo (disco luminoso que rodea su cabeza, significando la apertura de la inteligencia y su irradiación), símbolo de San Juan.

- En España, tanto la Iglesia como el Monasterio de San Juan de los Reyes en Toledo, se consideran entre las muestras más valiosas del estilo gótico isabelino en España, y la construcción más importante erigida por los Reyes Católicos. San Juan Apóstol y Evangelista era el santo de devoción personal de Isabel la Católica, de lo cual la reina dejó constancia en su escudo de armas con la inclusión del águila nimbada del discípulo de Jesucristo. En 1926, fue declarado monumento histórico-artístico de interés nacional.

- También en España, la Iglesia de San Juan de Letrán (Valladolid), y las Iglesias de San Juan el Evangelista en Almería, en Jaén, en Blanca (Murcia); en Melegís (Granada), en Peralta (Navarra), y en Torrejón de Ardoz (Madrid), entre otras.

- En España y en Cracovia (Polonia), un número de Iglesias llamadas «de los Santos Juanes», le están dedicadas, conjuntamente con Juan el Bautista ya que, según la fe cristiana, ambos señalaron al Salvador.

- En la planificación del Templo Expiatorio de la Sagrada Familia (Barcelona, España), las «Torres de los Evangelistas» están rematadas por las figuras alegóricas que los representan en la iconografía cristiana, correspondiendo a San Juan el águila. En esa obra monumental, las torres de los evangelistas están relacionadas con los signos del Zodíaco (en el caso de Juan, Escorpio), con los cuatro elementos (en Juan, el agua), y con los cuatro estadios del camino hacia el conocimiento (correspondiendo a Juan el estadio final, el del silencio).

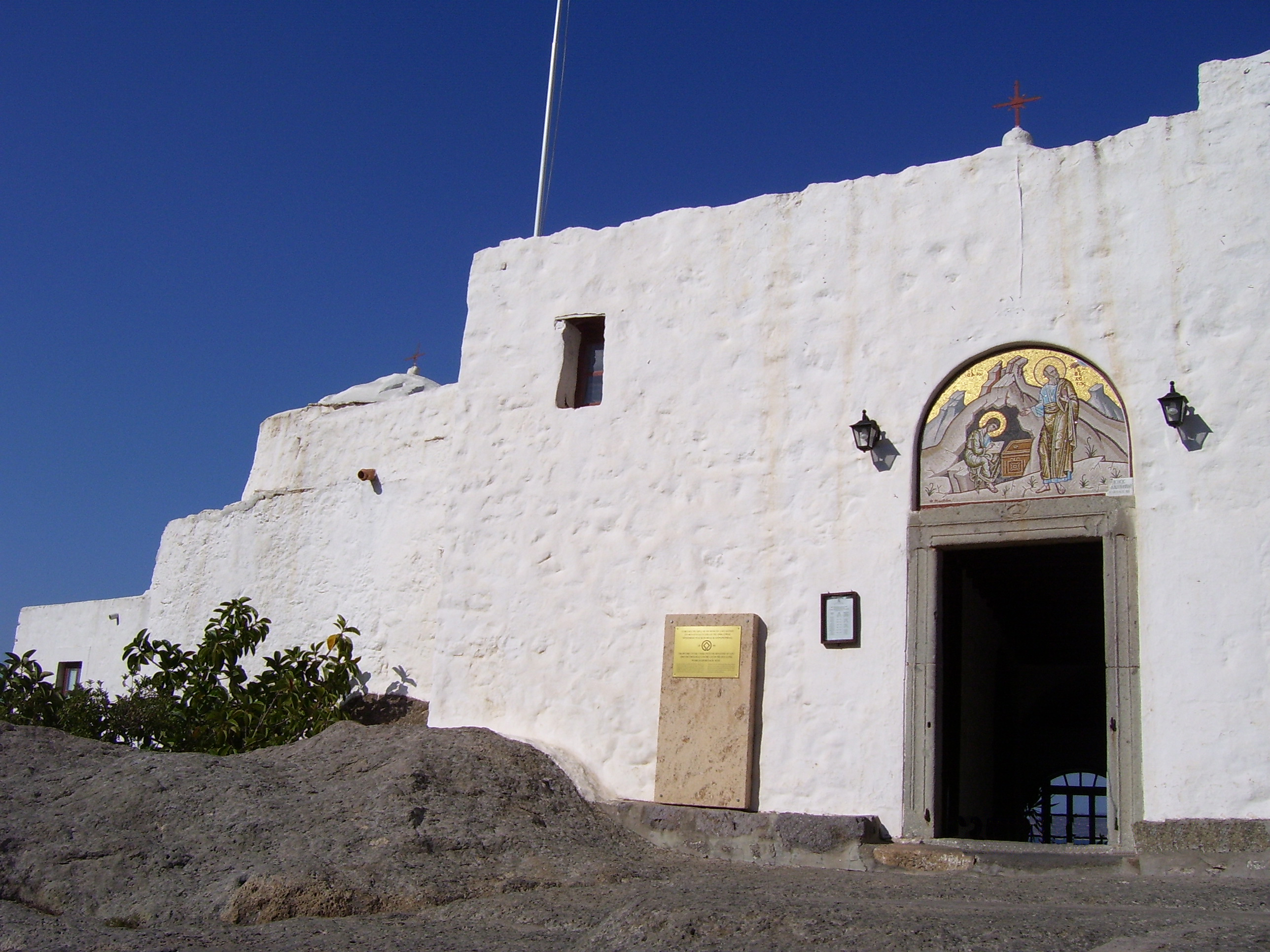
Gruta del Apocalipsis en Patmos, Grecia. Se trata de la entrada al complejo declarado Patrimonio de la Humanidad por la UNESCO en 1999.

- En la isla de Patmos (que se ha dado en llamar «la isla del Apocalipsis»), se construyó el Centro histórico (Chorá) y el Monasterio de San Juan el Teólogo cuyo conjunto, unido a la gruta del Apocalipsis, fue declarado Patrimonio de la Humanidad por la UNESCO, inscripto en el año 1999. El Monasterio de Hagios Ioannis Theologos (Monasterio de San Juan el Teólogo) y la Cueva del Apocalipsis en la isla de Patmos, junto con la construcción medieval asociada de Chora, constituyen un centro tradicional de peregrinación ortodoxa griega de interés arquitectónico excepcional. La ciudad de Chora es uno de los pocos asentamientos en Grecia que se han desarrollado sin interrupción desde el siglo XII. Hay escasos lugares en el mundo en los que las ceremonias religiosas que se remontan a la época cristiana primitiva aún se practiquen sin cambios, como sucede allí. El Monasterio de San Juan el Teólogo y la Gruta del Apocalipsis conmemoran el lugar donde San Juan el Teólogo (rememorado también como «el divino» y «el discípulo amado») habría compuesto el último libro de las Sagradas Escrituras. El monasterio cuenta en su atrio con frescos famosos alusivos a Juan.

### En la escultura

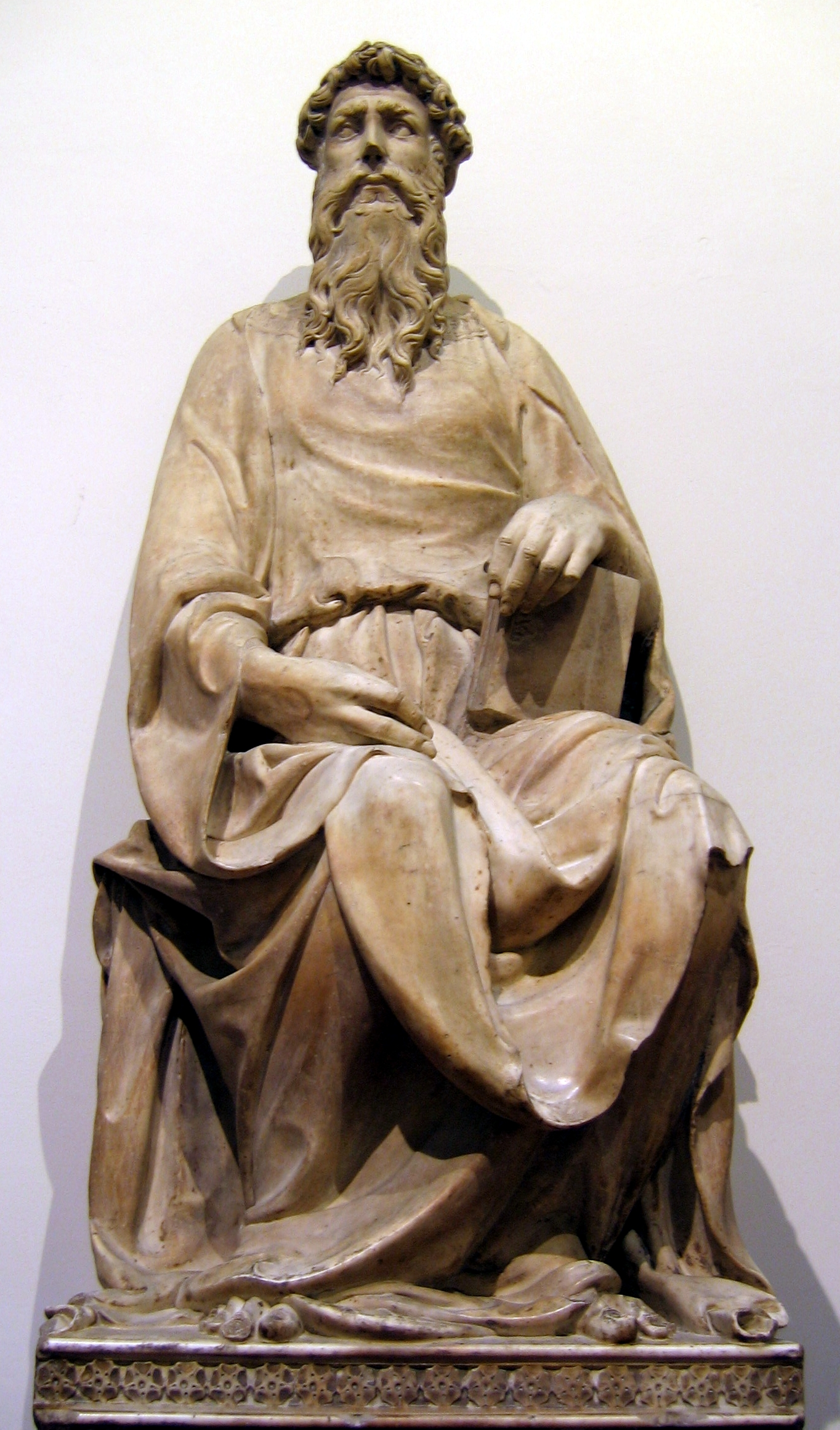
San Juan el Evangelista, de Donatello, se encuentra desde 1990 en el Duomo de Florencia, Italia.

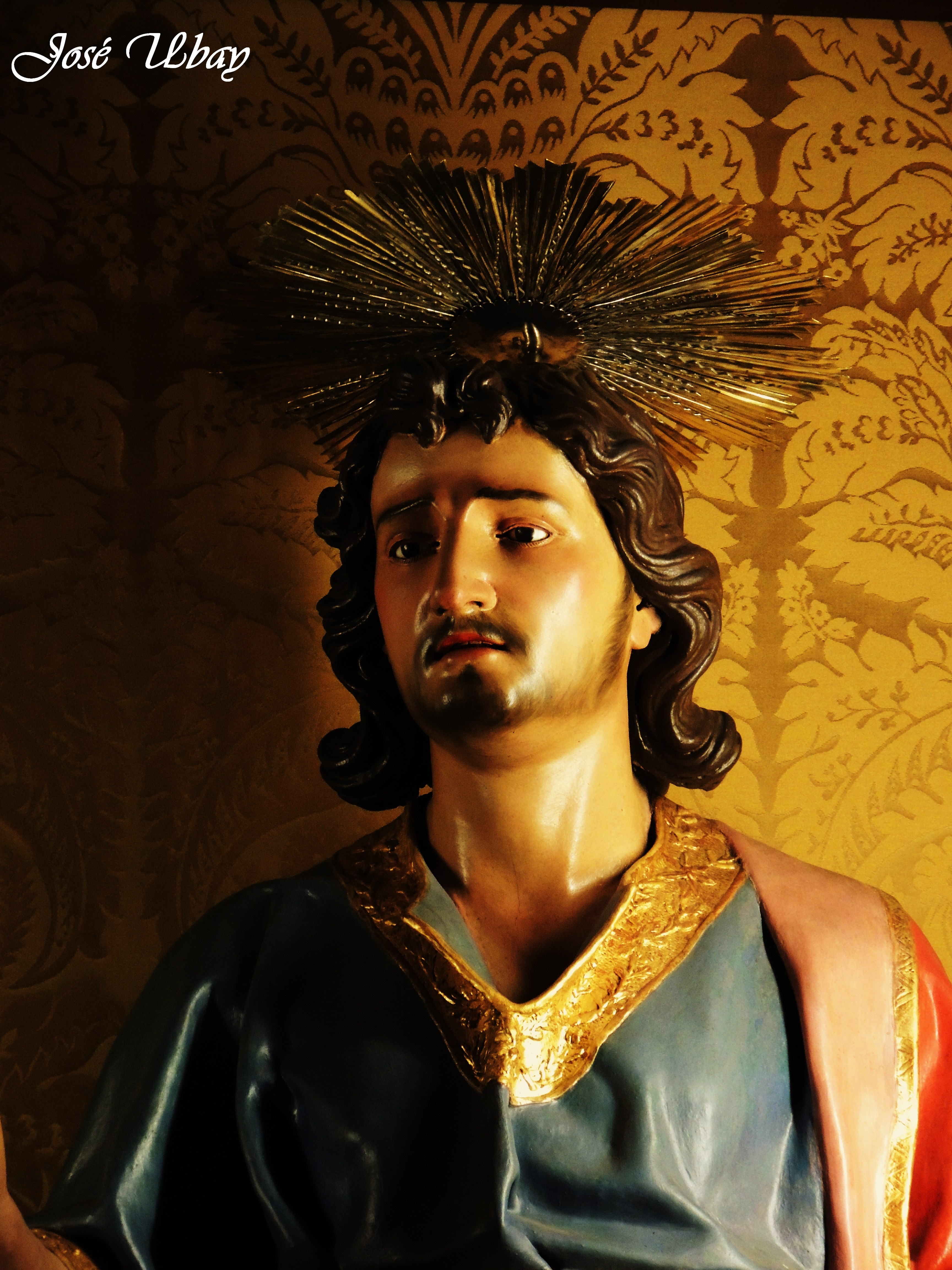
San Juan Evangelista (1799). José Luján Pérez. Parroquia Matriz de Nuestra Señora de la Concepción, Villa de La Orotava (Tenerife).

Entre las numerosas esculturas y tallas que tienen como tema a San Juan, cabe citar:
- La colosal figura sedente de San Juan el Evangelista, de 2,15 m de altura, esculpida en mármol por Donato di Niccolo Donatello entre 1409 y 1411, que se conserva en el Museo dell'Opera del Duomo, en Florencia (Italia).

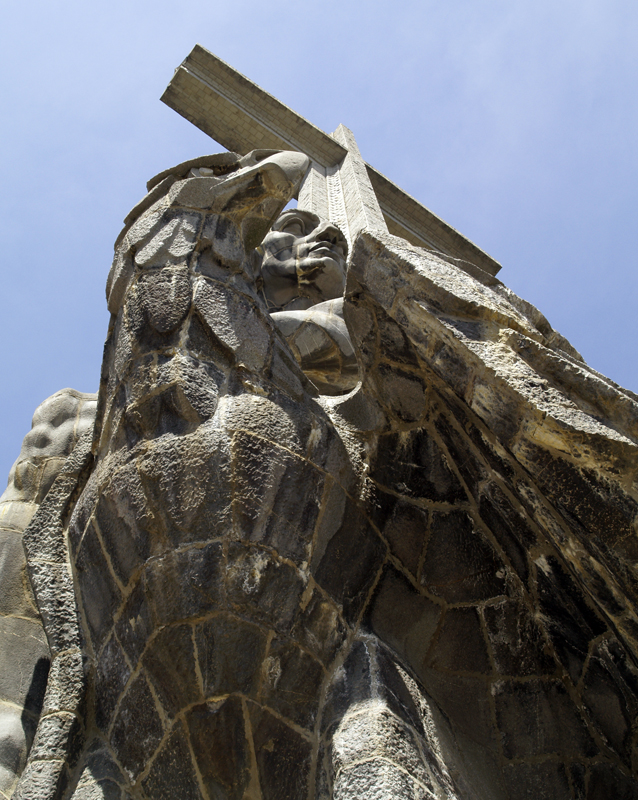
La gigantesca figura de San Juan en el Valle de los Caídos, obra del escultor español Juan de Ávalos

- La escultura de San Juan el Evangelista, de Alessandro Algardi (1598-1654), arquitecto y escultor de obras en estilo barroco, sucesor de Lorenzo Bernini en la corte papal de León XI. Bologna (Italia). En la escultura se observa a Juan con un libro en la mano izquierda y un cáliz en la derecha.

- La escultura San Juan el Evangelista de la Catedral de Lima (1623), obra de Martín Alonso de Mesa.

- La escultura San Juan el Evangelista (1637), obra del máximo exponente de la escuela sevillana de imaginería, Juan Martínez Montañés (1568-1649), exhibida en el Convento de Santa Paula (Sevilla), presenta a Juan con una pluma en su mano derecha y un rollo desplegado en la izquierda.

- La escultura barroca colonial de Santa María Magdalena y San Juan el Apóstol en el grupo del Calvario del Cristo Negro de Esquipulas, Guatemala.

- La imagen de San Juan el Evangelista, datada de 1737, propiedad de la Archicofradía del Nazareno, conservada en la Iglesia Mayor de San Mateo Apóstol, es la primera pieza documentada del escultor malagueño Fernando Ortiz (1717-1771), considerado uno de los más destacados imagineros que trabajaron en Andalucía durante el Barroco tardío.

- La escultura de San Juan el Evangelista (1764), de José Gambino (1719-1775), un tallado policromado en madera, con incrustaciones de vidrio (ojos). Está ubicada en el retablo mayor de la Iglesia del Monasterio de San Martín Pinario, en Santiago de Compostela, España.

- La escultura de San Juan el Evangelista, realizada en el primer tercio del siglo XX, situada en la entrada al cementerio de Vegueta en las Palmas de Gran Canaria. De autor desconocido, esta escultura muestra a San Juan con túnica y manto, con la mano izquierda abierta y receptiva, y la mano derecha apoyada sobre su corazón.

- La escultura de San Juan en el Valle de los Caídos, realizada por Juan de Ávalos. Caracterizada por su monumentalismo categórico, esta figura de San Juan con el águila que lo simboliza ha sido considerada una de las más destacadas representaciones artísticas de Juan en la escultura moderna.
- La escultura de San Juan Evangelista, venerada en la Parroquia Matriz de Nuestra Señora de la Concepción de la Villa de La Orotava es obra del escultor grancanario José Luján Pérez realizada en 1799 por encargo de la Cofradía de la Vera Cruz y Misericordia, con el fin de sustituir a la antigua esfigie cuyo encargo esta fechado en 1621. La imagen solo tiene talladas la cabeza, manos y pies, y el resto del cuerpo fue realizado con la técnica de lienzos encolados. Luján optó por representar al evangelista de pie, en el momento de redactar el Evangelio, siendo la única imagen de esta iconografía que realizó de este estilo, ya que el resto de imágenes son esculturas de candelero.

Por otra parte, San Juan suele formar parte de grupos escultóricos, junto a Cristo y a la Virgen de los Dolores, como la imagen tallada por el artista Don Inocencio Cuesta López en 1943. Es representado con larga túnica, las manos juntas, el rostro perfilado por una barba recortada y bigote juvenil.

### En la pintura
En las artes pictóricas, Juan el Apóstol ha sido tratado en una profusa serie de motivos clásicos, y sus representaciones alcanzan varios centenares. Entre ellas, cabe citar:
- Juan con Jesús, como parte del «Grupo de Dilectos» junto con Pedro y Santiago, en la Transfiguración, en la resurrección de la hija de Jairo, en la Preparación de la Última Cena y en el huerto de Getsemaní.

- Juan con Jesús, como parte de «los Doce», en la «Última Cena», en la cual se lo representó mayormente como el discípulo amado, con la cabeza recostada sobre el pecho del Señor.

- Juan con María, madre de Jesús, al pie de la cruz del crucificado (Stabat Mater y las variantes de crucifixión).

- Juan con María, madre de Jesús, en el descendimiento de la cruz («Deposición»).

- Juan con María en la «Piedad», cuando Jesús, muerto, queda en brazos de su madre; y en un tipo de motivo similar conocido como «Lamentación».

- Juan durante la sepultura de Jesús.

- Juan, en diversos motivos, con Jesús resucitado, como el «encargo de Cristo a Pedro» (Rafael Sanzio, 1515).

- Escenas de los Hechos de los Apóstoles, en las cuales se mantuvo el interés por Juan. Además de Pentecostés (muy ampliamente representado), la escena de la curación del tullido por Pedro y Juan fue plasmada en diversas obras.

El arte cristiano medieval suele representar a San Juan el Evangelista con sus atributos: un águila, simbolizando la altura espiritual del Evangelio, la pluma y el rollo o libro. El cáliz como símbolo de San Juan, representación que de acuerdo a varias autoridades no fue adoptada hasta el siglo trece, se interpreta a veces en referencia a la Última Cena, y también en conexión con una leyenda apócrifa según la cual fue ofrecida a San Juan una copa de vino envenenado de la que, tras su bendición, salió el veneno en forma de serpiente. Quizá la explicación más natural se encuentre en las palabras de Jesús de Nazaret a Juan y Santiago: «Mi cáliz, de hecho, lo beberéis» (Mateo 20:23).

### En la literatura
Entre las obras literarias que hacen referencia a Juan el Apóstol, la Divina Comedia de Dante Alighieri ocupa un lugar excluyente como exponente máximo de la literatura italiana y probablemente uno de los diez más encumbrados de la literatura universal. En su travesía por las gradas superiores del paraíso acompañado de su amada Beatriz, sube el Dante al octavo cielo de las estrellas fijas donde dice no poder describir todo lo que ve. Allí es indagado por 3 sapientes y muy particulares «profesores», Pedro, Santiago (a quien se refiere como «el varón por quien allá abajo Galicia se visita») y Juan el Apóstol («este es aquel que reposó sobre el pecho»), quienes lo examinan respectivamente sobre la fe, la esperanza y el amor-caridad (Paraíso, Cantos XXIII al XXVII).

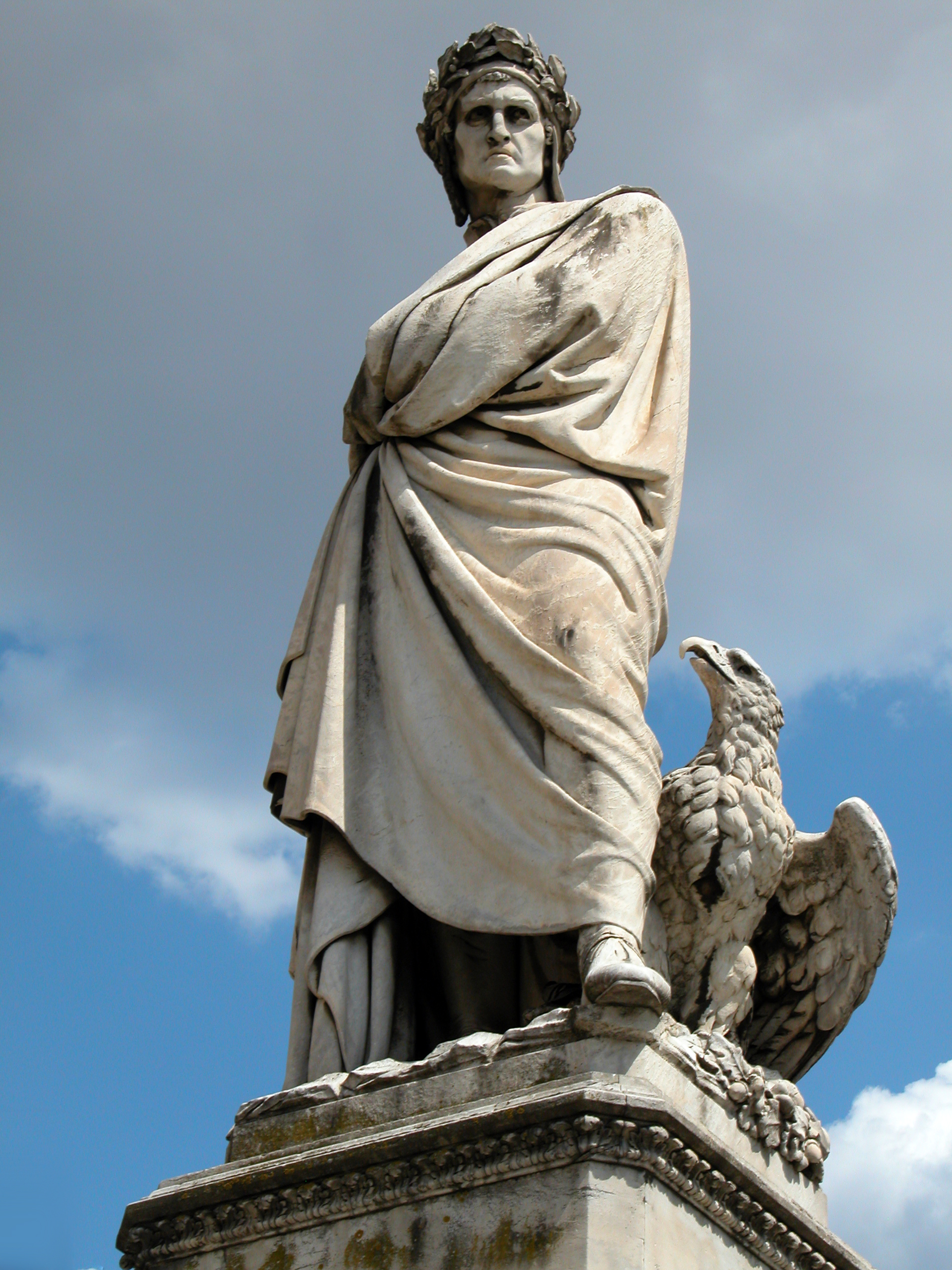
Monumental estatua de Dante próxima a la Iglesia de la Santa Cruz, en Florencia. Dante se refiere al águila como «el pájaro de Dios». A Dante, quien con tanta admiración escribió sobre Juan el Apóstol, se le atribuyó al igual que aquel el símbolo del águila, prefigurando su elevación espiritual.

Cuando aparece San Juan como la luminaria apostólica mayor y señor del amor (El Paraíso, Canto XXV, 100-139), Dante pierde la vista por exceso de luz al querer mirarlo.

Como el que contempla y se ingenia

de ver cómo eclipsa el Sol un poco,
que por verlo, no vidente queda,
así quedé yo ante aquel último fuego,
mientras se decía: ¿Por qué te ciegas

por ver cosa que aquí no cabe?
Dante, La Divina Comedia, El Paraíso, Canto XXV

San Juan interroga a Dante sobre el amor-caridad, cuál es su objeto, los motivos que lo mueven al amor a Dios y al amor al prójimo. Luego de responder a las preguntas del apóstol, y por mediación de Beatriz, Dante recupera la vista. Así, Dante Alighieri presenta a Juan el Apóstol guardando fidelidad a la imagen que del mismo tienen los creyentes, quienes lo consideran el «Apóstol del amor» por antonomasia.
Adam de Saint-Victor, considerado el más importante poeta latino de la Edad Media, dedica a San Juan el poema titulado Jocundare plebs fidelis, además de distintas secuencias. El poeta lírico alemán Friedrich Hölderlin (1770-1843) incluye explícitamente a Juan el Apóstol en su obra Patmos (1802), un himno notable donde incorpora distintos aspectos de la espiritualidad joánica. El poeta estadounidense Henry Wadsworth Longfellow (1807-1882) se inspira en la leyenda de San Juan errante por la tierra hasta el retorno de Cristo para su obra San Juan (Saint John), que se subtitula Saint John wandering over the face of the earth. Además menciona a Juan el Apóstol en su John Alden.
El famoso poeta y dramaturgo inglés Robert Browning (1812-1889) también se inspira en la figura de Juan el Apóstol para su obra A Death in the Desert, que forma parte de su Dramatis personae (1864). Robert Browning, conocedor de la crítica racionalista que arrecia contra la figura de Juan, responde así a los trabajos de Ernest Renan y de David Friedrich Strauss, quien mitifica al Evangelio de Juan. A Death in the Desert fue catalogada por William Temple como «la más penetrante interpretación de San Juan que existe en la lengua inglesa».

### En la música

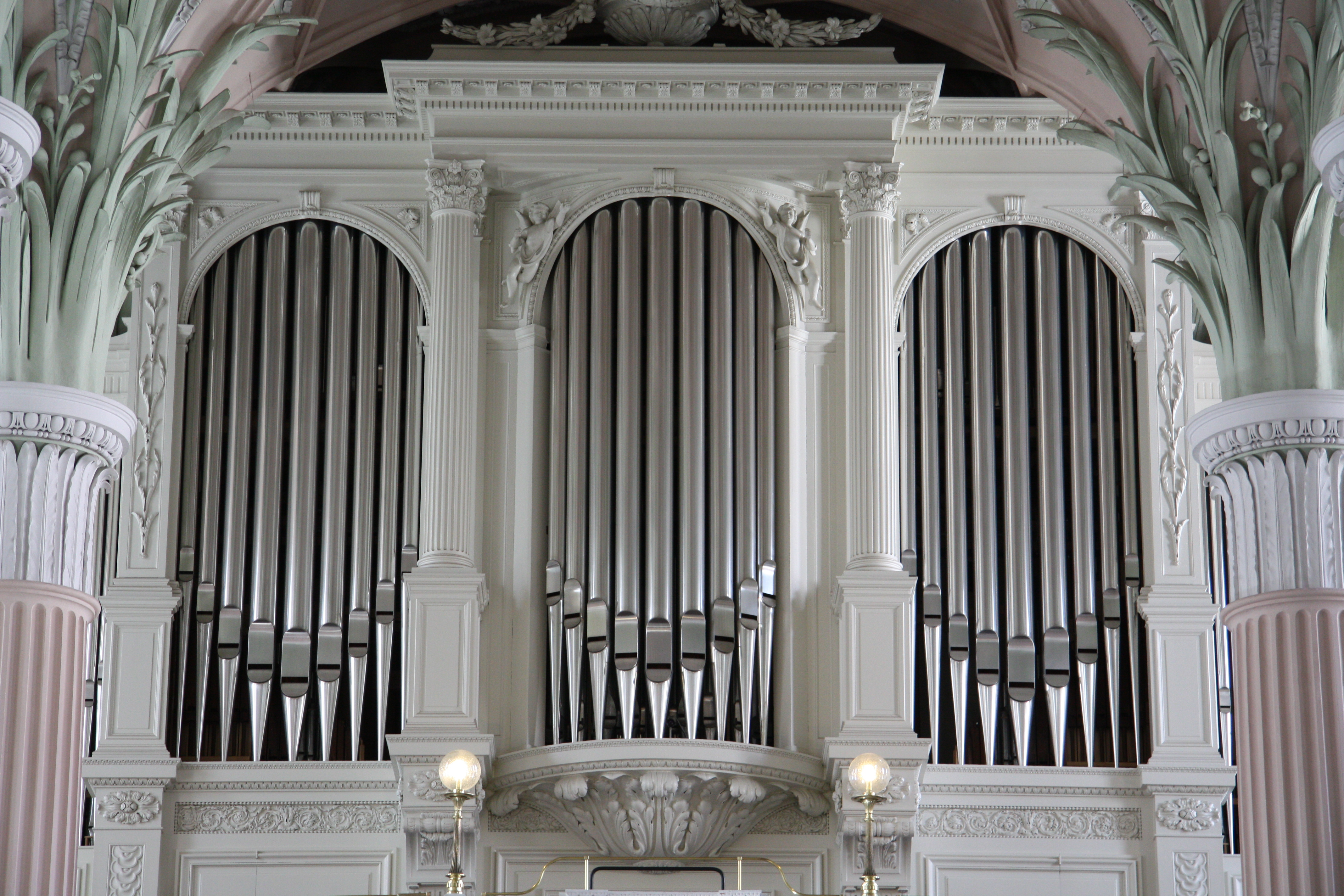
Órgano de la Iglesia de San Nicolás, en Leipzig, Alemania, lugar donde se estrenó la Pasión según San Juan, BWV 245, de Johann Sebastian Bach

Meses después de iniciar su tarea en Leipzig, Johann Sebastian Bach estrena su Johannes-Passion o Pasión según San Juan, BWV 245, el Viernes Santo de 1724 en la Iglesia de San Nicolás (Leipzig). Es una obra para voces solistas, coro y orquesta que tiene por origen los capítulos 18 y 19 del Evangelio de Juan, aunque cuenta también con otras fuentes. La intención de Bach para esta obra es mantener vivo el espíritu de la congregación en el culto.

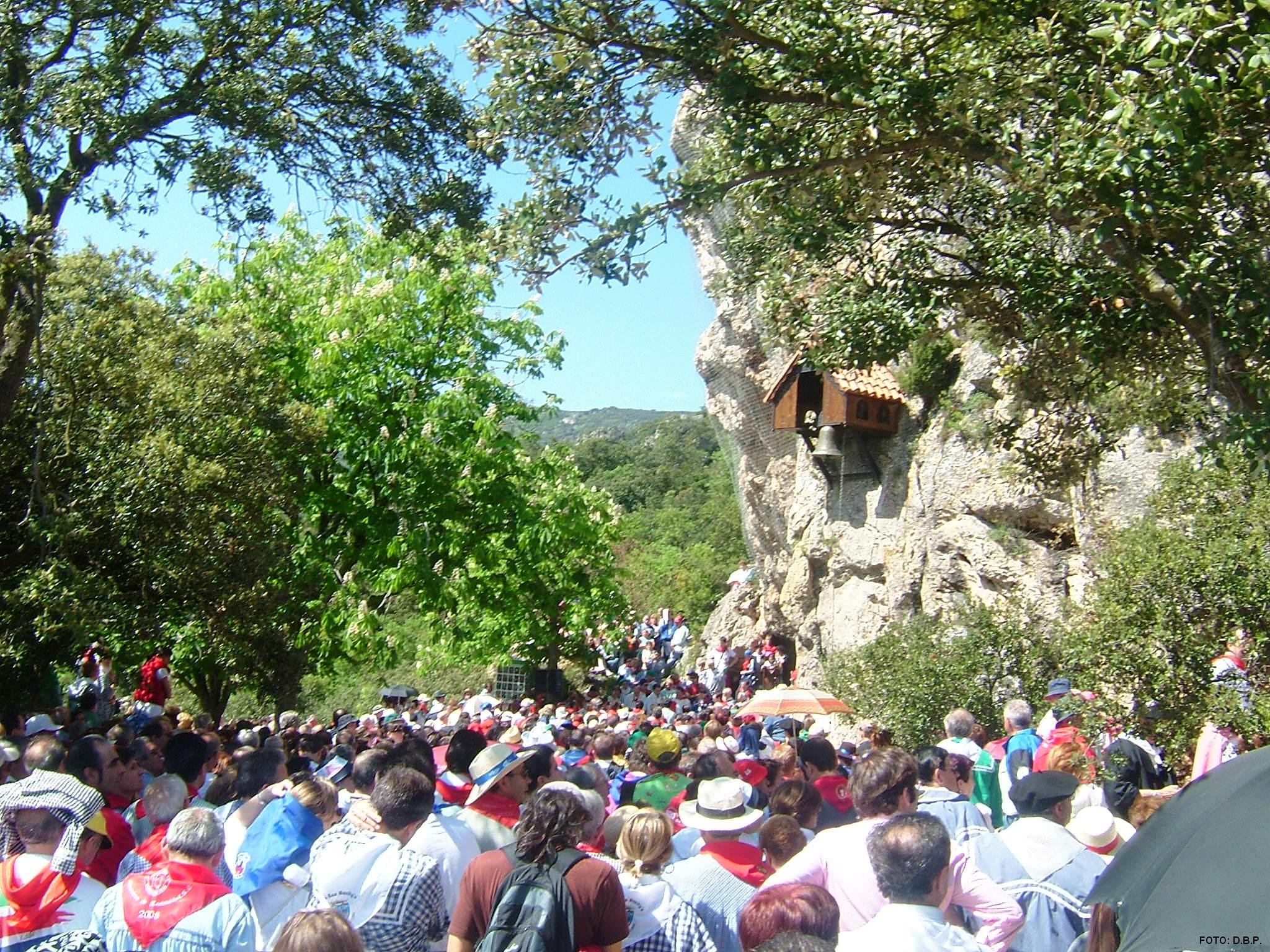
Misa en el entorno de la ermita de San Juan del Monte de Miranda de Ebro, España.

La zarzuela «San Juan del Monte», compuesta en 1920 por Basilio Miranda con letra de Tomás Nozal, es una derivación de las Fiestas de San Juan del Monte. Es posible que la figura de «San Juan del Monte» sea legendaria, ya que no existe un santo canonizado con ese nombre. La fiesta comenzó a realizarse el 6 de mayo, en conjunto con la celebración de San Juan ante la Puerta Latina. Es probable que, con el paso del tiempo, la fiesta haya derivado hacia costumbres más localistas, en que se considera a San Juan como ermitaño. Hoy, esta fiesta popular es la segunda en importancia en España.

### En la cinematografía
En un sitio web, cuyo objetivo es informar sobre la aparición de figuras específicas en películas cinematográficas y miniseries para televisión, se señala que la figura de Juan el Apóstol se interpreta en más de 60 títulos, a veces como protagonista.
Entre otras, cabe mencionar las películas: «The King of Kings» (Rey de Reyes, 1927) con Joseph Striker como Juan; «King of Kings» (Rey de Reyes, 1961), con Antonio Mayans como Juan el Apóstol; «The Greatest Story Ever Told» (La historia más grande jamás contada, 1965), con John Considine como Juan; «Jesus of Nazareth» (Jesús de Nazaret, Partes I y II, 1977) con John Duttine en el papel de Juan; «Peter and Paul» (Pedro y Pablo, 1981; TV), con Giannis Voglis como Juan; «St. John in Exile» (San Juan en el Exilio, 1986), con Dean Jones como San Juan; «San Giovanni - L'Apocalisse» (San Juan – El Apocalipsis, 2002) (TV), protagonizada por Richard Harris como Juan, y «The Passion of the Christ» (La Pasión de Cristo, 2004), con Hristo Jivkov como Juan.

## El nombre de «Juan» entre los cristianos
Iohannes (Juan) es uno de los nombres utilizados con mayor asiduidad por los cristianos, en recordatorio de dos figuras excluyentes del cristianismo: San Juan el Bautista y San Juan el Apóstol. En ciertos períodos, fue tan acostumbrado su uso que se llegaron a acuñar expresiones como «Juan del Pueblo» (por antonomasia, cualquier hijo del pueblo o el pueblo mismo) y «Juan Español» (por antonomasia, el pueblo español).
El nombre de Juan es el más adoptado por los Papas de la Iglesia católica: un total de 23 veces. El último, Juan XXIII, al manifestar el nombre que elegía para su pontificado, dijo:

«Elijo Juan... un nombre dulce para nosotros porque es el nombre de nuestro padre, querido para mí porque es el nombre de la humilde iglesia parroquial donde fui bautizado, el nombre solemne de innumerables catedrales esparcidas por todo el mundo, incluyendo nuestra propia basílica San Juan de Letrán. Veintidós Juanes de legitimidad indiscutible (que han sido Papas), y casi todos tuvieron un breve pontificado. Hemos preferido ocultar la pequeñez de nuestro nombre detrás de esta magnífica sucesión de Papas Romanos. Amamos el nombre de Juan, porque nos recuerda a Juan el Bautista, precursor de nuestro Señor... y al otro Juan, el discípulo y evangelista, quien dijo: "Hijos míos, ámense unos a otros, ámense unos a otros porque este es el gran mandamiento de Cristo." Tal vez podamos, tomando el nombre de esta primera serie de Papas santos, tener algo de su santidad y fortaleza de espíritu, incluso -si Dios lo quiere- hasta el derramamiento de la propia sangre.»
Juan XXIII

Llamativamente, «Juan Pablo», que conlleva los nombres de dos apóstoles de Jesús de Nazaret, es el único nombre compuesto utilizado por los Papas, el último de ellos Juan Pablo II.
Asimismo, en la Lista de los Patriarcas Coptos de Alejandría, 19 llevaron el nombre de «Juan».

## Legado de Juan el Apóstol
A diferencia de la mayoría de las representaciones occidentales de Juan el Apóstol, que lo figuran como «eternamente joven», en la iconografía bizantina se lo representó como un hombre anciano, con barba, y en intensa contemplación, con la actitud de quien invita al silencio. Estas representaciones parecen querer indicar que la sabiduría de las palabras de Juan nació del tiempo y del silencio. Aquel impulsivo «hijo del trueno», quien cuando joven quiso hacer bajar fuego del cielo para aniquilar a quienes no recibían a Jesús, luego de conocerlo en profundidad, terminó por proponer el amor y el silencio como camino de testimonio y de conocimiento.
Así lo entendió Atenágoras I, el Patriarca ecuménico de Constantinopla, cuando afirmó: «Juan se halla en el origen de nuestra más elevada espiritualidad. Como él, los "silenciosos" conocen ese misterioso intercambio de corazones, invocan la presencia de Juan y su corazón se enciende» (O. Clément, Dialoghi con Atenagora, Turín 1972, p. 159; citado por R. Vignolo). Quizá ese sea uno de los mayores legados de Juan, el Apóstol.

### Libros y capítulos de libros
- Aland, Kurt; Aland, Barbara (1995) (en inglés). The text of the New Testament: an introduction to the critical editions and to the theory and practice of modern textual criticism. Grand Rapids, Míchigan (EE. UU.): Eerdmans Publishing Co. ISBN 0-8028-4098-1
- Bacon, B.W. (1910) (en inglés). The Fourth Gospel in Research and Debate. London (England): T. Fisher Unwin. pp. 301-331.
- Barrett, Charles Kingsley (1978). The Gospel According to St John (2ª edición). Filadelfia, Pensilvania (EE. UU.): The Westminster Press. pp. 133-134. ISBN 0-664-21364-2.
- Bernard, J.H. (1985) (en inglés). St. John 1-7, International Critical Commentary. Continuum International. ISBN 978-0-567-05024-3.
- Blomberg, C.L. (1993). «To what extent is John historically reliable?». En: Sloan, Robert B.; Parsons, Mikeal C. (en inglés). Perspectives on John: Method and Interpretation in the Forth Gospel. NABPR Special Studies Series. Lewiston, New York (EE. UU.): Edwin Mellen Press. pp. 27-56. ISBN 978-0-7734-2859-1.
- Blomberg, Craig L. (2001) (en inglés). The Historical Reliability of John's Gospel: Issues & Commentary. Downers Grove, Illinois (EE. UU.): InterVarsity Press. ISBN 0-8308-2685-8.
- Blomberg, Craig L. (2008). The Historical Reliability of John’s Gospel (2ª edición). Leicester: InterVarsity. ISBN 978-0-8308-2807-4.
- Boismard, Marie-Émile (1996) (en francés). Le martyre de Jean l'Apôtre. París (Francia): J. Gabalda. ISBN 978-2-85021-086-0.
- Braun, François-Marie (1959) (en francés). Jean le Théologien et son Évangile dans l’Église Ancienne. París (Francia): Gabalda.
- Brown, Raymond E. (1997). An Introduction to the New Testament. New York (EE. UU.): Doubleday. pp. 805–809. ISBN 0-385-24767-2.
- Brown, Raymond E. (2000). El Evangelio según Juan, 2 vol. Madrid (España): Ediciones Cristiandad. ISBN 84-7057-426-4 (Vol. 1) 84-7057-427-2 (Vol. 2).
- Brown, Raymond E. (2005). La comunidad del discípulo amado (6ª edición). Salamanca (España): Ediciones Sígueme. ISBN 978-84-301-0898-5.
- Brown, Raymond E. (2006). La Muerte del Mesías. Desde Getsemaní hasta el sepulcro. Tomo II: Comentario a los relatos de la pasión de los cuatro evangelios. Estella, Navarra (España): Editorial Verbo Divino. pp. 1202-1208. ISBN 84-8169-487-8.
- Carson, D.A. (1991) (en inglés). The Gospel according to John. Gran Rapids, Míchigan (EE. UU.): Wm. B. Eerdmans Publishing Company. ISBN 0-8028-3683-6.
- Carson, D.A. (2007). «The Challenge of the Balkanization of Johannine Studies». En: Anderson, P.N.; Just, F.; Thatcher, T. (en inglés). John, Jesus and History. Atlanta, Georgia (EE. UU.): Society of Biblical Literature. pp. 133-159. ISBN 978-1-58983-293-0.
- Charles, Robert Henry (1920). A Critical and Exegetical Commentary on the Revelation of St. John, 2 vols.. International Critical Commentary. New York (EE. UU.): Scribner’s. ISBN 978-0-567-05039-7.
- Colson, Jean (1969) (en francés). L’enigme du Disciple que Jésus aimait. Collection Théologie historique num. 10. París: Beauchesne Editeur. pp. 29-63. ISBN 978-2-7010-0044-2.
- Culpepper, R. Alan (2000) (en inglés). John, the son of Zebedee: the life of a legend. EE. UU./Gran Bretaña: T&T Clark. ISBN 0-567-08742-5.
- D'Aragon, Jean-Louis (1972). «Apocalipsis». En: Brown, Raymond E.; Fitzmyer, Joseph A.; Murphy, Roland E.. Comentario Bíblico "San Jerónimo". IV. Madrid (España): Ediciones Cristiandad. pp. 531-592. ISBN 978-84-7057-117-6.
- Davies, William David; Allison, Jr., Dale C. (2004) [1997] (en inglés). A Critical and Exegetical Commentary on the Gospel According to Saint Matthew. International Critical Commentary Series. Vol. 3. New York (EE. UU.): T & T Clark International. pp. 90-92. ISBN 0-567-08518-X.
- de Maldonado, Juan (1954). Comentarios al Evangelio de San Juan. Introducción. Biblioteca de Autores Cristianos (Madrid). p. 20.
- Erbetta, Mario (1966). Gli Apocrifi del Nuovo Testament'. 2: Atti e leggende. Turin (Italia): Marietti.
- Feuillet, André (1965). The Apocalypse. Staten Island, New York (EE. UU.): Alba House.
- Fitzmyer, Joseph A. (1972). «Carta a los Gálatas». En Brown, Raymond E.; Fitzmyer, Joseph A.; Murphy, Roland E.. Comentario Bíblico "San Jerónimo". III. Madrid (España): Ediciones Cristiandad. ISBN 978-84-7057-117-6.
- Guthrie, D. (1965) (en inglés). New Testament Introduction: The Gospels and Acts. Tyndale (Londres).
- Kohlenberger III, J.R.; Goodrick, E.W.; Swanson, A. (1995) (en inglés). The Exhaustive Concordance to the Greek New Testament. Grand Rapids, Míchigan (EE. UU.): Zondervan. ISBN 978-0-310-41030-0.
- Köstenberger, Andreas J. (2002). «John». En: Arnold, C.A. (en inglés). Zondervan Illustrated Bible Backgrounds Commentary. Grand Rapids, Míchigan (EE. UU.): Zondervan. pp. 1-216. ISBN 978-0-310-21807-4.
- Köstenberger, Andreas J. (2004) (en inglés). John. Grand Rapids, Míchigan (EE. UU.): Baker Academic. ISBN 978-0-8010-2644-7.
- Köstenberger, Andreas J. (2009) (en inglés). A theology of John’s gospel and letters. Grand Rapids, Míchigan (EE. UU.): Zondervan. ISBN 978-0-310-26986-1.
- Kysar, Robert (2005). «Chapter 15 - The expulsion from the Sinagogue: The tale of a theory» (en inglés). Voyages with John: charting the Fourth Gospel. Waco, Texas (EE. UU.): Baylor University Press. pp. 237-246. ISBN 1-932792-43-0.
- Leal, Juan (1973). Nuevo Testamento - Evangelios (2°). Madrid (España): Biblioteca de Autores Cristianos. ISBN 84-221-0327-3.
- Piñero, Antonio; del Cerro, Gonzalo (2004). Hechos apócrifos de los Apóstoles. I: Hechos de Andrés, Juan y Pedro. Madrid (España): Biblioteca de Autores Cristianos. ISBN 978-84-7914-717-4.
- Piñero, Antonio; García Bazán, Francisco; Montserrat Torrents, José (2011). Textos gnósticos. Biblioteca de Nag Hammadi (4ª edición). Madrid (España): Editorial Trotta. ISBN 978-84-8164-884-1.
- Ratzinger, Joseph (2007). Jesús de Nazaret. México: Editorial Planeta. ISBN 978-970-37-0705-8.
- Rivas, Luis H. (2008). El Evangelio de Juan. Introducción, Teología, Comentario. Buenos Aires (Argentina): Editorial San Benito. ISBN 987-1177-18-6.
- Sanday, W. (2010) [1905] (en inglés). The Criticism of the Fourth Gospel: Eight Lectures on the Morse Foundation. Kessinger Publishing. ISBN 978-1-163-41615-0.
- Sanders, Joseph Newbould (1943) (en inglés). The fourth gospel in the early church: its origin & influence on Christian Theology up to Irenaeus. Cambridge: Cambridge University Press (Reino Unido). pp. 47-83.
- Sanders, Joseph Newbould (1957). «Who was the Disciple whom Jesus loved». En: Cross, F.L. (en inglés). Studies in the Fourth Gospel. London (Inglaterra): A. R. Mowbray. pp. 72-82.
- Trebilco, Paul (2004) (en inglés). The early Chrstians in Ephesus from Paul to Ignatius. Tübingen (Alemania): Mohr Siebeck. ISBN 3-16-148271-9.
- Vanni, Ugo (2010). Por los senderos del Apocalipsis. Buenos Aires (Argentina): San Pablo. pp. 16-19. ISBN 978-987-09-0105-1.
- Vignolo, R. (2000). «Juan Evangelista (NT: Apóstol y Evangelista)». En: Leonardi, C.; Riccardi, A.; Zarri, G. Diccionario de los Santos, Volumen 2. España: San Pablo. pp. 1357-1364. ISBN 84-285-2259-6.
- Westcott, Brooke Foss (2007) [1894] (en inglés). The Gospel according to St. John. Grand Rapids, Míchigan (EE. UU.): Zondervan. pp. XXI-XXV. ISBN 978-0-310-28187-0.
- Wikenhauser, Alfred (1961). El evangelio según San Juan(3ª edición). Barcelona (España): Editorial Herder. ISBN 84-254-0083-X.

### Artículos en revistas de circulación periódica
- Bauckham, Richard (1993). «The beloved disciple as ideal author». Journal for the Study of the New Testament 15 (49): pp. 21-44. ISSN 0142-064X.
- Bauckham, Richard (1993). «Papias and Polycrates on the origin of the Fourth Gospel» (en inglés). Journal of Theological Studies 44 (1): pp. 24-69. ISSN 0022-5185.
- Biguzzi, G. (1998). «Ephesus, its Artemision, its Temple to the Flavian Emperors and Idolatry in Revelation» (en inglés). Novum Testamentum 40: pp. 276-290. ISSN 0048-1009.
- Capper, Brian J. (1998). «'With the Oldest Monks...' Light from essene history on the career of the beloved disciple?» (en inglés). The Journal of Theological Studies 49 (1): pp. 1-55. ISSN 0022-5185.
- Chapman, John (1928). «Names in the fourth Gospel». The Journal of Theological Studies 30: pp. 16-23.
- Drum, W. (1914). «The disciple known to the high priest» (en inglés). The Expository Times 25 (8): pp. 381-382. ISSN 0014-5246.
- Filson, F.V. (1949). «Who was the Beloved Disciple?» (en inglés). Journal of Biblical Literature 68: pp. 83-88. ISSN 0021-9231.
- Hanson, K.C. (1997). «The Galilean fishing economy and the Jesus tradition» (en inglés). Biblical Theology Bulletin 27: pp. 99-111. ISSN 0146-1079.
- Hawkin, David J. (1977). «The function of the Beloved Disciple motif in the Johannine redaction» (en inglés). Laval théologique et philosophique 33 (2): pp. 135-150. ISSN 0023-9054.
- Helmbold, Andrew (1961-62). «A Note on the Authorship of the Apocalypse» (en inglés). New Testament Studies (Cambridge University Press) 8 (1): pp. 77-79. ISSN 0028-6885.
- Johnson, L. (1966). «Who was the Beloved Disciple» (en inglés). The Expository Times 77: pp. 157-158. ISSN 0014-5246.
- Muñoz León, D. (1987). «¿Es el Apóstol Juan el Discípulo Amado? Razones en pro y en contra del carácter apostólico de la tradición joánica». Estudios Bíblicos 45 (3-4): pp. 403-492. ISSN 0014-1437.
- Parker, Pierson (1960). «John and John Mark» (en inglés). Journal of Biblical Literature 79: pp. 97-110. ISSN 0021-9231.
- Parker, Pierson (1962). «John the son of Zebedee and the Fourth Gospel» (en inglés). Journal of Biblical Literature 81 (1): pp. 35-43. ISSN 0021-9231.
- Rogers, D.G. (1966). «Contributions and Comments-Who was the Beloved Disciple?» (en inglés). The Expository Times 77 (7): p. 214. ISSN 0014-5246.
- Sanders, Joseph N. (1954-55). «Those whom Jesus loved (John XI, 5)» (en inglés). New Testament Studies 1: pp. 29-41. ISSN 0028-6885.
- Schneiders, Sandra M. (1998). «'Because of the woman's testimony...': reexamining the issue of authorship in the Fourth Gospel» (en inglés). New Testament Studies 44: pp. 513-535. ISSN 0028-6885.
- Solages, B. (1972). «Jean, Fils de Zébédée et l’enigme du disciple que Jésus aimait» (en francés). Bulletin de Littérature Ecclésiastique 73: pp. 41-50. ISSN 0007-4322.
- Titus, E.L. (1950). «The identity of the Beloved Disciple» (en inglés). Journal of Biblical Literature 69: pp. 323-328. ISSN 0021-9231.